# 미국의 산 목록
이 목록에는 미국에 위치한 주요 산봉우리가 주, 특별구, 또는 영토별로 알파벳순으로 정리되어 있다. 각 주, 특별구 또는 영토에서 가장 높은 봉우리는 굵게 표시되어 있다. 산이 아닌 주 최고 지점에 대해서는 미국 주 및 영토별 고도 목록을 참조하라.

## 주요 산봉우리 및 최고 지점

### 앨라배마주

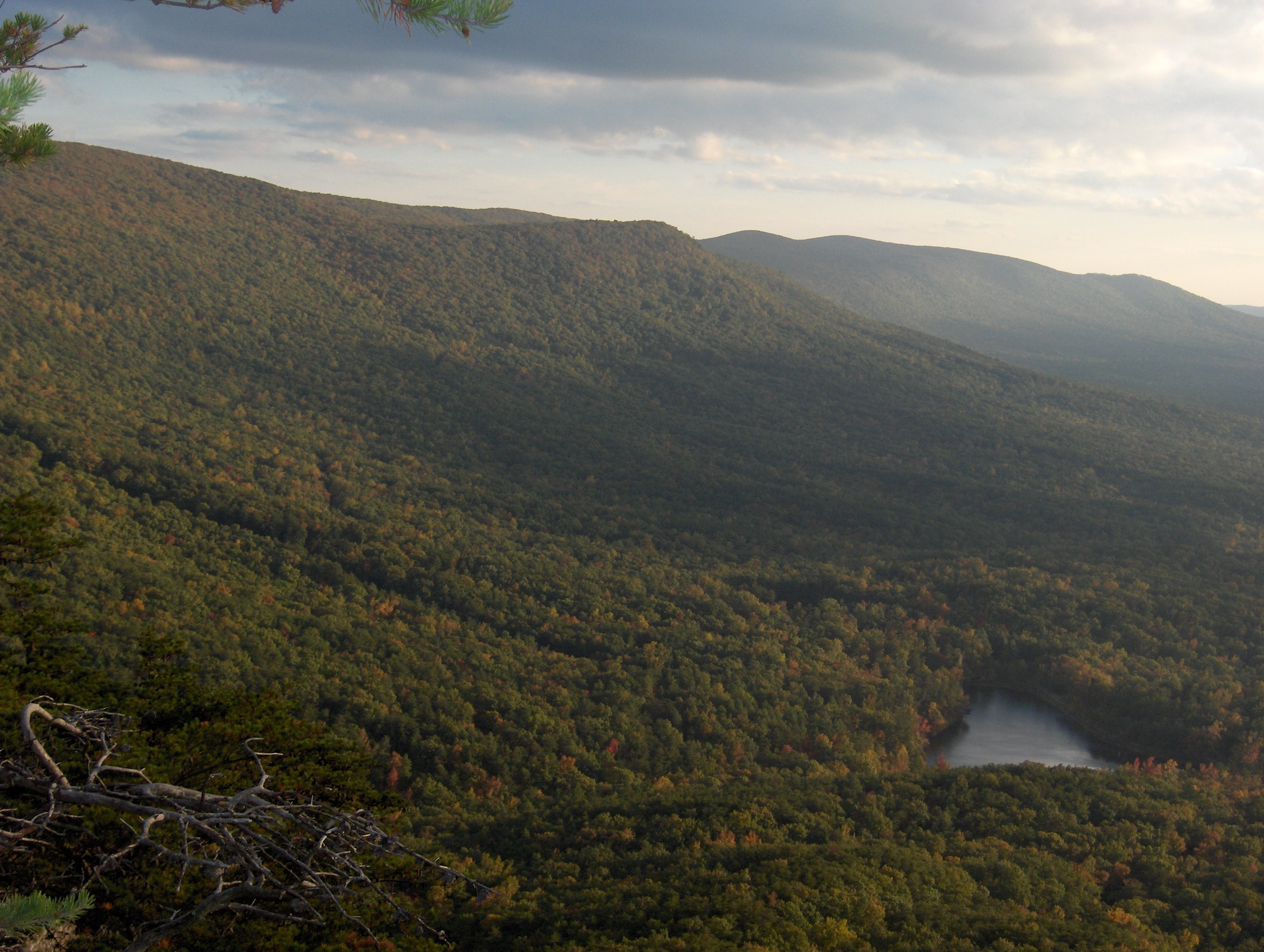
체아산

- 브린들리산
- 체아산, 앨라배마주의 최고봉
- 몬테사노산
- 캡쇼산
- 더트셀러산
- 프로그산
- 호크프라이드산
- 건터스산
- 샌드산 (앨라배마주)
- 킬산 (앨라배마주)
- 할라마산

### 알래스카주
- 아포그나크산, 아포그나크섬 정상
- 앨러배스터 피크
- 알라고그샤크
- 애맥 화산, 활성 성층 화산
- 앰허스트 피크
- 아뮬렛 피크
- 앤디 사이먼스산
- 애넥스 피크

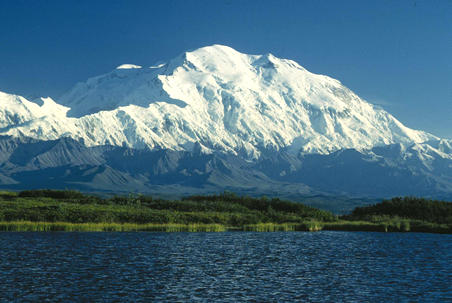
디날리산

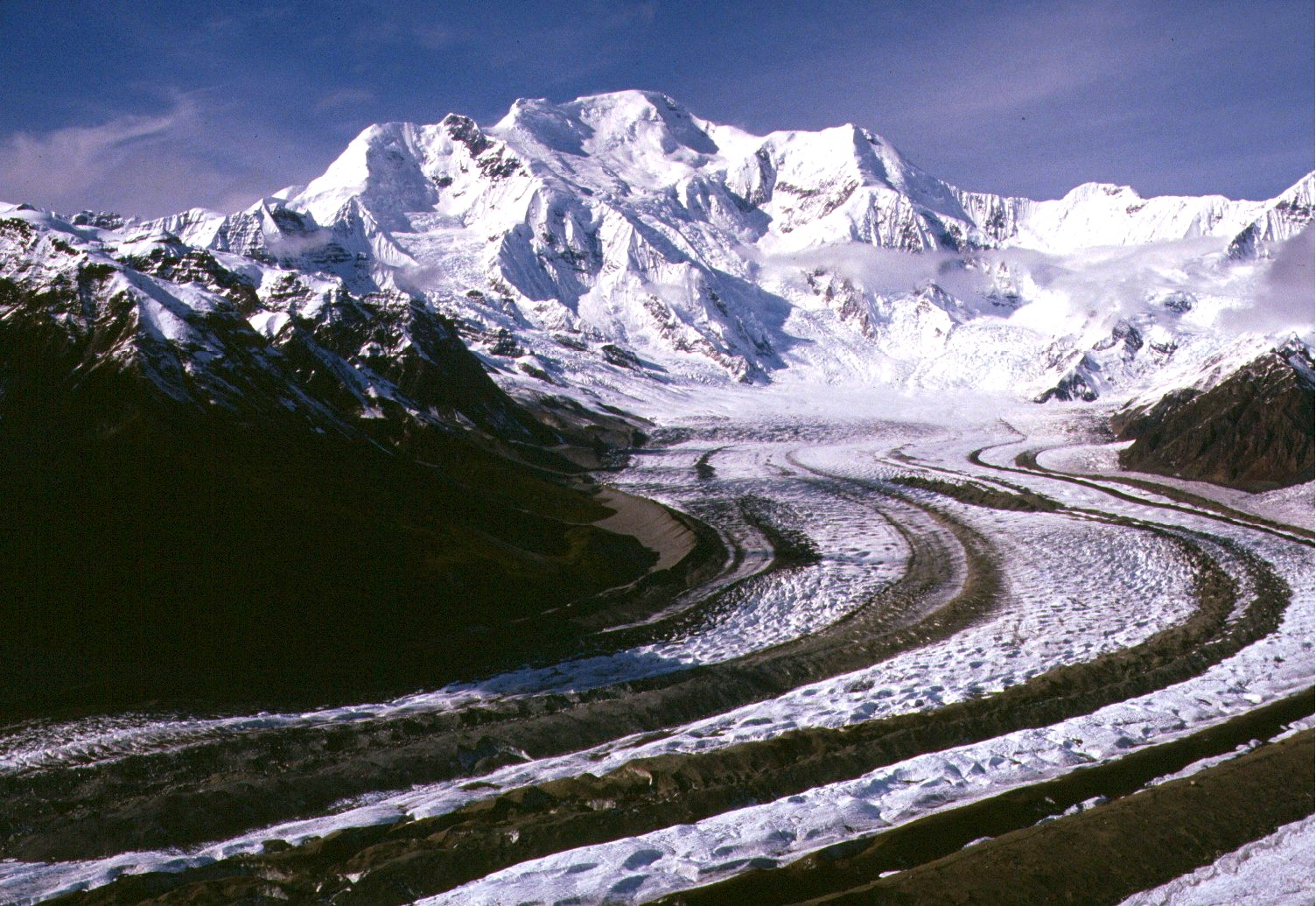
블랙번산

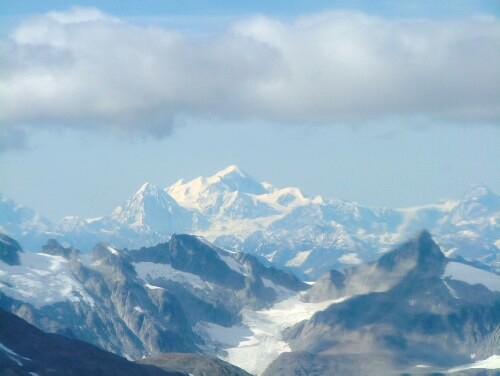
페어웨더산

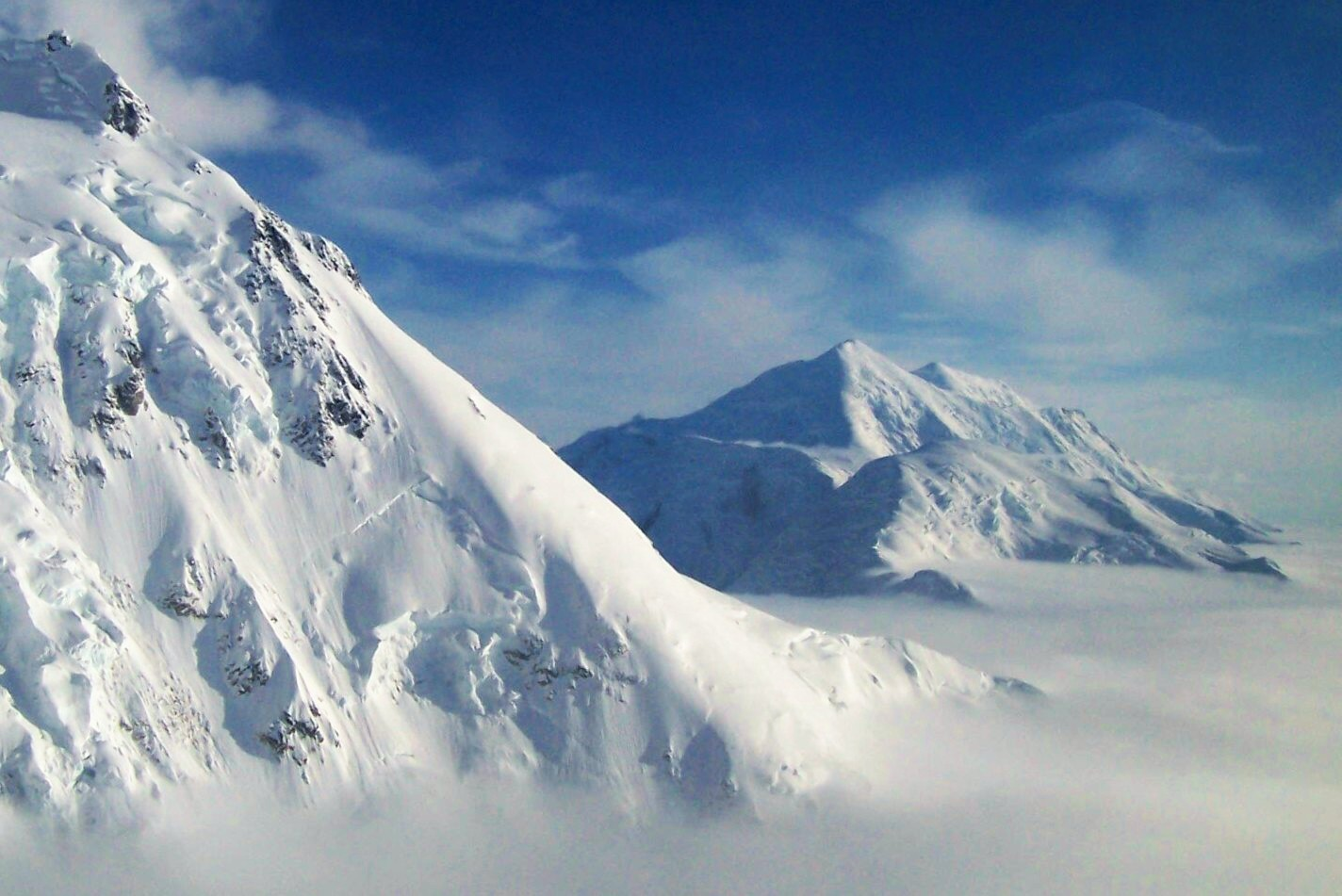
포레이커산

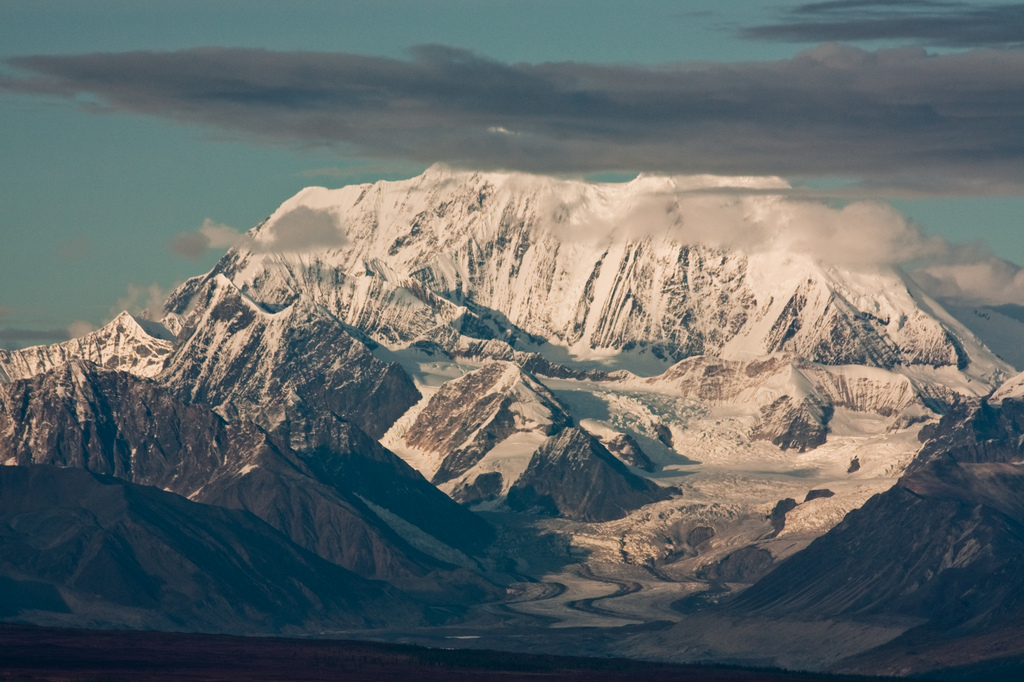
헤이스산

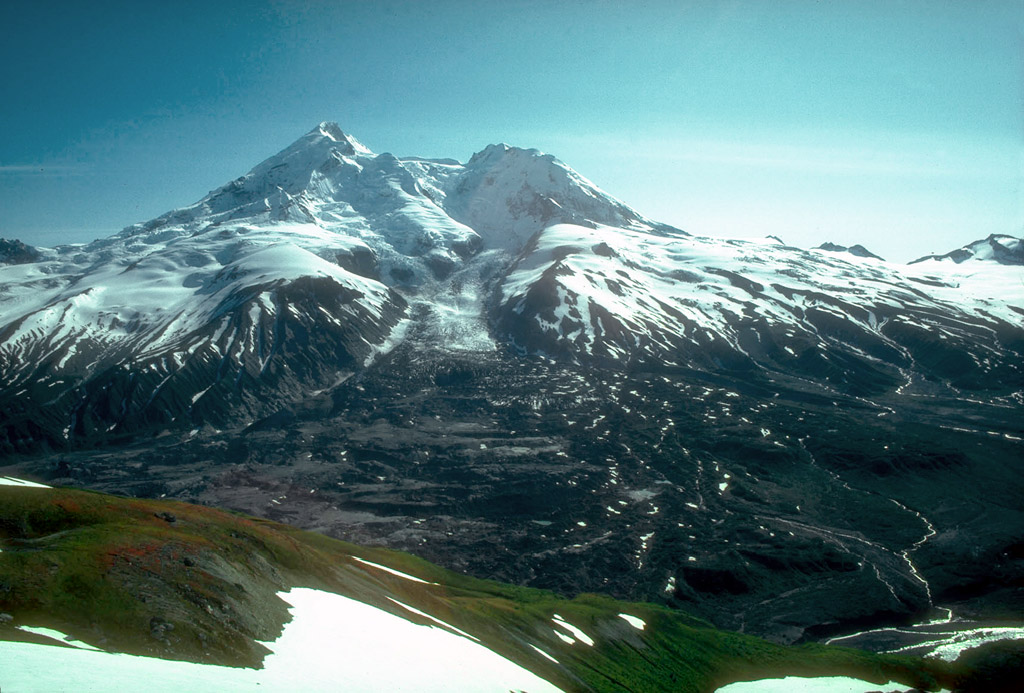
리다우트산

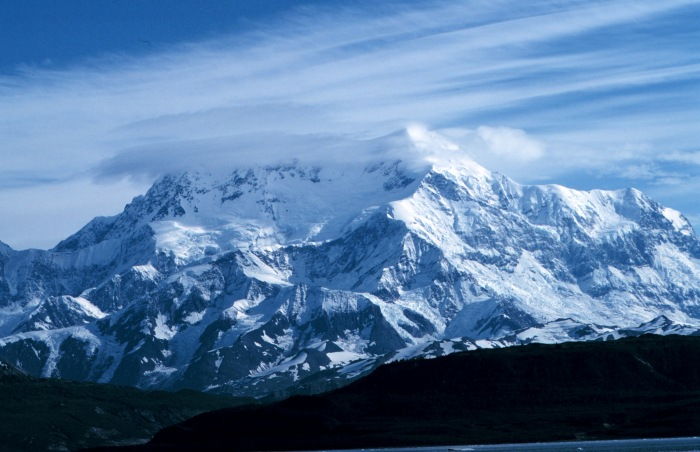
세인트엘리아스산

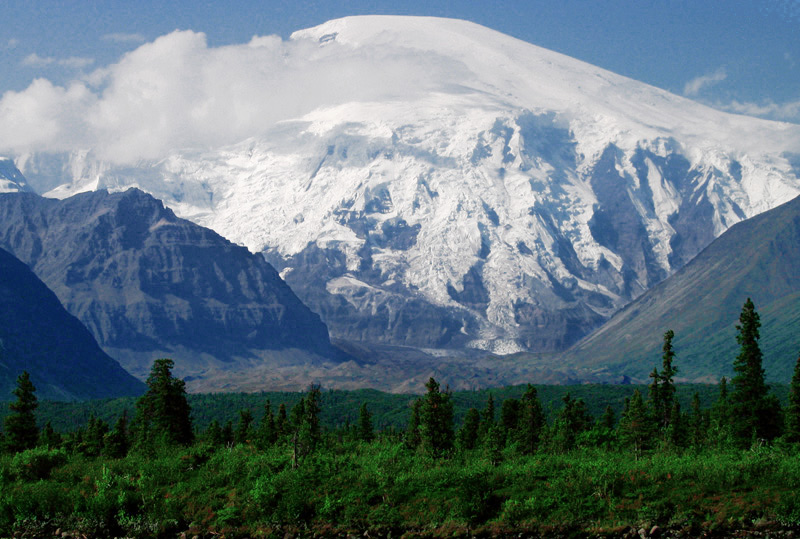
샌퍼드산 (알래스카주)

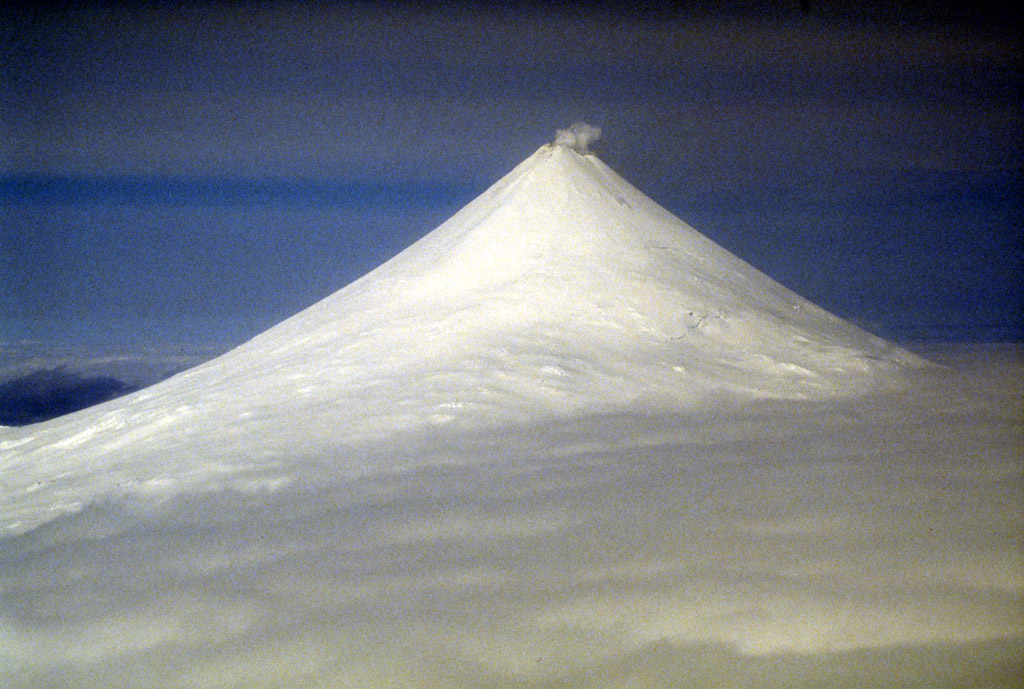
시살딘 화산

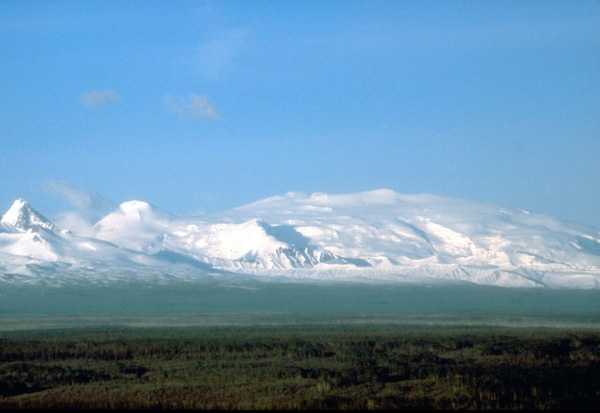
랭걸산

- 앤빌 피크 틀:NGS PB, 세미소포치노이섬의 정상을 이루는 활성 성층 화산
- 아서 피크
- 애시즈 이어스 (알래스카주)
- 애트나 피크 PB
- 아툭산 PB, 세인트로렌스섬 정상
- 오듀본산
- 오거스틴 화산, 오거스틴섬의 정상을 이루는 활성 종상 화산
- 오크산
- 어썸 피크
- 바라노프섬 최고 지점 PB, 바라노프섬 정상
- 바드 피크 (알래스카주)
- 배로미터산
- 배시풀 피크
- 베어산 (수어드, 알래스카주)
- 베기치 피크
- 벨리코스 피크
- 베나인 피크
- 버즈아이 피크
- 블랙캡산 (알래스카주)
- 블랙산 (알래스카주)
- 블랙산 (드롱산맥) PB, 드롱산맥 최고봉
- 블랙 피크 (치그밋산맥)
- 블랙테일 프타미건 록스
- 블랙손 피크
- 복스 피크
- 보난자 피크 (알래스카주)
- 불디어 화산 PB, 불디어섬의 정상을 이루는 성층 화산
- 불라드산
- 불리언산
- 칼리오페산
- 칸타타 피크
- 칼라일 피크, 칼라일섬의 정상을 이루는 활성 성층 화산
- 카르파티아산
- 캐슬산 (알래스카주)
- 캐슬 피크 (알래스카주)
- 대성당봉 (알래스카주)
- 세실 로드산
- 차카자베나산
- 치차고프섬 최고 지점, 치차고프섬 정상
- 치티스톤산
- 클리블랜드 화산 (알래스카주) 틀:NGS PB, 추기나다크섬의 정상을 이루는 활성 성층 화산
- 클라우드 피크 (알래스카주) PB, 필립스미스산맥 최고봉
- 콜드베이 화산
- 컬럼비아 피크 (알래스카주)
- 코프산
- 콥터 피크
- 드롱산맥 최고 지점 PB
- 데바우치산 PB
- 디날리산 (맥킨리산) PB, 알래스카산맥, 알래스카주, 미국, 그리고 북아메리카 전체의 최고봉
- 덴마크 피크
- 데블스 포 PB
- 데블스 프롱스
- 다이크산
- 딜링엄 최고 지점 PB
- 딜런산
- 디바이드산 (알래스카주)
- 도노호 피크
- 더블산 (알래스카주)
- 더블 피크 (알래스카주)
- 더블민트 피크
- 이글 피크 (애드미럴티섬), 애드미럴티섬에 위치
- 이글 피크 (알래스카주), 추각산맥에 위치
- 이스트 피크 (알래스카주)
- 아이켈버그 피크
- 엘라머산
- 엠퍼러 피크 (알래스카주)
- 페이스산
- 팽산
- 알래스카주 설립 50주년
- 핀란드 피크
- 파이어위드산
- 플랫톱산 (싯카 시 및 자치구, 알래스카주)
- 플랫톱산 (앵커리지, 알래스카주)
- 프로스티 피크 PB, 성층 화산
- 걸스산
- 글레이셔 킹
- 고트산 (코르도바)
- 고트산 (알래스카주)
- 정부 피크
- 그래닛 피크 (마타누스카-수시트나, 알래스카주)
- 그래닛 산맥 최고 지점 PB
- 그레이트 누나타크
- 그레이트 싯킨 화산 PB, 그레이트 싯킨섬의 정상을 이루는 활성 성층 화산
- 가디언산
- 걸리드 피크
- 건사이트산
- 하나기타 피크 틀:NGS PB
- 헤이던 피크
- 하스산
- 하인츠먼 리지
- 헤니 피크
- 헤스산
- 하이부시 피크
- 하이얼 스파이어
- 힌친브룩섬 최고 지점, 힌친브룩섬 (알래스카주) 정상
- 혹백 리지
- 혼 스파이어
- 아이스크림 콘산
- 아이시 피크 (알래스카주)
- 이글루산
- 인스티튜트 피크
- 이사노츠키봉 PB, 성층 화산
- 이스머스 피크 PB
- 주얼산
- 조슈아 그린 피크
- 카힐트나 퀸
- 케이트스 니들 PB
- 케줄릭 화산
- 키찻나 스파이어 PB
- 킹스산 (알래스카주)
- 키스카 화산 PB
- 나이트섬 최고 지점, 나이트섬 정상
- 코니악 피크 PB, 코디액섬 정상
- 코로빈 화산 PB, 애트카섬의 정상을 이루는 활성 성층 화산
- 쿠프리아노프산
- 쿠실바크 최고 지점 PB
- 린디타 피크
- 링곤산
- 라이언 헤드 (알래스카주)
- 라이언스 헤드산
- 런던 타워 (알래스카주)
- 로웰 피크
- 로웰 피크 (추각산맥) (추각산맥)
- 링스 피크
- 마쿠신산 PB, 활성 성층 화산
- 마머리 피크
- 맹지 힐
- 마블산 (알래스카주)
- 마타누스카 피크
- 메이나드산
- 맥기니스산
- 맥기니스 피크 (알래스카산맥)
- 맥휴 피크
- 멘타스타산맥 최고 지점 PB
- 운석산
- 마일 하이 피크
- 모비 딕 (알래스카주)
- 몬태규섬 최고 지점, 몬태규섬 (알래스카주) 정상
- 애비산
- 압달라산
- 아다산
- 아다가닥산, 성층 화산
- 아데어산
- 아돌프 크노프산
- 아쿠탄산 PB, 아쿠탄섬의 정상을 이루는 활성 성층 화산
- 알류트카산
- 앨리스산 (알래스카주)
- 앨런산 (알래스카주)
- 알펜글로우산
- 앨버스톤산 PB
- 아무크타산, 활성 성층 화산
- 앙가유카스라크산 PB, 베어드산맥 최고봉
- 아니아크착산, 활성 성층 화산
- 어센션산
- 오거스타산 PB
- 바고트산
- 발헨산 (알래스카주)
- 발리후산
- 배릴산
- 배시산
- 배야드산
- 베어산 PB
- 베차로프산
- 벤델레벤산
- 벤슨산 (알래스카주)
- 베르타산
- 블라흐니츠키산
- 블랙번산 틀:NGS PB, 랭걸산맥 최고봉
- 보나산 PB
- 브래들리산 (알래스카주)
- 브래들리산 (점보산)
- 버켓산
- 카메론산 (알래스카주)
- 칼라일산, 활성 성층 화산
- 카맥산
- 케이스산
- 캐스트너산
- 챔벌린산 (알래스카주) PB, 브룩스산맥 및 북극 미국의 최고봉
- 치찬트나산
- 치기나가크산 PB, 활성 성층 화산
- 치티나산
- 쿡산 (세인트엘리아스산맥) PB
- 쿠퍼산 (알래스카주)
- 크릴런산 PB
- 다즐레트산
- 데보라산 PB
- 댄 폭스산
- 데치산
- 디파이언트산
- 두네락산
- 도란산
- 더글러스산 (알래스카주) PB, 활성 성층 화산
- 드럼산 PB, 성층 화산
- 더튼산, 활성 성층 화산
- 엣지컴산 (알래스카주), 크루조프섬의 정상을 이루는 성층 화산
- 에디슨산
- 아이엘슨산
- 아인슈타인산
- 엘레노어산
- 엘루시브산
- 에머리히산
- 엠몬스산 (알래스카주)
- 어니스트 그루닝산
- 에톨린산, 에톨린섬 정상
- 에바산
- 페어웨더산 (페어웨더산) PB
- 페이버릿산
- 펠로우스산
- 포레이커산 PB
- 포드산 (페어웨더산맥)
- 포레스타산 PB
- 프랜시스산
- 프랜시스산 (알래스카주)
- 가코나산
- 가레로이산, 가레로이섬의 정상을 이루는 활성 성층 화산. 북아메리카의 초고봉 중 가장 서쪽에 위치.
- 가이스트산
- 거딘산
- 길버트산 (알래스카주), 아쿤섬의 정상을 이루는 화산
- 길버트산 (추각산맥)
- 글렌산 (알래스카주)
- 골룹산
- 구드산
- 그레이스산 (추각산맥)
- 그리그산 PB, 활성 성층 화산
- 그로스베너산
- 그로스베너산 (알래스카산맥)
- 하딩산 (알래스카주)
- 하퍼산 (알래스카주) PB
- 호킨스산 (알래스카주)
- 헤이스산 PB, 성층 화산 잔해
- 힐리산
- 헤스페루스산 (알래스카주) PB
- 호건산
- 허버드산 PB
- 헌터산 (알래스카주) PB
- 헌팅턴산 (알래스카주)
- 헉슬리산 (알래스카주)
- 이기크팩산 PB, 슈와트카산맥 최고봉
- 일리암나산, 활성 성층 화산
- 자비스산 PB
- 존슨산 (알래스카주)
- 주노산
- 카가밀산, 카가밀섬의 정상을 이루는 활성 성층 화산
- 카구야크산, 성층 화산
- 카나가산, 카나가섬의 정상을 이루는 활성 성층 화산
- 카트마이산, 활성 성층 화산
- 키알라그빅산
- 키예프산
- 킴볼산 (알래스카주) PB
- 키스카산, 키스카섬의 정상을 이루는 활성 성층 화산
- 클루치산
- 쿠들리히산
- 라페루스산
- 로렌스산
- 리퍼산
- 릴런드산 (알래스카주)
- 린디타 피크
- 링곤산
- 라이언 헤드 (알래스카주)
- 라이언스 헤드산
- 런던 타워 (알래스카주)
- 로웰 피크
- 로웰 피크 (추각산맥) (추각산맥)
- 링스 피크
- 마쿠신산 PB, 활성 성층 화산
- 마머리 피크
- 맹지 힐
- 마블산 (알래스카주)
- 마타누스카 피크
- 메이나드산
- 맥기니스산
- 맥기니스 피크 (알래스카산맥)
- 맥휴 피크
- 멘타스타산맥 최고 지점 PB
- 운석산
- 마일 하이 피크
- 모비 딕 (알래스카주)
- 몬태규섬 최고 지점, 몬태규섬 (알래스카주) 정상
- 애비산
- 압달라산
- 아다산
- 아다가닥산, 성층 화산
- 아데어산
- 아돌프 크노프산
- 아쿠탄산 PB, 아쿠탄섬의 정상을 이루는 활성 성층 화산
- 알류트카산
- 앨리스산 (알래스카주)
- 앨런산 (알래스카주)
- 알펜글로우산
- 앨버스톤산 PB
- 아무크타산, 활성 성층 화산
- 앙가유카스라크산 PB, 베어드산맥 최고봉
- 아니아크착산, 활성 성층 화산
- 어센션산
- 오거스타산 PB
- 바고트산
- 발헨산 (알래스카주)
- 발리후산
- 배릴산
- 배시산
- 배야드산
- 베어산 PB
- 베차로프산
- 벤델레벤산
- 벤슨산 (알래스카주)
- 베르타산
- 블라흐니츠키산
- 블랙번산 틀:NGS PB, 랭걸산맥 최고봉
- 보나산 PB
- 브래들리산 (알래스카주)
- 브래들리산 (점보산)
- 버켓산
- 카메론산 (알래스카주)
- 칼라일산, 활성 성층 화산
- 카맥산
- 케이스산
- 캐스트너산
- 챔벌린산 (알래스카주) PB, 브룩스산맥 및 북극 미국의 최고봉
- 치찬트나산
- 치기나가크산 PB, 활성 성층 화산
- 치티나산
- 쿡산 (세인트엘리아스산맥) PB
- 쿠퍼산 (알래스카주)
- 크릴런산 PB
- 다즐레트산
- 데보라산 PB
- 댄 폭스산
- 데치산
- 디파이언트산
- 두네락산
- 도란산
- 더글러스산 (알래스카주) PB, 활성 성층 화산
- 드럼산 PB, 성층 화산
- 더튼산, 활성 성층 화산
- 엣지컴산 (알래스카주), 크루조프섬의 정상을 이루는 성층 화산
- 에디슨산
- 아이엘슨산
- 아인슈타인산
- 엘레노어산
- 엘루시브산
- 에머리히산
- 엠몬스산 (알래스카주)
- 어니스트 그루닝산
- 에톨린산, 에톨린섬 정상
- 에바산
- 페어웨더산 (페어웨더산) PB
- 페이버릿산
- 펠로우스산
- 포레이커산 PB
- 포드산 (페어웨더산맥)
- 포레스타산 PB
- 프랜시스산
- 프랜시스산 (알래스카주)
- 가코나산
- 가레로이산, 가레로이섬의 정상을 이루는 활성 성층 화산. 북아메리카의 초고봉 중 가장 서쪽에 위치.
- 가이스트산
- 거딘산
- 길버트산 (알래스카주), 아쿤섬의 정상을 이루는 화산
- 길버트산 (추각산맥)
- 글렌산 (알래스카주)
- 골룹산
- 구드산
- 그레이스산 (추각산맥)
- 그리그산 PB, 활성 성층 화산
- 그로스베너산
- 그로스베너산 (알래스카산맥)
- 하딩산 (알래스카주)
- 하퍼산 (알래스카주) PB
- 호킨스산 (알래스카주)
- 헤이스산 PB, 성층 화산 잔해
- 힐리산
- 헤스페루스산 (알래스카주) PB
- 호건산
- 허버드산 PB
- 헌터산 (알래스카주) PB
- 헌팅턴산 (알래스카주)
- 헉슬리산 (알래스카주)
- 이기크팩산 PB, 슈와트카산맥 최고봉
- 일리아마나산, 활성 성층 화산
- 자비스산 PB
- 존슨산 (알래스카주)
- 주노산
- 카가밀산, 카가밀섬의 정상을 이루는 활성 성층 화산
- 카구야크산, 성층 화산
- 카나가산, 카나가섬의 정상을 이루는 활성 성층 화산
- 카트마이산, 활성 성층 화산
- 키알라그빅산
- 키예프산
- 킴볼산 (알래스카주) PB
- 키스카산, 키스카섬의 정상을 이루는 활성 성층 화산
- 클루치산
- 쿠들리히산
- 라페루스산
- 로렌스산
- 리퍼산
- 릴런드산 (알래스카주)
- 린디타 피크
- 링곤산
- 라이언 헤드 (알래스카주)
- 라이언스 헤드산
- 런던 타워 (알래스카주)
- 로웰 피크
- 로웰 피크 (추각산맥) (추각산맥)
- 링스 피크
- 마쿠신산 PB, 활성 성층 화산
- 마머리 피크
- 맹지 힐
- 마블산 (알래스카주)
- 마타누스카 피크
- 메이나드산
- 맥기니스산
- 맥기니스 피크 (알래스카산맥)
- 맥휴 피크
- 멘타스타산맥 최고 지점 PB
- 운석산
- 마일 하이 피크
- 모비 딕 (알래스카주)
- 몬태규섬 최고 지점, 몬태규섬 (알래스카주) 정상
- 애비산
- 압달라산
- 아다산
- 아다가닥산, 성층 화산
- 아데어산
- 아돌프 크노프산
- 아쿠탄산 PB, 아쿠탄섬의 정상을 이루는 활성 성층 화산
- 알류트카산
- 앨리스산 (알래스카주)
- 앨런산 (알래스카주)
- 알펜글로우산
- 앨버스톤산 PB
- 아무크타산, 활성 성층 화산
- 앙가유카스라크산 PB, 베어드산맥 최고봉
- 아니아크착산, 활성 성층 화산
- 어센션산
- 오거스타산 PB
- 바고트산
- 발헨산 (알래스카주)
- 발리후산
- 배릴산
- 배시산
- 배야드산
- 베어산 PB
- 베차로프산
- 벤델레벤산
- 벤슨산 (알래스카주)
- 베르타산
- 블라흐니츠키산
- 블랙번산 틀:NGS PB, 랭걸산맥 최고봉
- 보나산 PB
- 브래들리산 (알래스카주)
- 브래들리산 (점보산)
- 버켓산
- 카메론산 (알래스카주)
- 칼라일산, 활성 성층 화산
- 카맥산
- 케이스산
- 캐스트너산
- 챔벌린산 (알래스카주) PB, 브룩스산맥 및 북극 미국의 최고봉
- 치찬트나산
- 치기나가크산 PB, 활성 성층 화산
- 치티나산
- 쿡산 (세인트엘리아스산맥) PB
- 쿠퍼산 (알래스카주)
- 크릴런산 PB
- 다즐레트산
- 데보라산 PB
- 댄 폭스산
- 데치산
- 디파이언트산
- 두네락산
- 도란산
- 더글러스산 (알래스카주) PB, 활성 성층 화산
- 드럼산 PB, 성층 화산
- 더튼산, 활성 성층 화산
- 엣지컴산 (알래스카주), 크루조프섬의 정상을 이루는 성층 화산
- 에디슨산
- 아이엘슨산
- 아인슈타인산
- 엘레노어산
- 엘루시브산
- 에머리히산
- 엠몬스산 (알래스카주)
- 어니스트 그루닝산
- 에톨린산, 에톨린섬 정상
- 에바산
- 페어웨더산 (페어웨더산) PB
- 페이버릿산
- 펠로우스산
- 포레이커산 PB
- 포드산 (페어웨더산맥)
- 포레스타산 PB
- 프랜시스산
- 프랜시스산 (알래스카주)
- 가코나산
- 가레로이산, 가레로이섬의 정상을 이루는 활성 성층 화산. 북아메리카의 초고봉 중 가장 서쪽에 위치.
- 가이스트산
- 거딘산
- 길버트산 (알래스카주), 아쿤섬의 정상을 이루는 화산
- 길버트산 (추각산맥)
- 글렌산 (알래스카주)
- 골룹산
- 구드산
- 그레이스산 (추각산맥)
- 그리그산 PB, 활성 성층 화산
- 그로스베너산
- 그로스베너산 (알래스카산맥)
- 하딩산 (알래스카주)
- 하퍼산 (알래스카주) PB
- 호킨스산 (알래스카주)
- 헤이스산 PB, 성층 화산 잔해
- 힐리산
- 헤스페루스산 (알래스카주) PB
- 호건산
- 허버드산 PB
- 헌터산 (알래스카주) PB
- 헌팅턴산 (알래스카주)
- 헉슬리산 (알래스카주)
- 이기크팩산 PB, 슈와트카산맥 최고봉
- 일리아마나산, 활성 성층 화산
- 자비스산 PB
- 존슨산 (알래스카주)
- 주노산
- 카가밀산, 카가밀섬의 정상을 이루는 활성 성층 화산
- 카구야크산, 성층 화산
- 카나가산, 카나가섬의 정상을 이루는 활성 성층 화산
- 카트마이산, 활성 성층 화산
- 키알라그빅산
- 키예프산
- 킴볼산 (알래스카주) PB
- 키스카산, 키스카섬의 정상을 이루는 활성 성층 화산
- 클루치산
- 쿠들리히산
- 라페루스산
- 로렌스산
- 리퍼산
- 릴런드산 (알래스카주)
- 린디타 피크
- 링곤산
- 라이언 헤드 (알래스카주)
- 라이언스 헤드산
- 런던 타워 (알래스카주)
- 로웰 피크
- 로웰 피크 (추각산맥) (추각산맥)
- 링스 피크
- 마쿠신산 PB, 활성 성층 화산
- 마머리 피크
- 맹지 힐
- 마블산 (알래스카주)
- 마타누스카 피크
- 메이나드산
- 맥기니스산[1]
- 메리암산
- 미켈슨산 (브룩스산맥)
- 미켈슨산 (추각산맥)
- 밀러산 PB
- 모펫산, 에이댁섬의 정상을 이루는 성층 화산
- 뮤어산 (알래스카주)
- 나기실라미나산
- 나타자트산 PB
- 네아콜라산 PB
- 뉴홀산
- 오길비산
- 오크목산, 활성 순상 화산
- 오닐산
- 오스본산 틀:NGS PB
- 파머산 (알래스카주)
- 파커산 (알래스카주)
- 파블로프산 PB, 활성 성층 화산
- 포우/엠아이산
- 프린들산 PB
- 퀴나산
- 퀸시애덤스산 (페어웨더산맥)
- 레체시노이산, 활성 성층 화산
- 리다우트산 틀:NGS PB, 치그밋산맥 최고봉을 이루는 활성 성층 화산
- 리드산 (알래스카주)
- 리드산, 레빌라히게도섬 정상
- 리핀스키산
- 로버트 배런산
- 로버츠산 (알래스카주)
- 럼블산
- 러셀산 (알래스카주) PB
- 사빈산 (알래스카주)
- 세인트엘리아스산 PB, 랭걸-세인트엘리아스 국립공원 및 보호지역의 최고봉이자 미국과 캐나다의 두 번째 최고봉
- 샌퍼드산 (알래스카주) PB, 화산
- 시애틀산 PB
- 세구암산, 활성 성층 화산
- 섄드산
- 셸던산
- 시살딘 화산 PB, 우니마크섬의 정상을 이루는 활성 성층 화산
- 쇼플리나산
- 실버손산 (알래스카주) PB
- 실버팁산
- 스칼랜드산
- 스퍼산, 활성 성층 화산
- 스텔러산 (추각산맥) 틀:NGS PB, 성층 화산
- 스테포산
- 섬덤산
- 수시트나산
- 토머스산 (알래스카주)
- 틀링깃산
- 틀링깃 앙카우산
- 톰 화이트산
- 토버트산 PB
- 토지산 PB
- 터너산 (페어웨더산맥)
- 밴쿠버산
- 베니아미노프산 PB, 활성 성층 화산
- 브세비도프산 PB, 움낙섬의 정상을 이루는 활성 성층 화산
- 웨이크산
- 왓슨산 (알래스카주)
- 웨스트달산, 활성 화산
- 위커샴산
- 윌리엄스산 (알래스카주)
- 윌리워산
- 위더스푼산
- 워디산
- 랭걸산 PB, 활성 순상 화산
- 라스러산 (알래스카주)
- 예트먼산
- 유클라산
- 머스탱 피크 (코스트산맥, 알래스카주)
- 노스버드
- 노바룹타산, 활성 종상 화산
- 너겟산
- 너겟 타워스
- 눈산
- 관측봉 (알래스카주)
- 오말리 피크
- 파라다이스 피크 (케나이산맥)
- 패시지 피크
- 파블로프 시스터, 성층 화산
- 피크 5390
- 피크 6200
- 피크 6915
- 피크 8010 PB
- 피크 8084 PB
- 피크 8336 PB
- 피크 8488 PB
- 피스 피크
- 펭귄 피크
- 페릴 피크 (알래스카주)
- 피닉스 피크 (알래스카주)
- 파일럿 피크 (알래스카주)
- 파이오니어 피크 (알래스카주)
- 포그롬니 화산 틀:NGS PB
- 폴라 베어 피크
- 폴리크롬산
- 포피리산
- 포티지 피크
- 포터 피크 (알래스카주)
- 포스산
- 프린스오브웨일스섬 최고 지점 PB, 프린스오브웨일스섬 (알래스카주) 정상
- 프린세스 피크
- 프타미건 피크 (바라노프섬) (바라노프섬)
- 프타미건 피크 (알래스카주) (추각산맥)
- 피라미드산 (알래스카산맥) (알래스카산맥)
- 피라미드산 (코디액섬)
- 피라미드 피크 (알래스카주)
- 피라미드 피크 (우날라스카섬), 우날라스카섬에 위치
- 피레 피크 PB, 세구암섬 정상
- 라디오 컨트롤 타워
- 래그드 피크 (디날리 국립공원)
- 래그드톱산
- 레인보우산 (알래스카주)
- 리갈산 틀:NGS PB
- 레저렉션 피크
- 라이노 피크
- 룩산
- 로열 타워 (알래스카주)
- 세이블산
- 사나크 피크, 사나크섬 정상
- 산타아나 피크
- 스코트 피크 (알래스카주)
- 세굴라 피크, 세굴라섬의 정상을 이루는 성층 화산
- 센티넬 피크 (알래스카주)
- 톱니 피크
- 셰익스피어 숄더
- 양산 (알래스카주)
- 양산 (케나이산맥)
- 시살딘 화산, 시살딘 화산 참조
- 싱클레어산
- 스카이스크레이퍼산 (알래스카주)
- 비스듬한 피크
- 슬로프산 (치그밋산맥) (치그밋산맥)
- 스나이더 피크
- 스노든산
- 스노패치 크랙
- 스노 타워 PB
- 사워도우 피크
- 소버린산 PB
- 스피어민트 스파이어
- 스플릿 섬
- 스트롤러 화이트산
- 슈가 로프산 (알래스카주)
- 수카크팩산
- 스웨덴 피크
- 테일 페더 피크
- 타쿠 타워스
- 타나다 피크
- 타나가 화산 PB, 타나가섬의 정상을 이루는 활성 성층 화산
- 타즈콜 피크
- 타즐리나 타워
- 텔라쿠아나산
- 템프테이션 피크
- 더 미트르 (알래스카주)
- 더 램프 (알래스카주)
- 더 루스터 콤
- 더 로웰
- 더 시스터즈 (알래스카주)
- 더 스노 타워스
- 더 터스크 (알래스카주)
- 더 웨지 (알래스카주)
- 티보도산, 엔디콧산맥 최고봉
- 타이해커산
- 티키실라 피크
- 틀링깃 피크
- 토코샤산맥
- 트레시더 피크 PB
- 트라이던트 화산 PB, 활성 성층 화산
- 트리플민트 피크
- 트러블민트 피크
- 트룰리 피크 PB
- 투크가고산
- 트윈 피크 (알래스카주)
- 우가시크-페울리크, 활성 성층 화산
- 울티마 툴 피크
- 유니버시티 피크 (알래스카주) PB
- 비제시말 피크
- 버지니아 피크 (알래스카주)
- 비스타 피크 (알래스카주)
- 웨스트 세인트 피크
- 화이트크라운 (추각산맥)
- 화이트아웃 피크
- 위키 피크
- 윌리엄스 피크 (알래스카주)
- 울버린 피크 (알래스카주)
- 얀타르니산

### 미국령 사모아
- 아올로아우포우
- 라타산, 타우섬의 정상 및 미국령 사모아의 최고봉
- 마타파오 피크, 투투일라섬 정상
- 피우마푸아, 올로세가섬 정상
- 레인메이커산 (노스 피오아산)
- 투무, 오푸섬 정상

### 애리조나주
- 애거시즈 피크
- 아가틀라 피크
- 아호 피크
- 알삽 부테
- 앤젤스 게이트
- 바보키바리 피크
- 볼디산 (애리조나주)
- 베어산 (로이 부테, 애리조나주)
- 비글로산
- 블랙 메사 (서부 애리조나주)
- 밥 톰프슨 피크
- 브래디 피크
- 브라마 사원 (그랜드 캐니언)
- 카멜백산
- 캐피톨 부테
- 카스토르 사원
- 치리카후아 피크
- 추아르 부테
- 코만치 포인트 (그랜드 캐니언)
- 공자 사원 (그랜드 캐니언)
- 코요테 부테스
- 데이지산[2]
- 다이아몬드 피크 (애리조나주)
- 다이애나 사원 (그랜드 캐니언)
- 도일 피크
- 에스쿠딜라산
- 에반스 부테 (그랜드 캐니언)
- 팬 아일랜드
- 포 피크
- 프리몬트 피크 (애리조나주)
- 프레이야 캐슬
- 게이키 피크
- 그래닛산 (애리조나주)
- 구 아치 피크
- 성배 사원
- 화라파이 피크
- 험프리스 피크, 애리조나주의 최고봉
- 주피터 사원
- 카이바브 고원 최고 지점
- 켄드릭 피크
- 아서 왕성
- 킷 피크
- 로스트 윌슨산
- 라이엘 부테
- 운모산
- 밀러 피크 (애리조나주)
- 밍거스산
- 미첼 메사
- 아호산
- 엘덴산
- 그레이엄산
- 헤이든산 (애리조나주)
- 호프킨스산 (애리조나주)
- 휴테와리산
- 레몬산
- 시니엘라산
- 팁턴산
- 유니언산 (애리조나주)
- 라이트슨산
- 몬테수마 피크
- 나바호산
- 피켓포스트산
- 피에스와 피크
- 폴룩스 사원
- 푸시 리지
- 래그드 탑
- 레인 갓 메사
- 레드 부테
- 린콘 피크
- 루프 부테

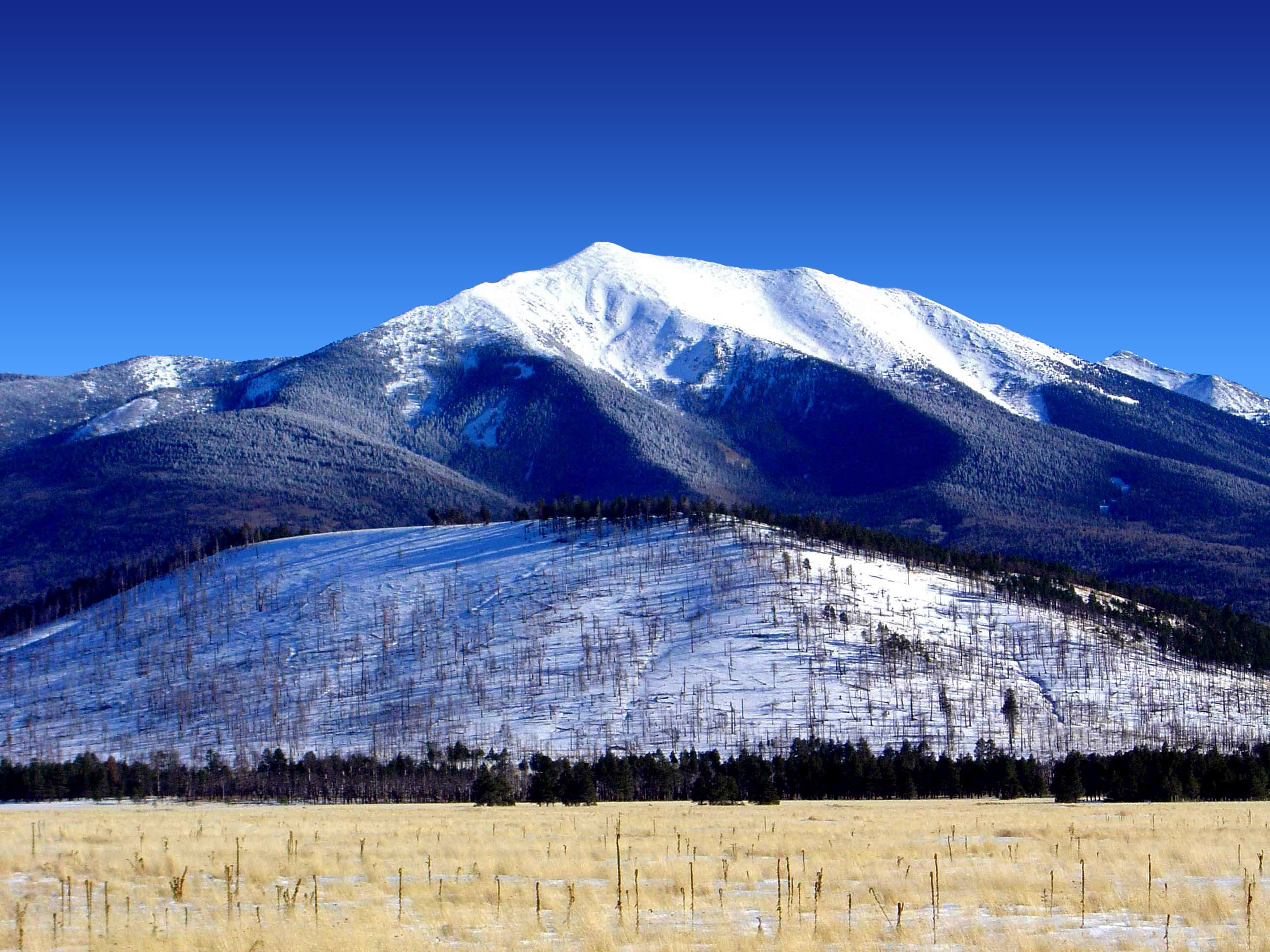
험프리스 피크

- 샌프란시스코 피크, 애리조나의 네 최고봉
- 센티넬 피크 (애리조나주) (A산)
- 시바 사원 (그랜드 캐니언)
- SP 분화구
- 스피어헤드 메사
- 증기선산 (코코니노군, 애리조나주)
- 서니스피크산
- 선셋 분화구
- 미신산
- 템피 부테
- 심블 피크
- 톰프슨 피크 (애리조나주)
- 토르 사원
- 선더버드 메사
- 비슈누 사원 (그랜드 캐니언)
- 윌슨산 (애리조나주)
- 조로아스터 사원

### 아칸소주
- 매거진산, 아칸소주의 최고봉
- 글레이지포산
- 프티 장

### 캘리포니아주
- 애커 피크
- 아크로덱테스 피크
- 애덤스 피크 (캘리포니아주)
- 앨라모산
- 아멜리아 에어하트 피크
- 앤더슨 피크 (샌버너디노산맥)

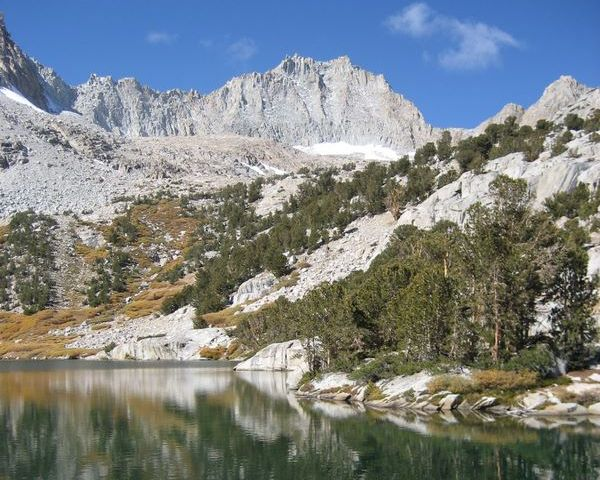
다윈산 (캘리포니아주)

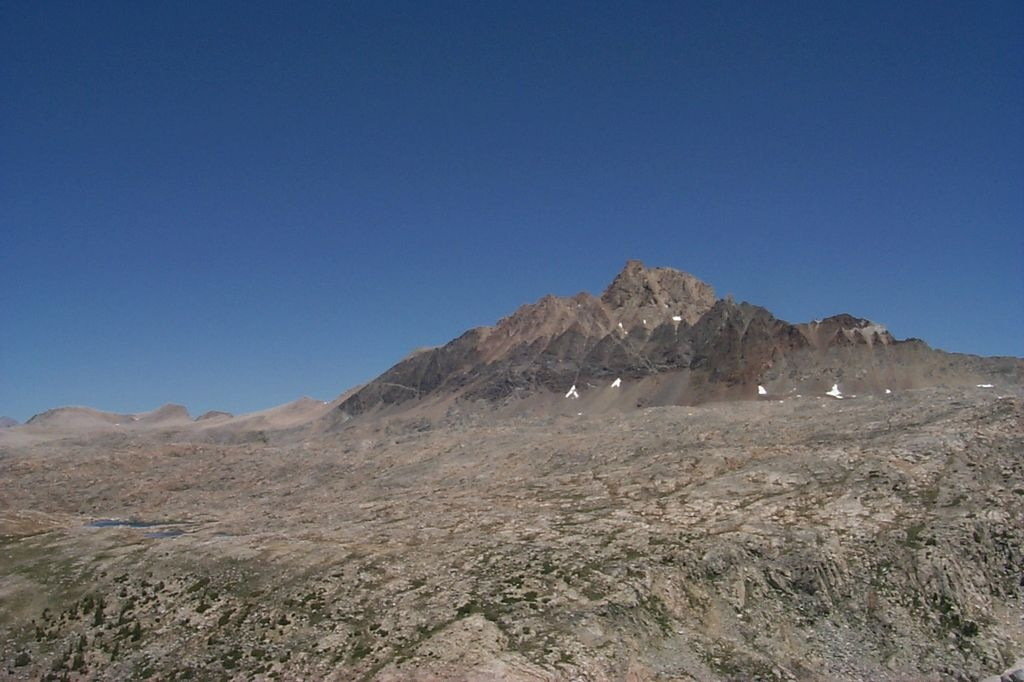
험프리스산

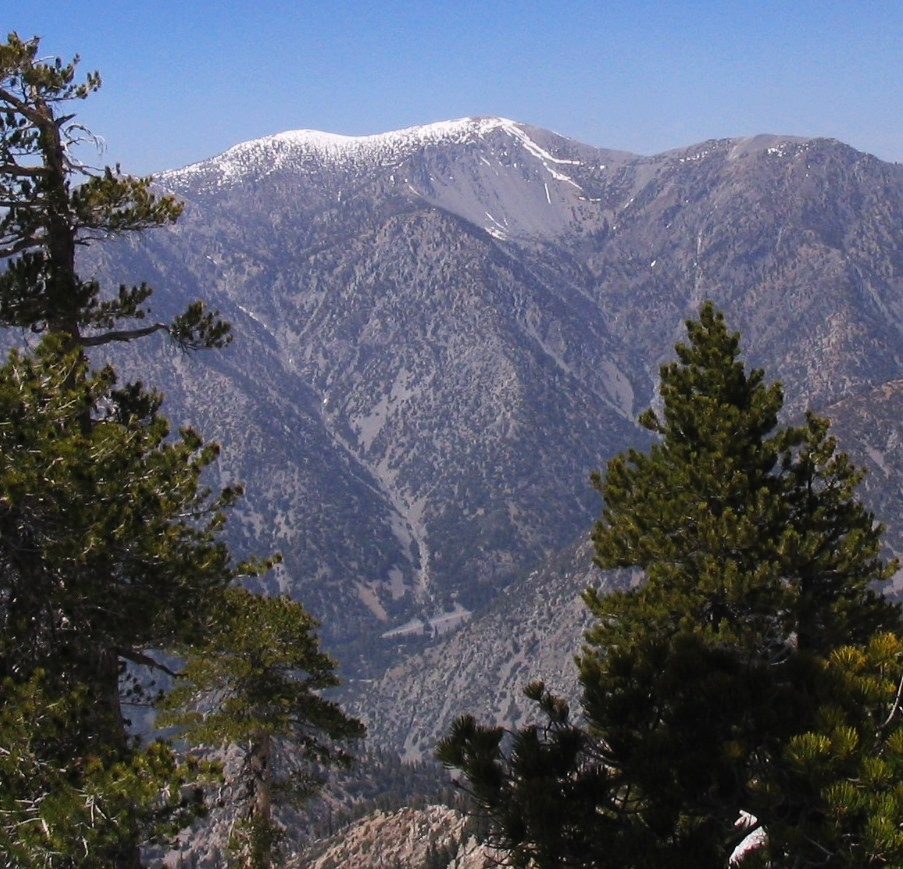
샌안토니오산

섀스타산

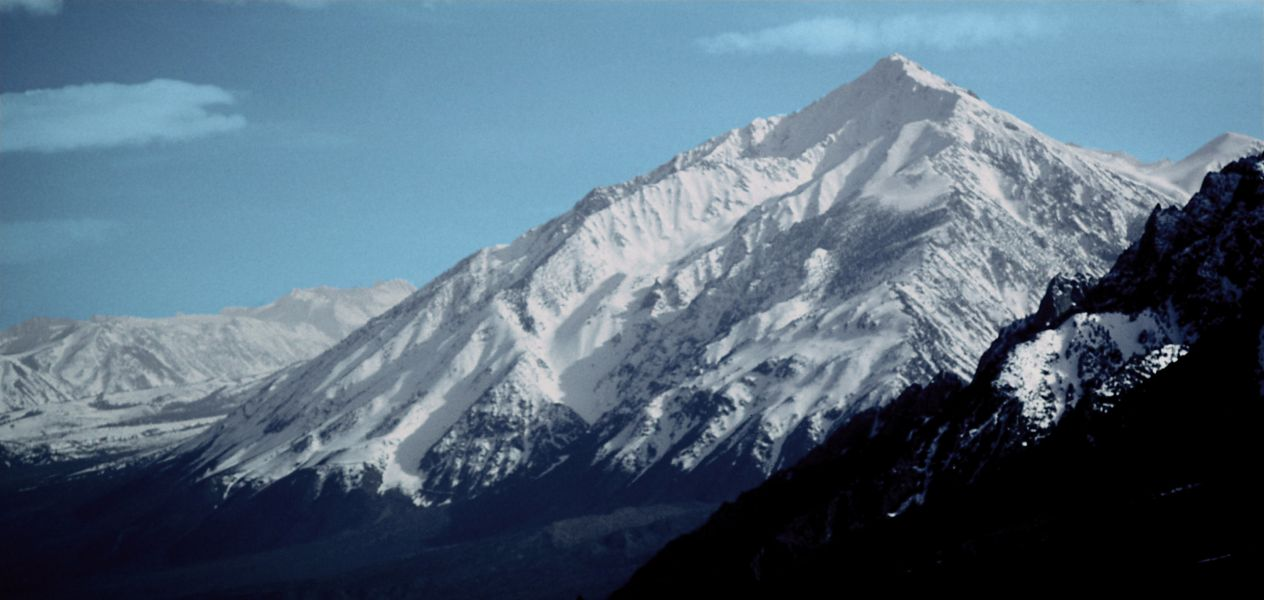
톰산 (캘리포니아주)

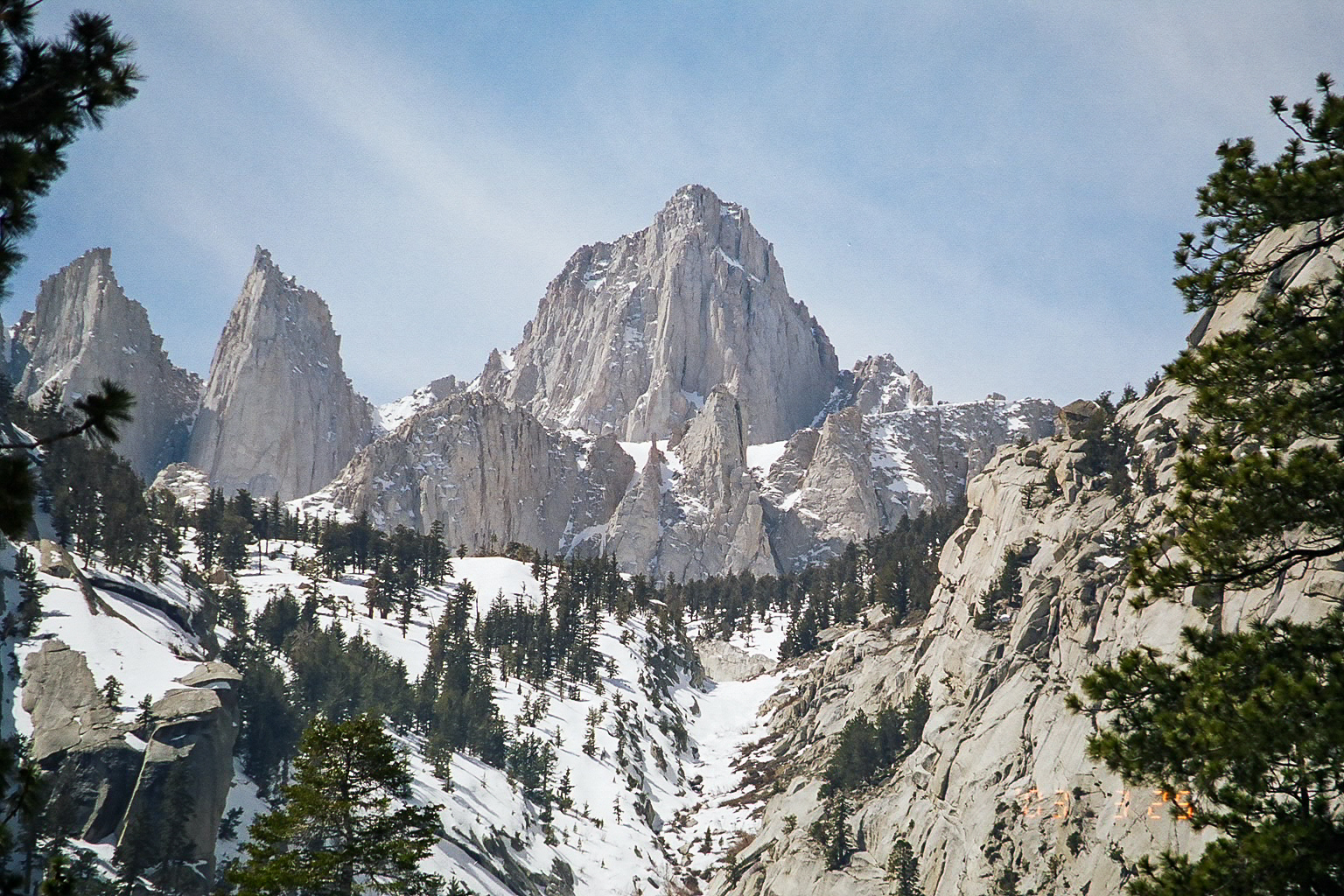
휘트니산

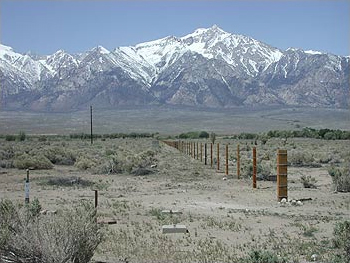
윌리엄슨산

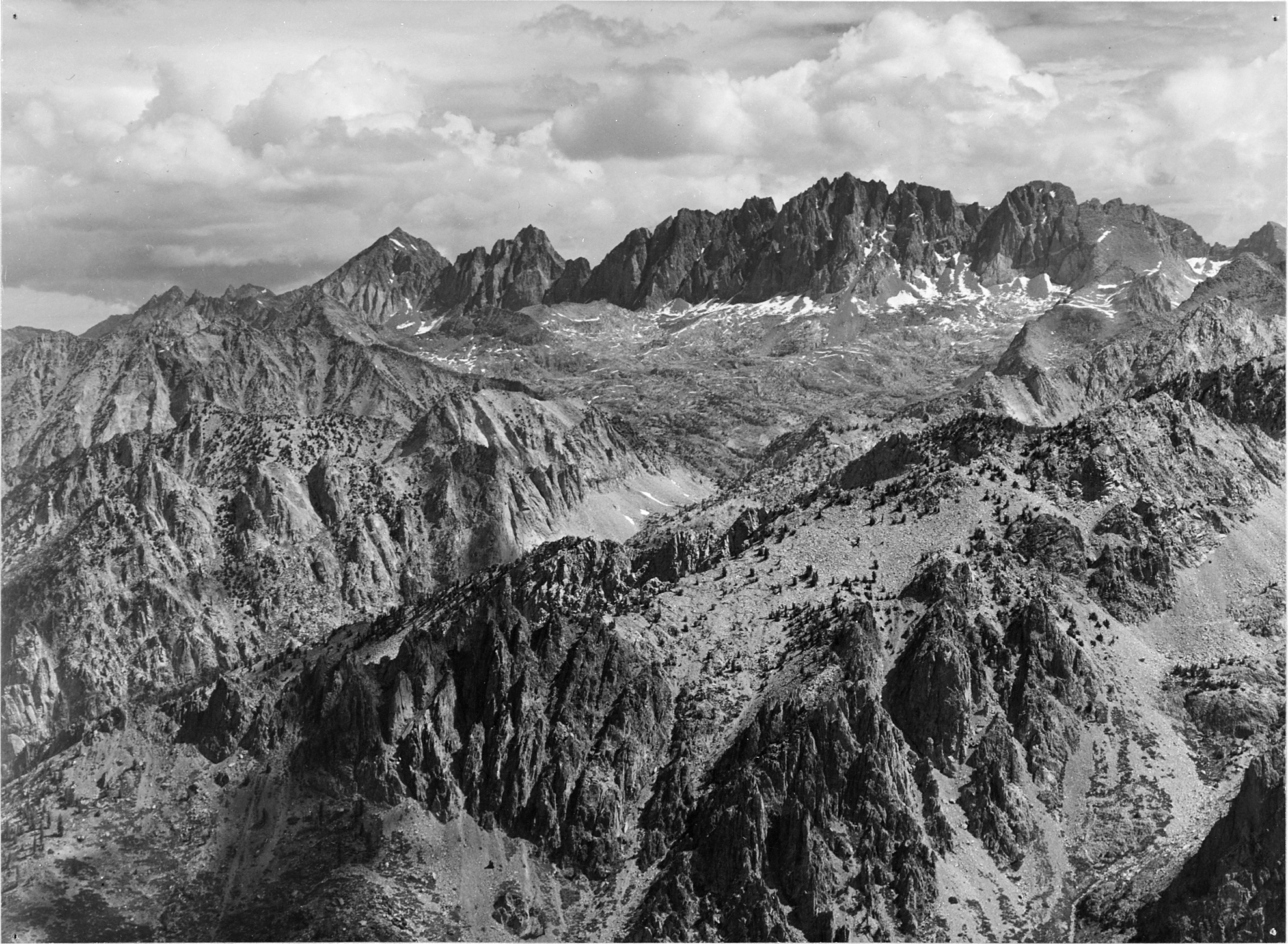
노스 팔리세이드

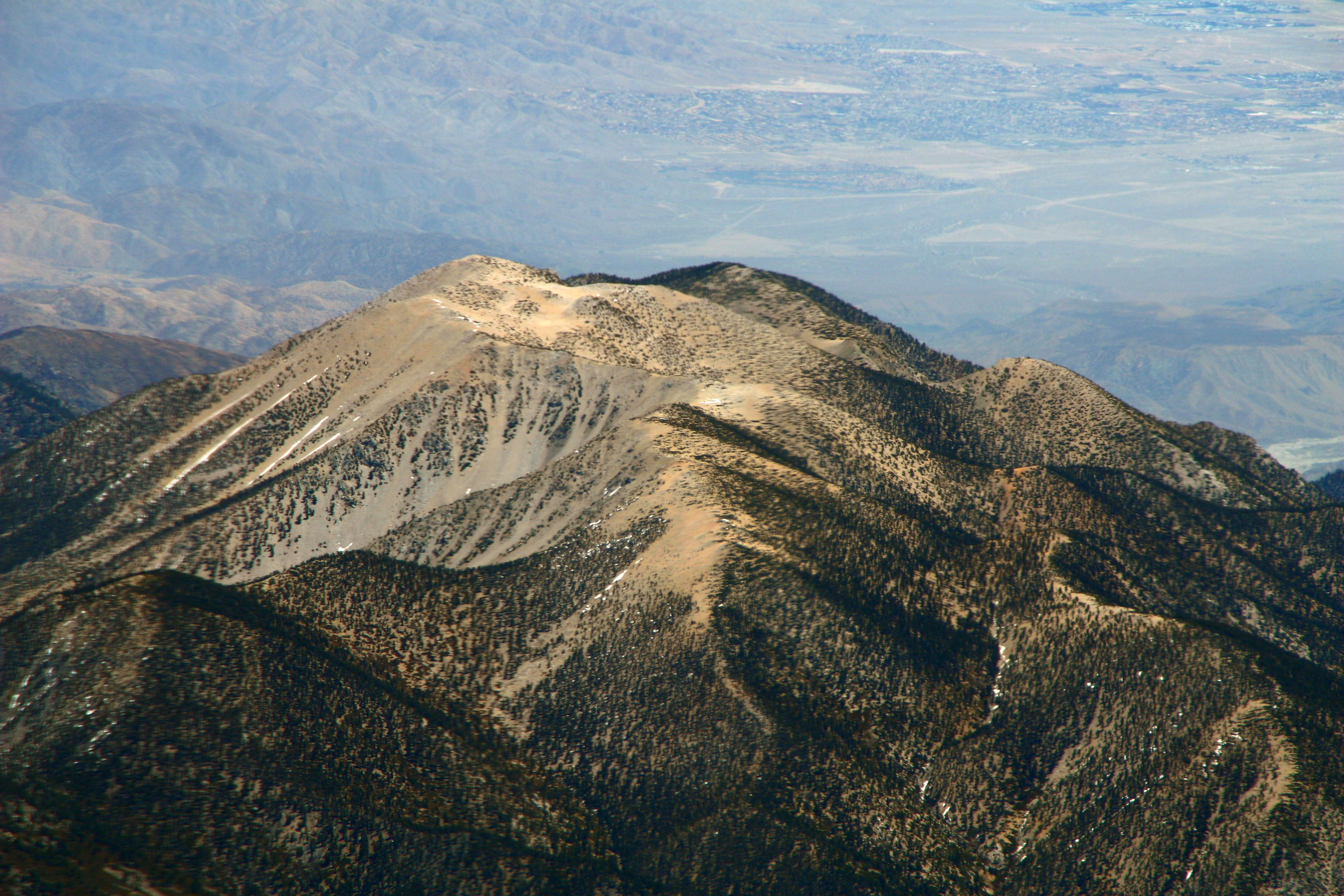
샌고르고니오산

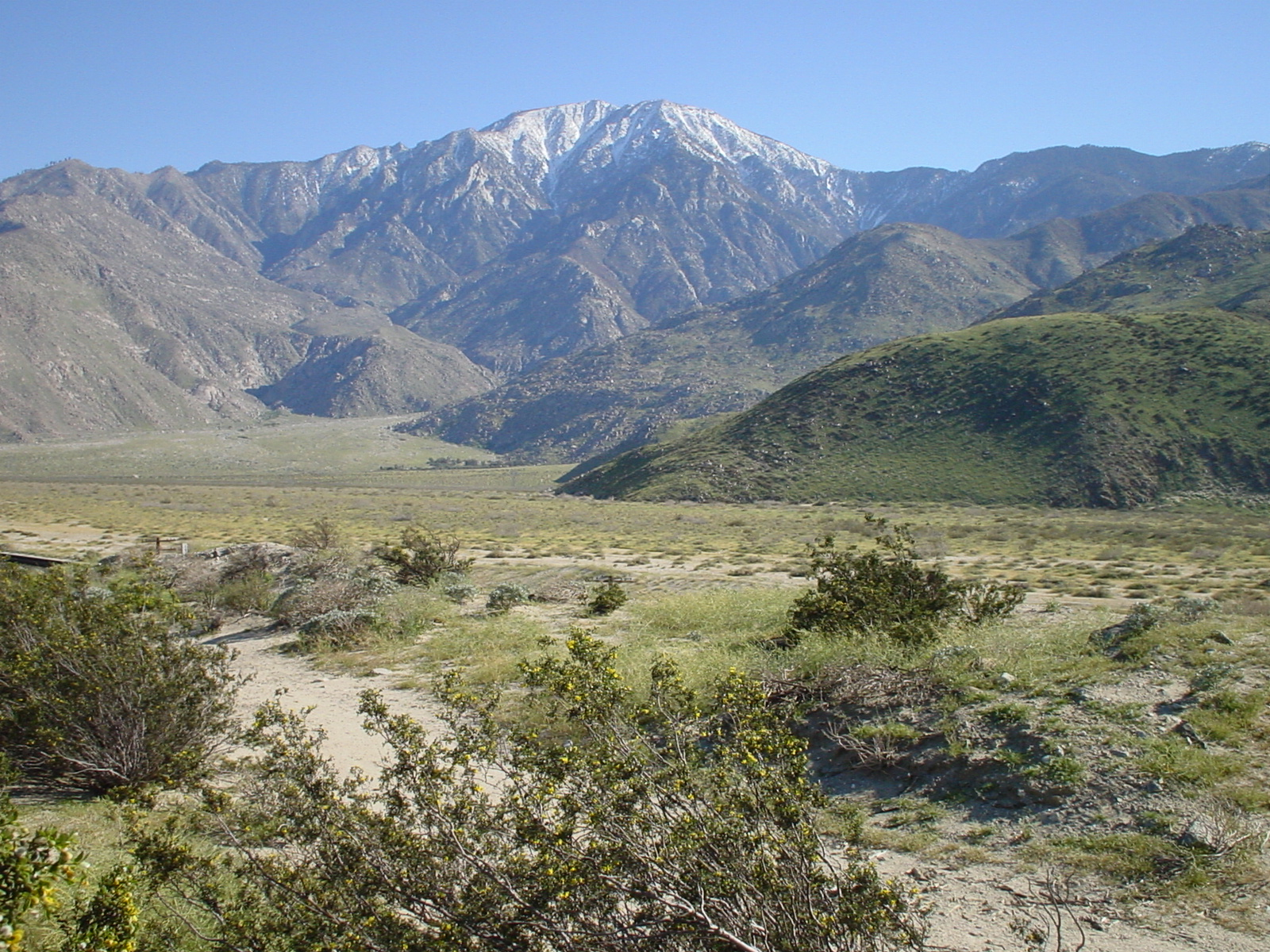
샌하신토 피크

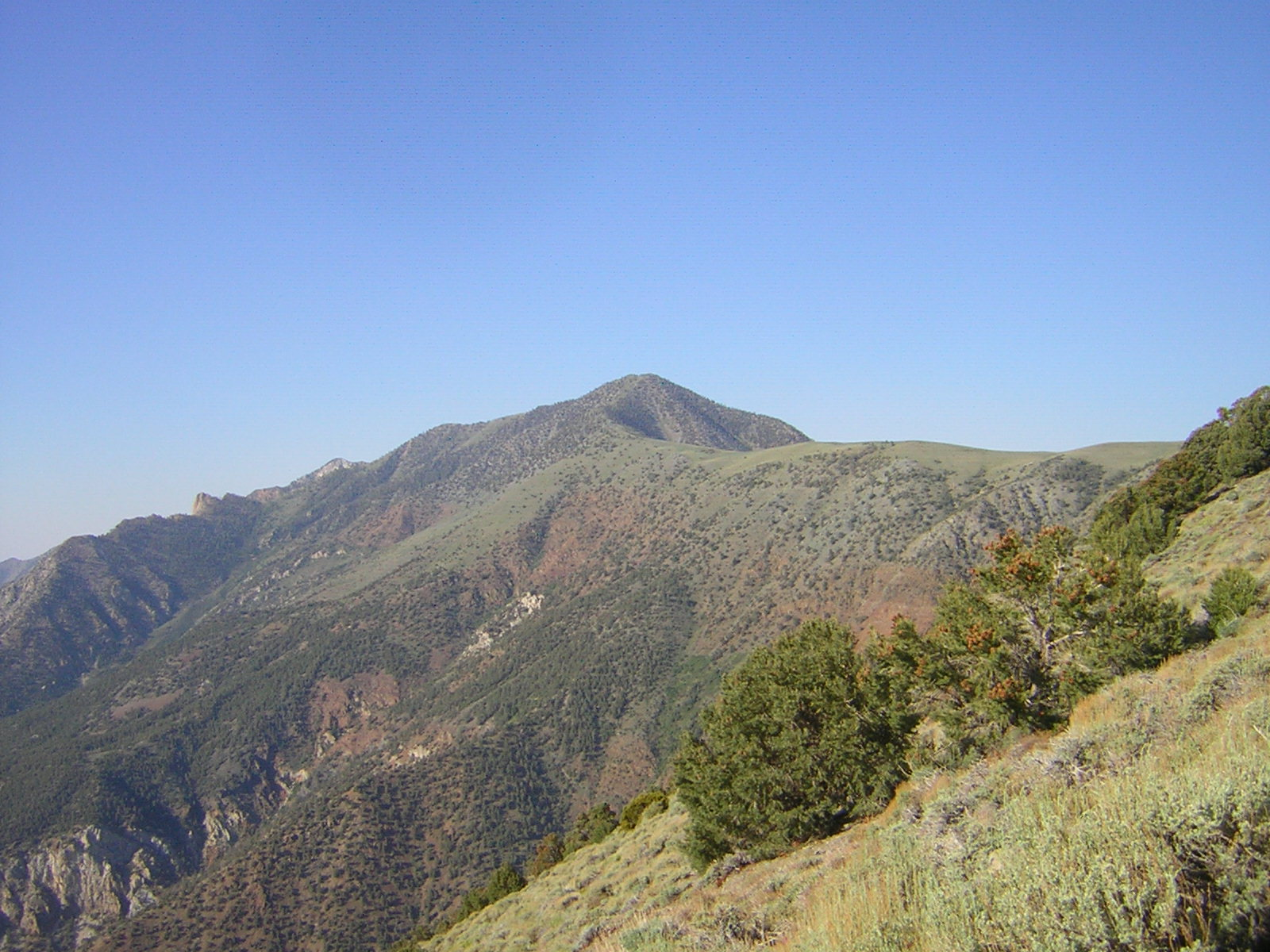
텔레스코프 피크

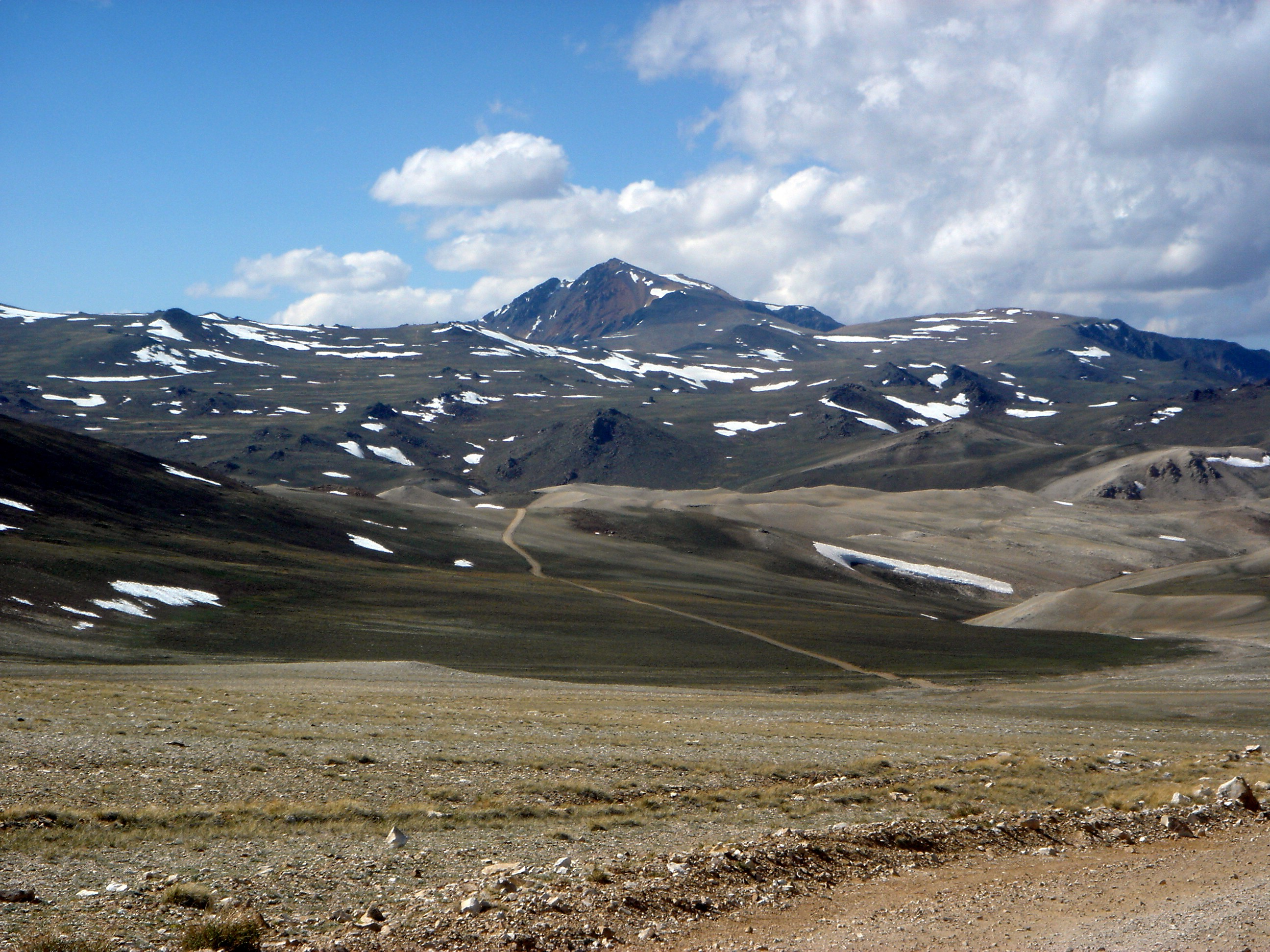
화이트 마운틴 피크

- 앤더슨 피크 (플레이서군, 캘리포니아주) (플레이서군)
- 어퍼처 피크
- 알링턴 피크 (캘리포니아주)
- 애시 크리크 부테
- 아바와츠 피크
- 배빗 피크
- 볼드 이글산 (캘리포니아주)
- 베어산 (시에라네바다)
- 빅 마리아산맥 최고 지점
- 빅 파인산
- 자작나무산 (캘리포니아주)
- 블랙 부테 (초콜릿산맥)
- 블랙 부테 (노던 캘리포니아 코스트 산맥)
- 블랙 자이언트
- 블랙 카위아
- 블랙산 (인요 및 프레즈노군, 캘리포니아주)
- 블랙산 (모노군, 캘리포니아주) (모노군)
- 블랙산 (시스키유군, 캘리포니아주)
- 블랙톱 피크
- 볼더 피크
- 브레켄리지산
- 브라운 피크 (컨군, 캘리포니아주)
- 불리 추프산
- 버니산
- 버른트 피크 (캘리포니아주)
- 버트산
- 케이디 피크
- 카토 피크
- 캘러배서스 피크
- 캘텍 피크
- 카미아카 피크
- 카디널산
- 카슨 피크
- 캐슬 피크 (캘리포니아주)
- 캐슬 록스
- 대성당봉 (캘리포니아주)
- 센터 피크
- 챈첼루라 피크
- 추스 리지
- 신더 콘
- 서크 피크 (캘리포니아주)
- 클라크산 (캘리포니아주)
- 클라우드리퍼
- 클라이드 스파이어
- 콥산
- 자갈산 (캘리포니아주)
- 콜로세움산
- 콜럼바인 피크
- 콘도르 피크
- 콘 피크
- 코페르니쿠스 피크
- 코소 피크
- 코튼우드 피크
- 카우산
- 코요테산 (캘리포니아주)
- 크레이터산 (캘리포니아주)
- 크레이터 피크 (캘리포니아주)
- 크라운 포인트 (시에라네바다)
- 크리스털 크랙
- 쿠야마카 피크
- 데드우드 피크 (캘리포니아주)
- 데블스 크랙스
- 데블스 피크 (샌타바버라군, 캘리포니아주), 샌타크루즈섬 정상 및 캘리포니아 채널 제도 최고봉
- 딕스 부테
- 딕스 피크
- 디스어포인트먼트 피크 (캘리포니아주)
- 딕시산
- 돔 산 (로스앤젤레스군)(세부아노어판)
- 도너 피크
- 더블산 (캘리포니아주)
- 더블 피크 (샌디에이고군, 캘리포니아주)
- 드래곤 피크 (캘리포니아주)
- 드라이산
- 이글 크랙스 (캘리포니아주)
- 이글산 (캘리포니아주)
- 이글 피크 (모독군, 캘리포니아주)
- 이스트 비데트
- 에드가 피크
- 엘카피탠
- 엘리펀츠 백
- 엘시노어 피크
- 에메랄드 피크 (캘리포니아주)
- 에오세 피크
- 에피도트 피크 (캘리포니아주)
- 에스텔산
- 페더 피크
- 핀 돔
- 핑거 피크
- 플레처 피크
- 포사이스 피크 (캘리포니아주)
- 포 개블스
- 폭스산 (캘리포니아주)
- 프레이저산
- 프레도니어 피크
- 프릴 피크
- 프리몬트 피크 (캘리포니아주)
- 프레즈노 돔
- 푸너럴 피크
- 가브로 피크 (캘리포니아주)
- 게일 피크
- 게일러 피크
- 제미니 (캘리포니아 산)
- 조지 R. 스튜어트 피크
- 질크레스트 피크
- 지로드 피크
- 글래스산 (캘리포니아주)
- 고트산 (캘리포니아주)
- 구데일산
- 구스네스트
- 그랜드 센티넬
- 그래닛 돔 (튜올럼니군, 캘리포니아주)
- 그래닛산 (리버사이드군, 캘리포니아주)
- 그래닛산 (샌버너디노군, 캘리포니아주)
- 그래닛 피크 (트리니티군, 캘리포니아주)
- 그레이브야드 피크
- 그레이 피크 (캘리포니아주)
- 그라우스산 (캘리포니아주)
- 하프 돔
- 호킨스 피크 (캘리포니아주)
- 호크스비크 피크
- 헤이포크 발리
- 헐리하이 피크
- 하이랜드 피크 (캘리포니아주)
- 하인즈 피크
- 후심빔산
- 핫 스프링스산
- 핫 스프링스 피크 (캘리포니아주)
- 헐산
- 후네윌 피크
- 허드 피크
- 인크레더블 헐크 (캘리포니아주)
- 인디펜던스 피크 (캘리포니아주)
- 인디언 크리크 발디
- 아이언산 (마데라군, 캘리포니아주) (리터 산맥)
- 아이언 피크
- 제이크스 피크
- 잡스 피크
- 잡스 시스터
- 조 드블 피크
- 조세핀 피크
- 주니페로 세라 피크
- 키어사지 피크
- 키어사지 피너클스
- 케디 피크
- 케네디산 (프레즈노군, 캘리포니아주)
- 케네디 피크 (튜올럼니군, 캘리포니아주)
- 컨 피크
- 컨 포인트
- 케틀 벤치마크
- 케틀 피크
- 키노트 피크
- 킹 피크 (캘리포니아주)
- 킹스톤 피크
- 쿠나 피크
- 라 쿰브레 피크
- 랭길 피크
- 래슨피크, 활성 종상 화산
- 라스트 챈스산
- 리빗 피크
- 리 바이닝 피크
- 렘베르트 돔
- 리버티 캡 (캘리포니아주)
- 라이언 록 (캘리포니아주)
- 리핀콧산
- 로마 프리타
- 룩아웃 피크
- 리옹 피크 (캘리포니아주)
- 마데라 피크
- 매기스 피크
- 매머드산
- 맨리 피크
- 매리언 피크
- 마테호른 피크
- 마투랑고 피크
- 메디신레이크 화산, 순상 화산
- 메리암 피크 (캘리포니아주)
- 미들 팔리세이드
- 미드웨이산
- 밀크 랜치 피크
- 미나레트 (캘리포니아주)
- 미션 피크
- 모켈럼니 피크
- 몬로비아 피크
- 몽고메리 피크
- 애벗산
- 앤설 애덤스산
- 베이든-파월산 (캘리포니아주)
- 바고산
- 볼드윈산 (캘리포니아주)
- 백스터산 (캘리포니아주)
- 볼튼 브라운산
- 브래들리산 (인요군, 캘리포니아주)
- 브래들리산 (시스키유군, 캘리포니아주)
- 카리용산
- 칼 헬러산
- 세드릭 라이트산
- 챔벌린산 (캘리포니아주)
- 콘네스산
- 코코런산
- 크로커산
- 데이드산
- 다나산
- 다윈산 (캘리포니아주)
- 데이비스산 (캘리포니아주)
- 디아블로산
- 디스어포인트먼트산 (캘리포니아주)
- 듀보이스산
- 에디산, 클래머스산맥 최고봉
- 아이젠산
- 피스크산
- 개브산
- 게일리산
- 제네브라산
- 깁스산
- 길버트산 (캘리포니아주)
- 구드산 (캘리포니아주)
- 헤켈산
- 헤일산 (캘리포니아주)
- 해밀턴산 (캘리포니아주)
- 해링턴산 (캘리포니아주)
- 헨리산 (캘리포니아주)
- 힐가드산
- 히치콕산 (캘리포니아주)
- 호프만산
- 후드산 (캘리포니아주)
- 후퍼산
- 호프킨스산 (캘리포니아주)
- 험프리스산
- 헌팅턴산 (캘리포니아주)
- 헉슬리산 (캘리포니아주)
- 아이케스산
- 잉걸스산 (캘리포니아주)
- 아이자크 월튼산
- 젭슨산
- 존슨산 (캘리포니아주)
- 조던산
- 유다산
- 줄리어스 시저산
- 카위아산
- 키스산
- 라마크산
- 랭글리산
- 래식산, (시그널산)
- 로울러산
- 리산
- 루이스산 (캘리포니아주)
- 링컨산 (캘리포니아주)
- 롤라산
- 라이엘산 (캘리포니아주)
- 맥기산 (캘리포니아주)
- 맥더피산
- 밀스산 (캘리포니아주)
- 모건산 (인요군, 캘리포니아주)
- 모건산 (모노군, 캘리포니아주)
- 모리슨산 (캘리포니아주)
- 뮤어산
- 뉴콤산
- 오리자바산, 샌타카탈리나섬 정상
- 패터슨산 (캘리포니아주)
- 퍼킨스산 (캘리포니아주)
- 피커링산
- 핀초트산 (캘리포니아주)
- 피노스산
- 파월산 (캘리포니아주)
- 프레이터산
- 랜디 모겐슨산
- 라인스타인산
- 리터산
- 릭스포드산
- 로빈슨산 (캘리포니아주)
- 러스킨산
- 러셀산 (캘리포니아주)
- 샌안토니오산, 현지에서는 볼디산으로 알려짐
- 샌고르고니오산
- 스코든산
- 셍거산
- 셰익스피어산
- 섀스타산 - 캘리포니아 캐스케이드산맥의 최고봉인 활성 성층 화산
- 신산 (캘리포니아주)
- 실산
- 스탠퍼드산 (프레즈노 및 모노군, 캘리포니아주) (북부)
- 스탠퍼드산 (남부)
- 스타산
- 탈락산
- 타말파이스산
- 톰프슨산 (캘리포니아주)
- 티네마하산
- 톰산 (캘리포니아주)
- 틴달산
- 우문훔산
- 비더산
- 베르스티그산
- 월리스산 (프레즈노 및 인요군, 캘리포니아주)
- 워로산
- 워런산 (캘리포니아주)
- 왓킨스산 (캘리포니아주)
- 휘트니산, 시에라네바다 (미국), 캘리포니아주, 그리고 미국 본토의 최고봉
- 윌리엄슨산
- 윌슨산 (캘리포니아주)
- 우드산 (캘리포니아주)
- 윈산
- 영산 (캘리포니아주)
- 뮤리엘 피크
- 니들 피크 (플레이서군, 캘리포니아주)
- 니그로 부테
- 뉴욕산맥 최고 지점
- 나이트캡 피크
- 노파 산맥 최고 지점
- 노스 가드
- 노스 팔리세이드
- 노스 욜라 볼리산
- 관측봉 (캘리포니아주)
- 올란차 피크
- 올드 우먼산
- 오드산맥
- 오언스 피크
- 페이지 피크
- 페인티드 레이디 (산)
- 팔로마산
- 파커 피크 (캘리포니아주)
- 피터 피크 (캘리포니아주)
- 피카니니 부테스
- 피켓 가드 피크
- 픽처 피크
- 픽처 퍼즐
- 파일럿 노브 (프레즈노군, 캘리포니아주) (프레즈노군)
- 파인산 (샌버너디노군, 캘리포니아주)
- 피니온 피크
- 피우테 피크
- 포인트리스 피크
- 포테이토 피크
- 프레스턴 피크
- 피라미드 피크 (캘리포니아주)
- 피라미드 피크 (프레즈노군, 캘리포니아주) (프레즈노군)
- 퀘일산
- 래퍼티 피크
- 레인보우 리지
- 레이먼드 피크
- 리세스 피크
- 레드 앤 화이트산
- 레드 카위아
- 레드 피크 (엘도라도군, 캘리포니아주) (엘도라도군, 캘리포니아주)
- 레드 피크 (마데라군, 캘리포니아주) (마데라군, 캘리포니아주)
- 레드 슬레이트산
- 레스팅 스프링 산맥 최고 지점
- 레예스 피크
- 레이놀즈 피크 (캘리포니아주)
- 로빈슨 피크 (캘리포니아주)
- 로저스 피크 (캘리포니아주)
- 라운드 탑 (알파인군, 캘리포니아주)
- 로이스 피크
- 러시아 피크
- 살몬산 (캘리포니아주)
- 샌베니토산
- 샌고르고니오산, 횡단산맥 최고봉
- 샌하신토 피크
- 샌마테오 피크
- 샌라파엘산맥
- 샌드스톤 피크
- 샌헤드린산
- 샌타이네즈 피크
- 샌티아고 피크
- 소밀 포인트
- 스킬라 (산)
- 세븐 개블스
- 쉽 홀산맥 최고 지점
- 시에라 부테스
- 실버 피크 (알파인군, 캘리포니아주) (알파인군)
- 실버 피크 (엘도라도군, 캘리포니아주) (엘도라도군)
- 실버 피크 (프레즈노군, 캘리포니아주) (프레즈노군)
- 시레타 피크
- 슬레이트산 (캘리포니아주)
- 스미스 피크 (튜올럼니군, 캘리포니아주)
- 스노우산 (콜루사군, 캘리포니아주)
- 소노라 피크
- 사우스 부테
- 사우스 가드
- 사우스 욜라 볼리산, 노던 캘리포니아 코스트 산맥 최고봉
- 스펙터 피크
- 스플릿산 (캘리포니아주)
- 스탠턴 피크
- 스테이트 피크
- 스티븐스 피크 (캘리포니아주)
- 스트로 피크
- 스트라이프산
- 텔레스코프 피크
- 시타델 (시에라네바다)
- 허밋 (캘리포니아 산)
- 젖꼭지
- 스핑크스 (킹스 캐니언 국립공원)
- 쓰리 침니 (튜올럼니군, 캘리포니아주)
- 엄지 (캘리포니아주)
- 서스트 벤치마크, 샌클레멘티섬 정상
- 톰프슨 피크 (트리니티군, 캘리포니아주)
- 토르 피크 (캘리포니아주)
- 선더볼트 피크
- 티포트산맥 최고 지점
- 팅커 노브
- 틴산
- 토로 피크
- 타워 피크 (캘리포니아주)
- 트로얀 피크
- 투나보라 피크
- 터틀산맥 최고 지점
- 트윈 피크 (플레이서군, 캘리포니아주) (플레이서군)
- 트윈 피크 (요세미티)
- 밴데버산
- 벤나커 니들
- 빅토리아 피크 (캘리포니아주)
- 볼캐닉 리지
- 워런 피크 (캘리포니아주)
- 와셰슈 피크
- 와우코바산
- 웰스 피크
- 웨스트 비데트
- 웨일백 (캘리포니아주)
- 웨일 피크
- 휠산
- 위플산맥 최고 지점
- 화이트 마운틴 피크
- 화이트 탑산 (캘리포니아주)
- 위도우산 (캘리포니아주)
- 와일드로즈 피크
- 윌로우 크리크산
- 이카타폼 피크

### 콜로라도주
- 에이브럼스산 12,801'
- 애플리 피크 12,646'
- 에이잭스 피크 12,785'
- 아메리칸 피크 13,806'
- 앰허스트산 13,165'
- 무연탄산맥 최고 지점 12,394'
- 안토라 피크 13,275'
- 아파치 피크 13,441'
- 아르헨티나 피크 13,743'
- 애로우 피크 13,809'
- 애스펀산 (콜로라도주) 10,705'
- 애틀랜틱 피크 (콜로라도주)
- 아즈텍산 (콜로라도주) 13,310'
- 배브콕 피크 13,161'
- 배저산 (콜로라도주) 11,295'
- 베이커산 12,410'
- 볼드산 (콜로라도주) 13,690'
- 바드 피크 13,647'

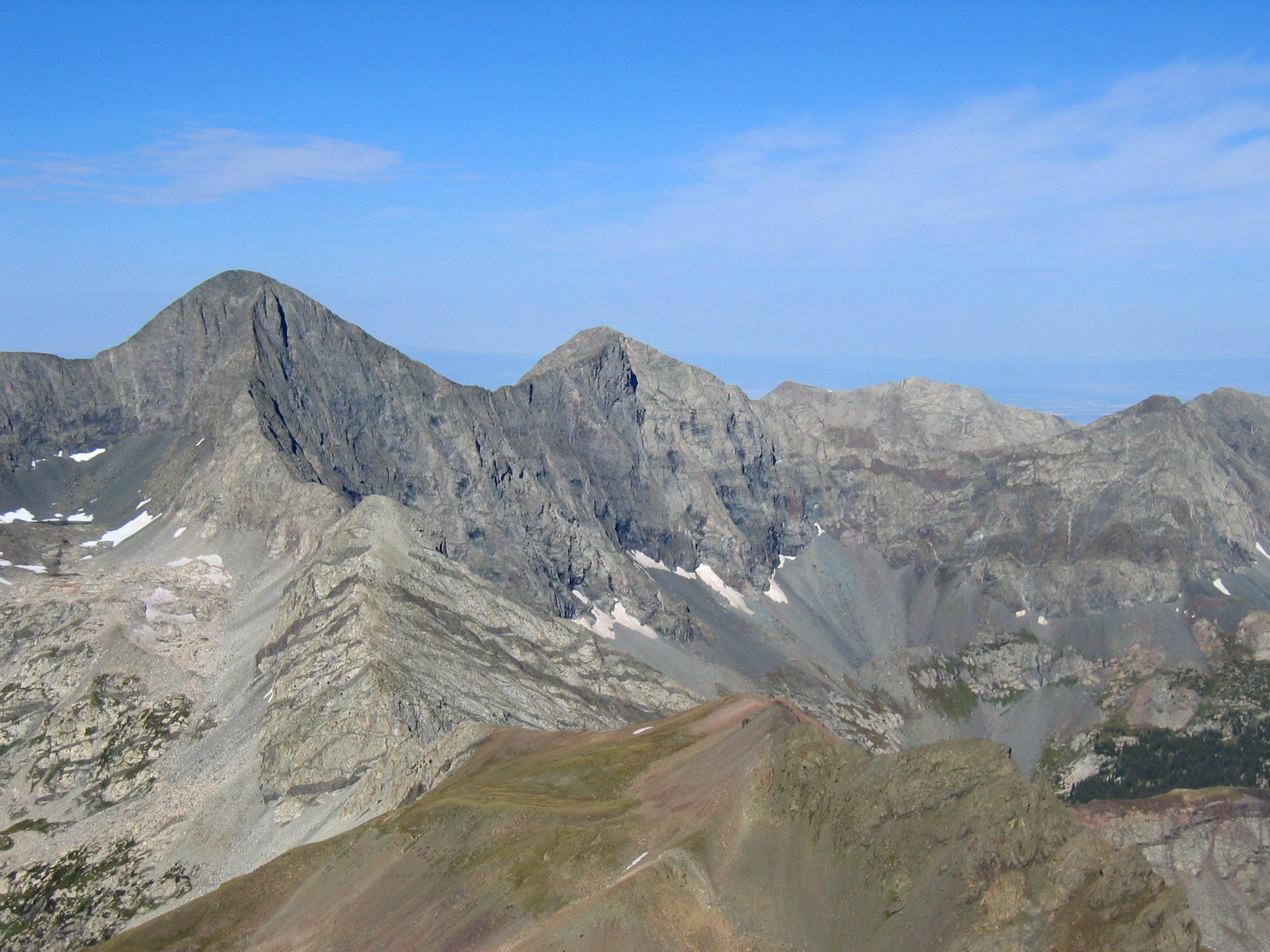
블랑카 피크

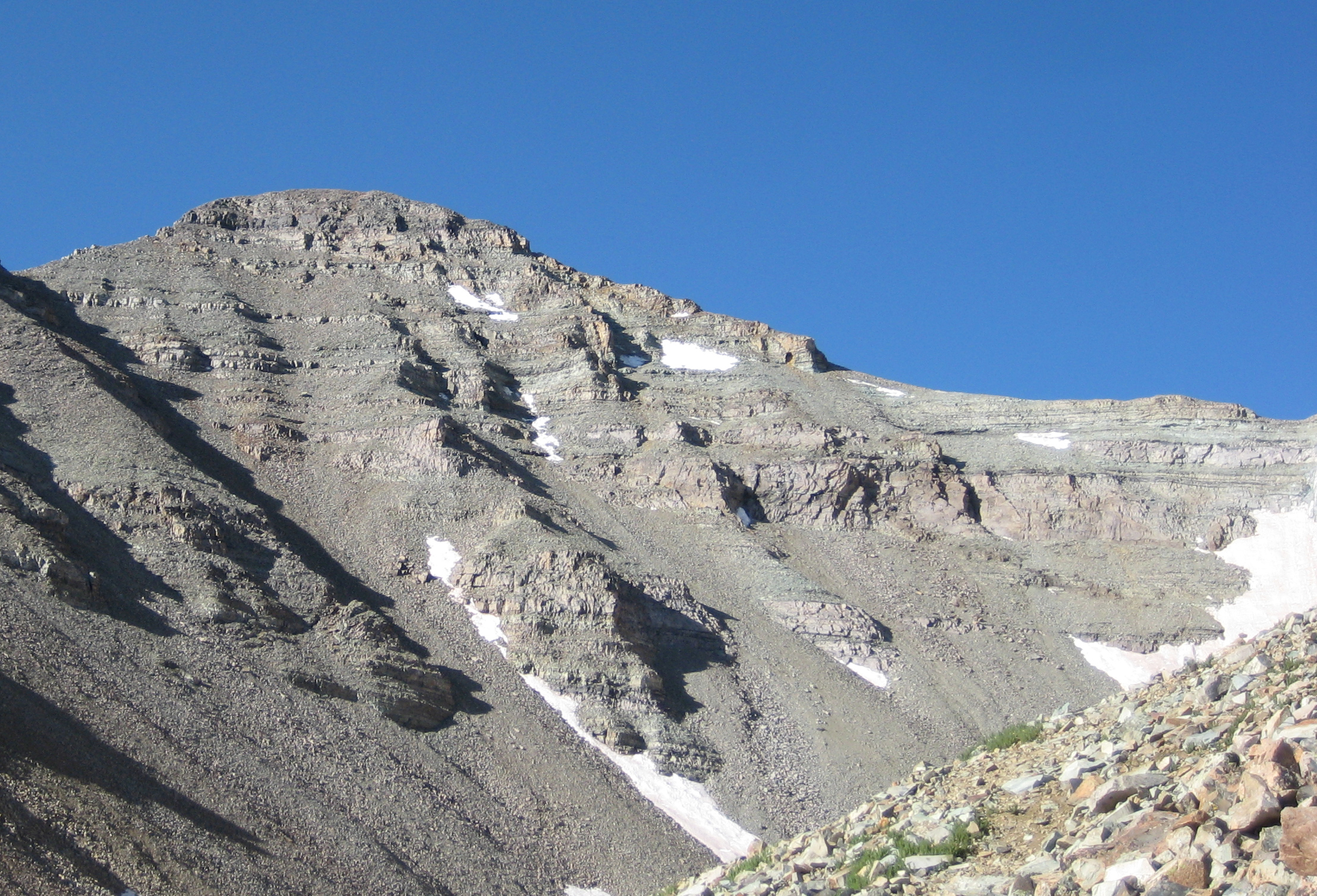
캐슬 피크 (콜로라도주)

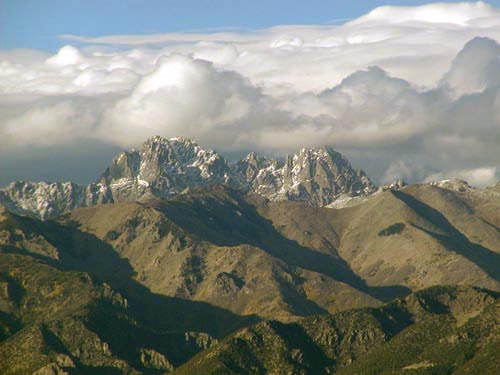
크레스톤 피크

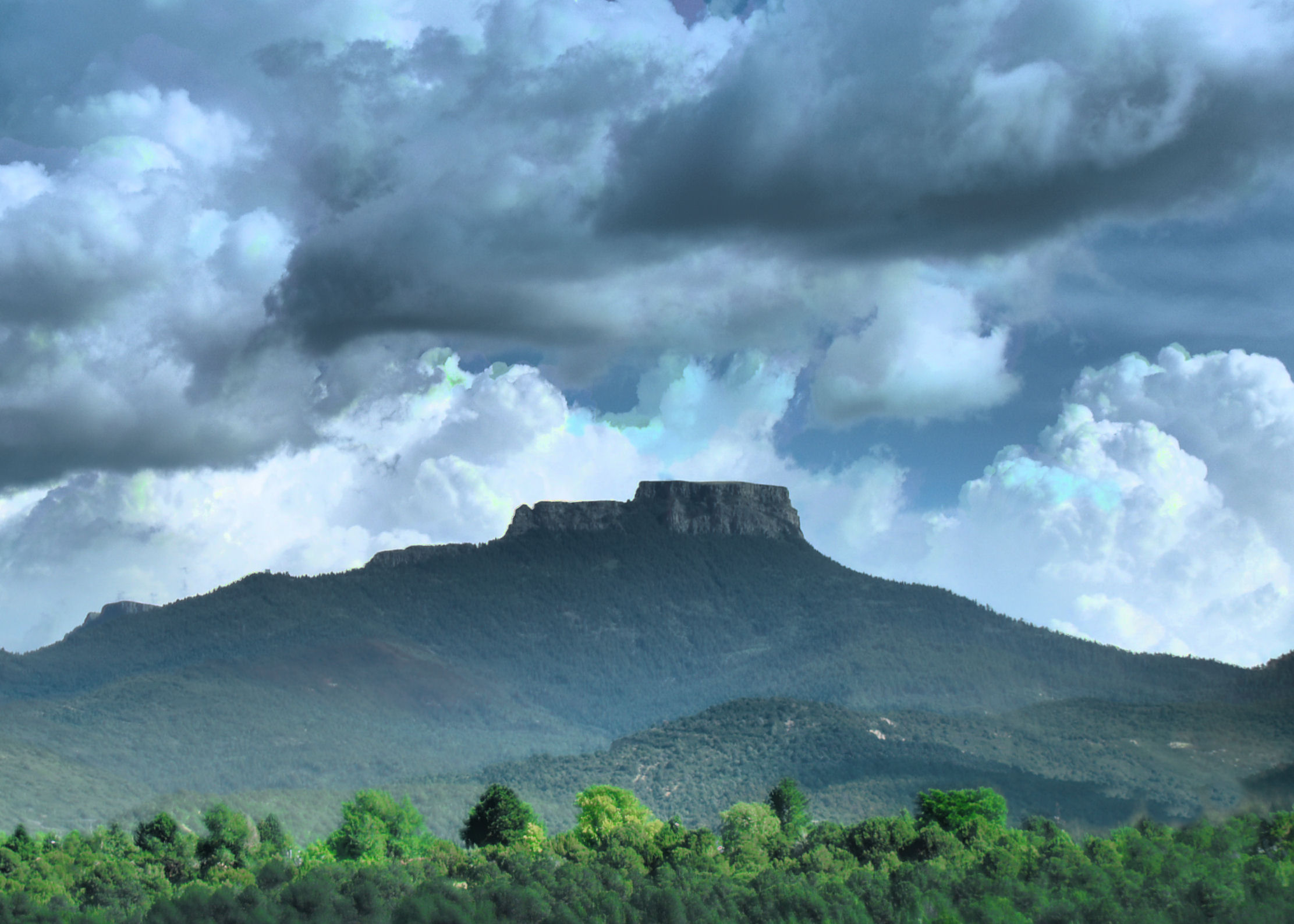
피셔스 피크

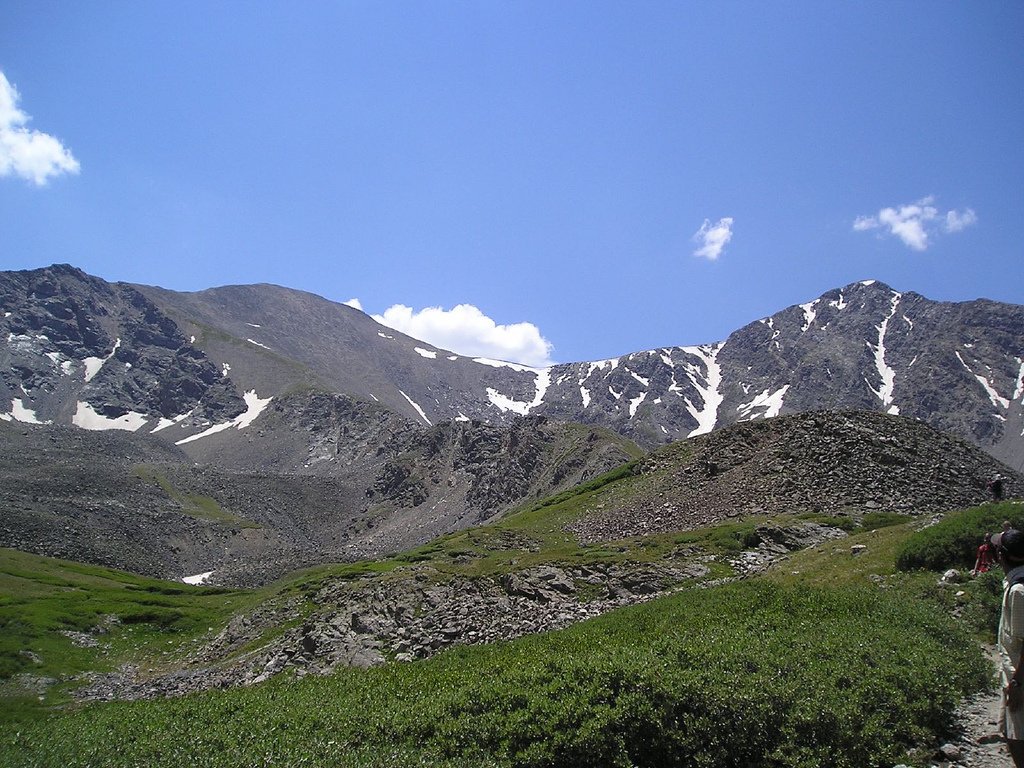
그레이스 피크

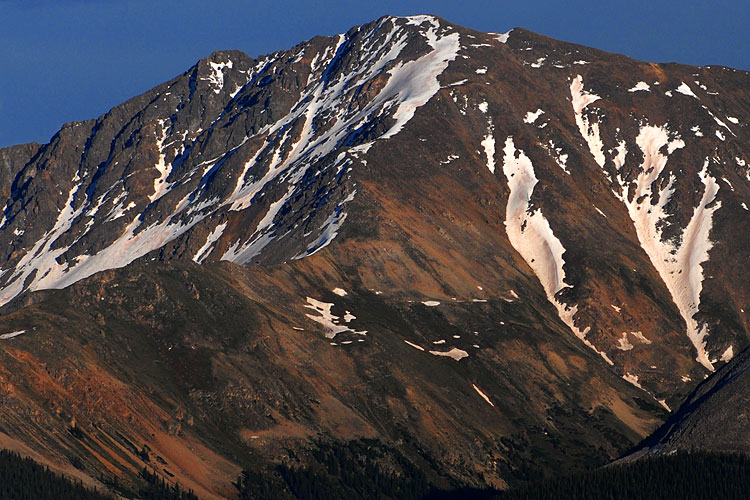
라플라타 피크

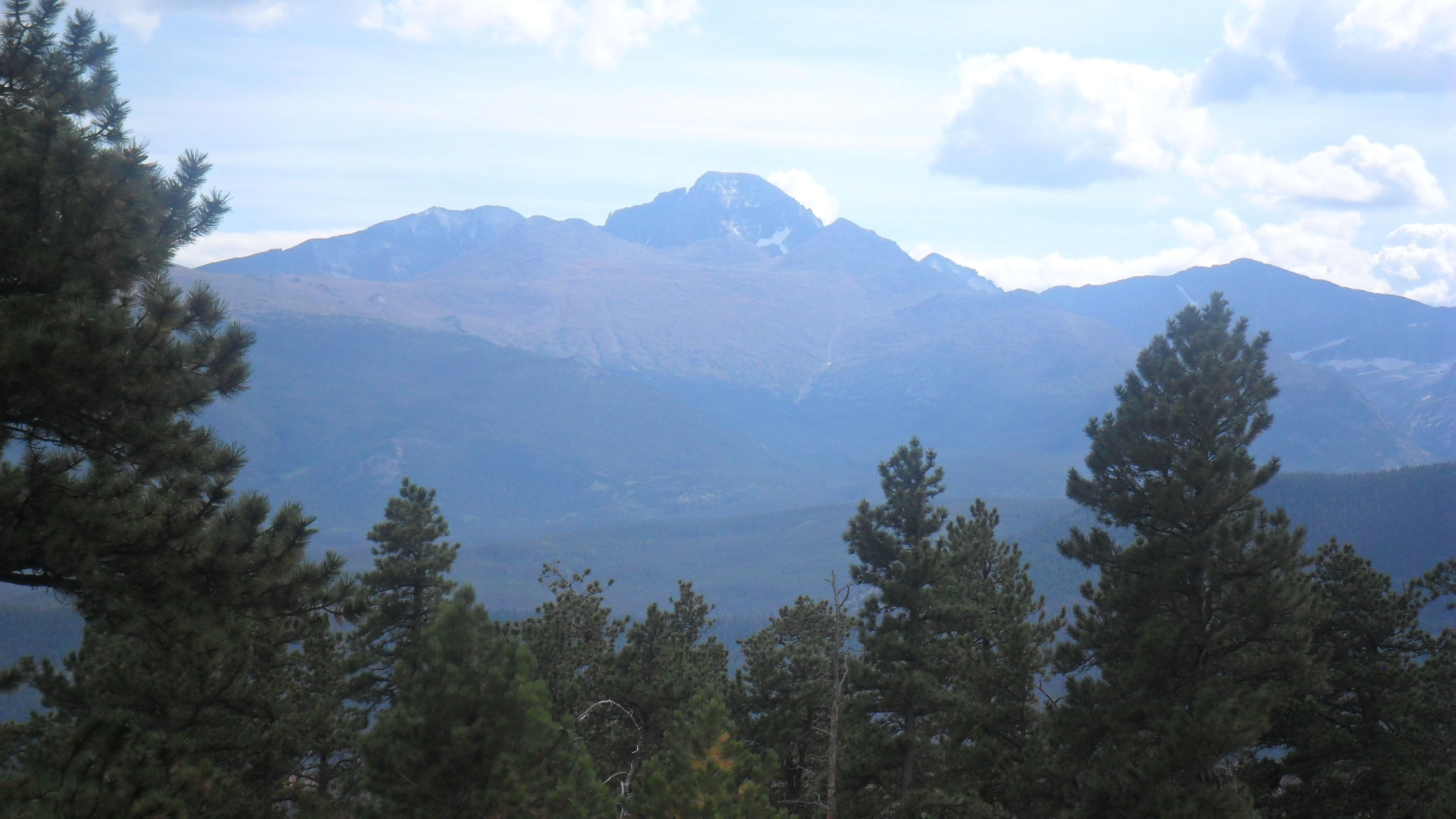
롱스피크

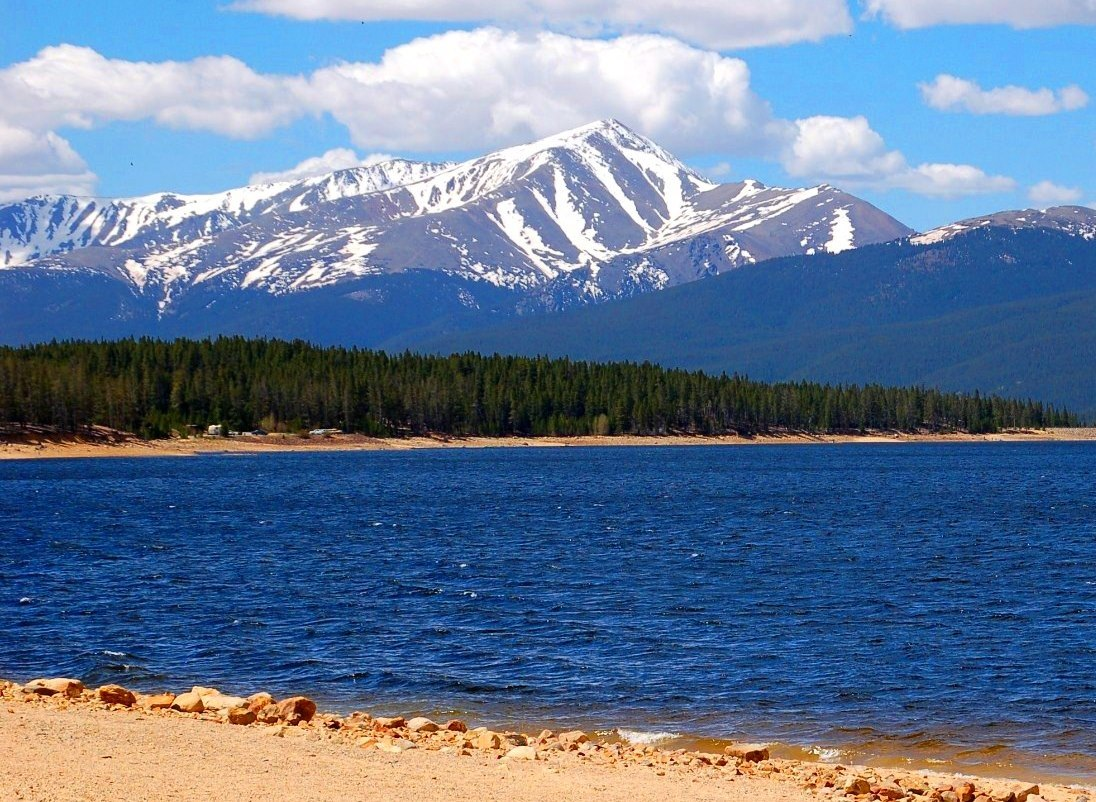
엘버트산

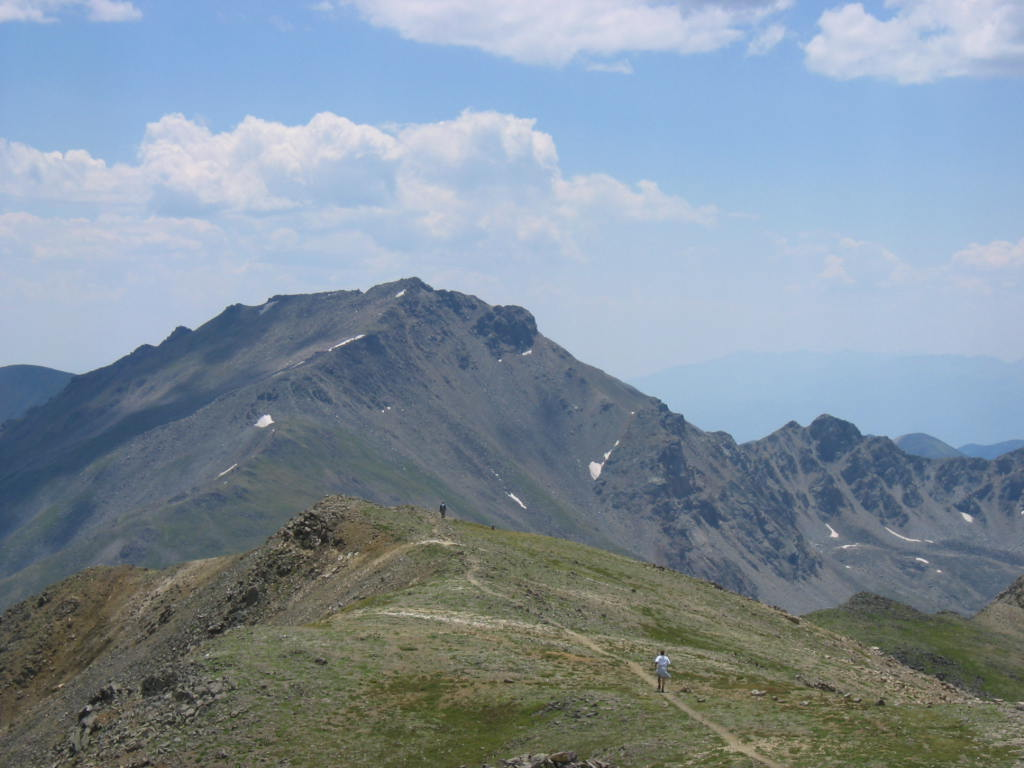
하버드산

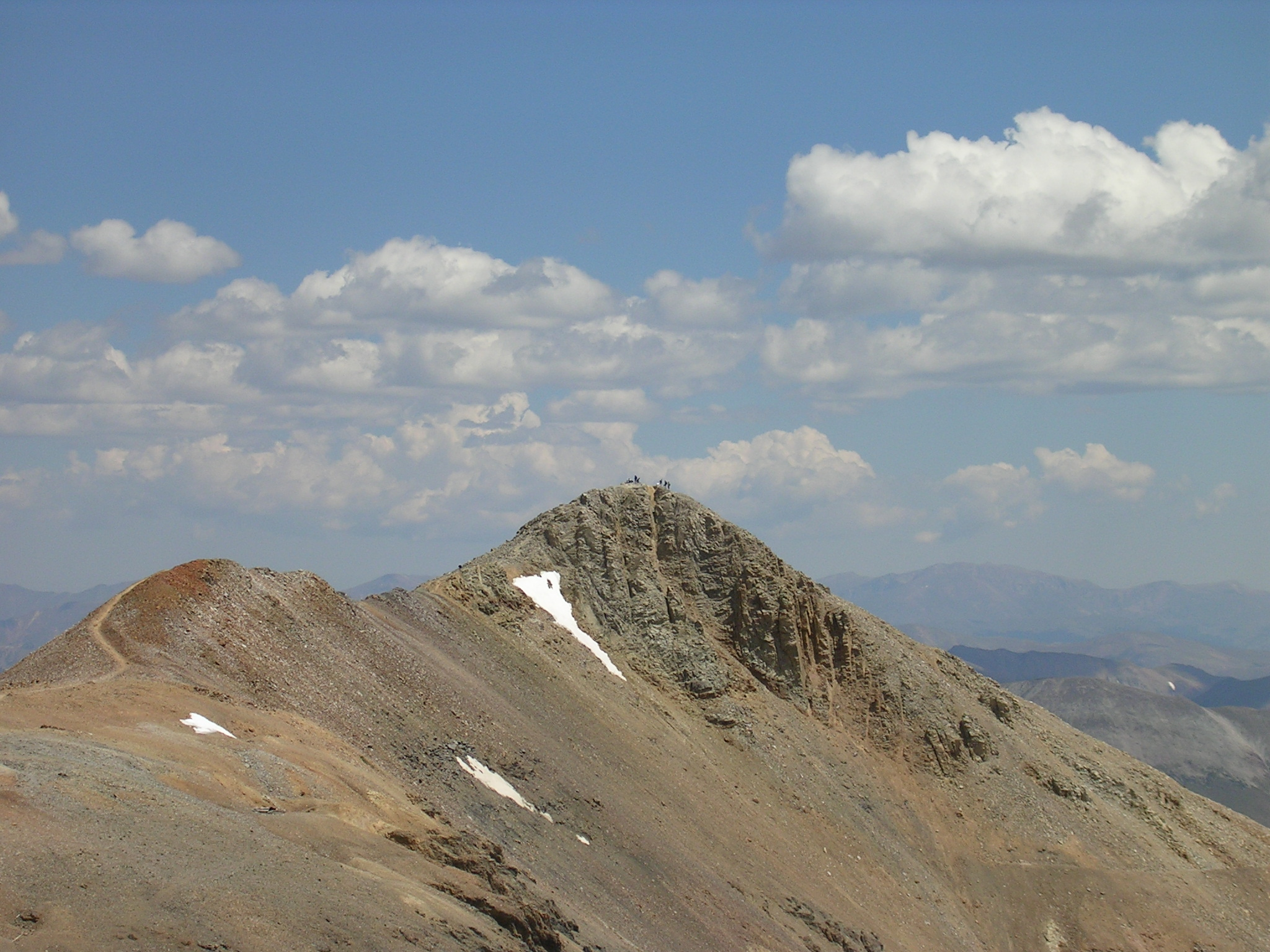
링컨산 (콜로라도주)

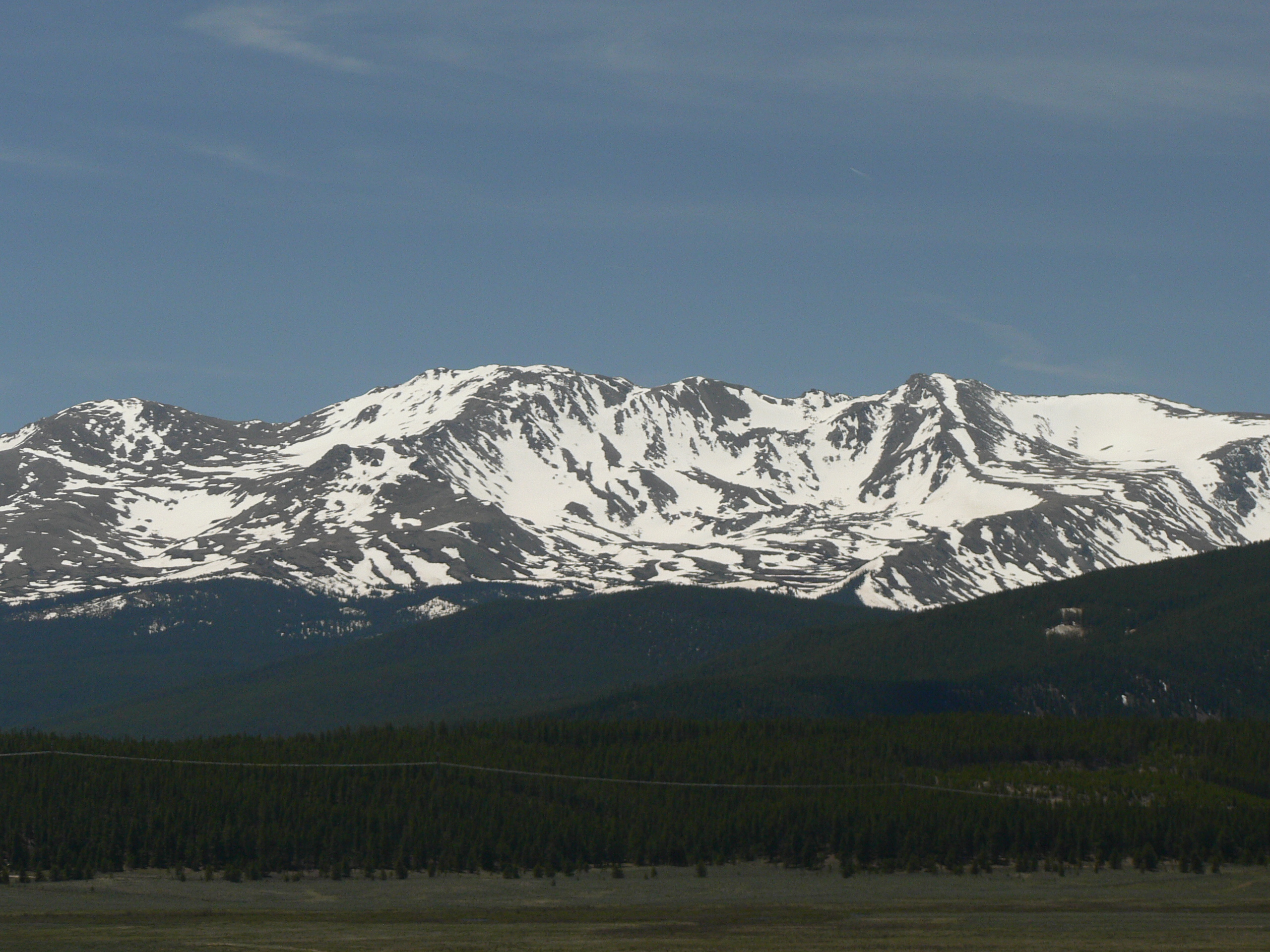
매시브산

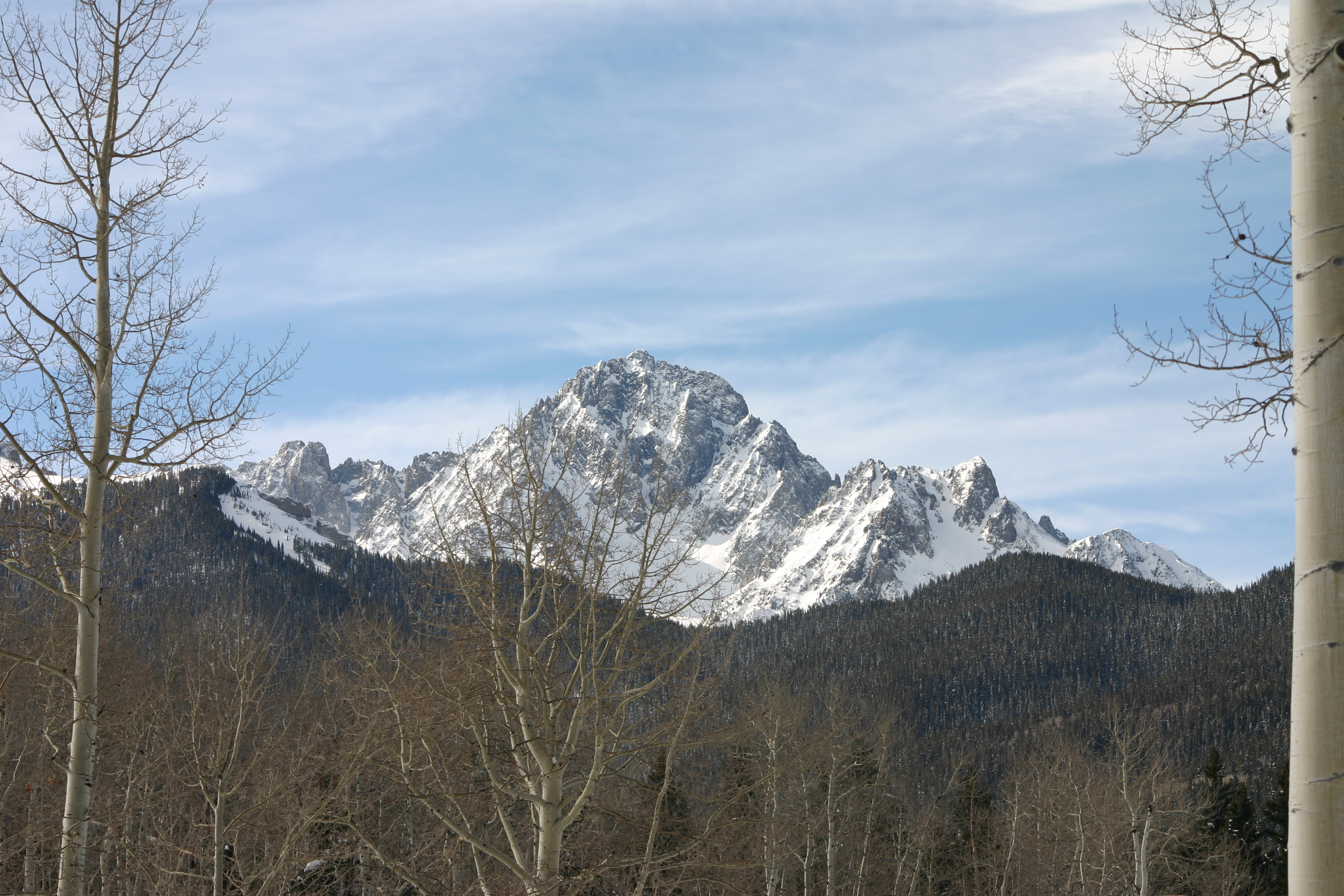
스네펠스산

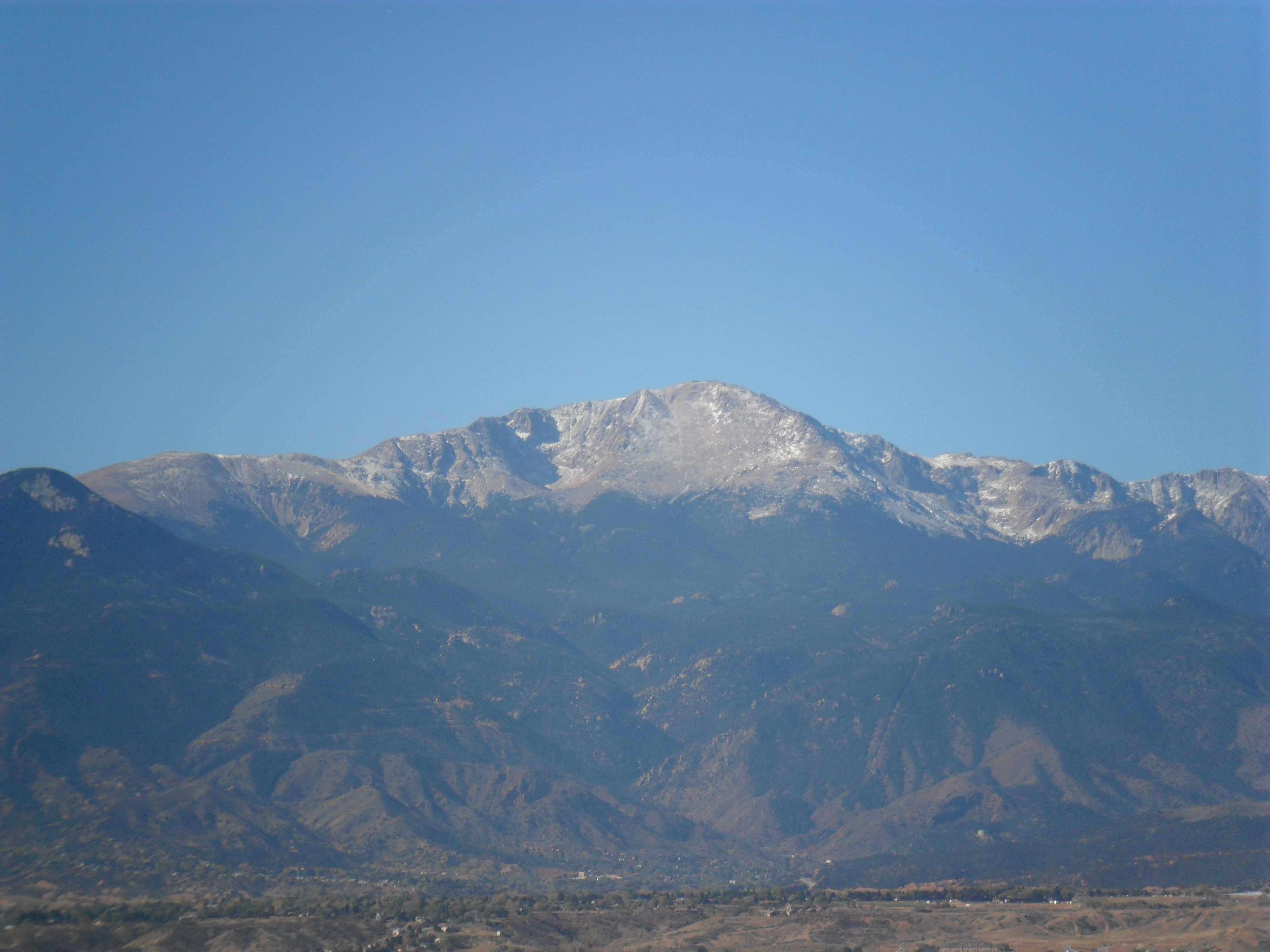
파이크스 피크

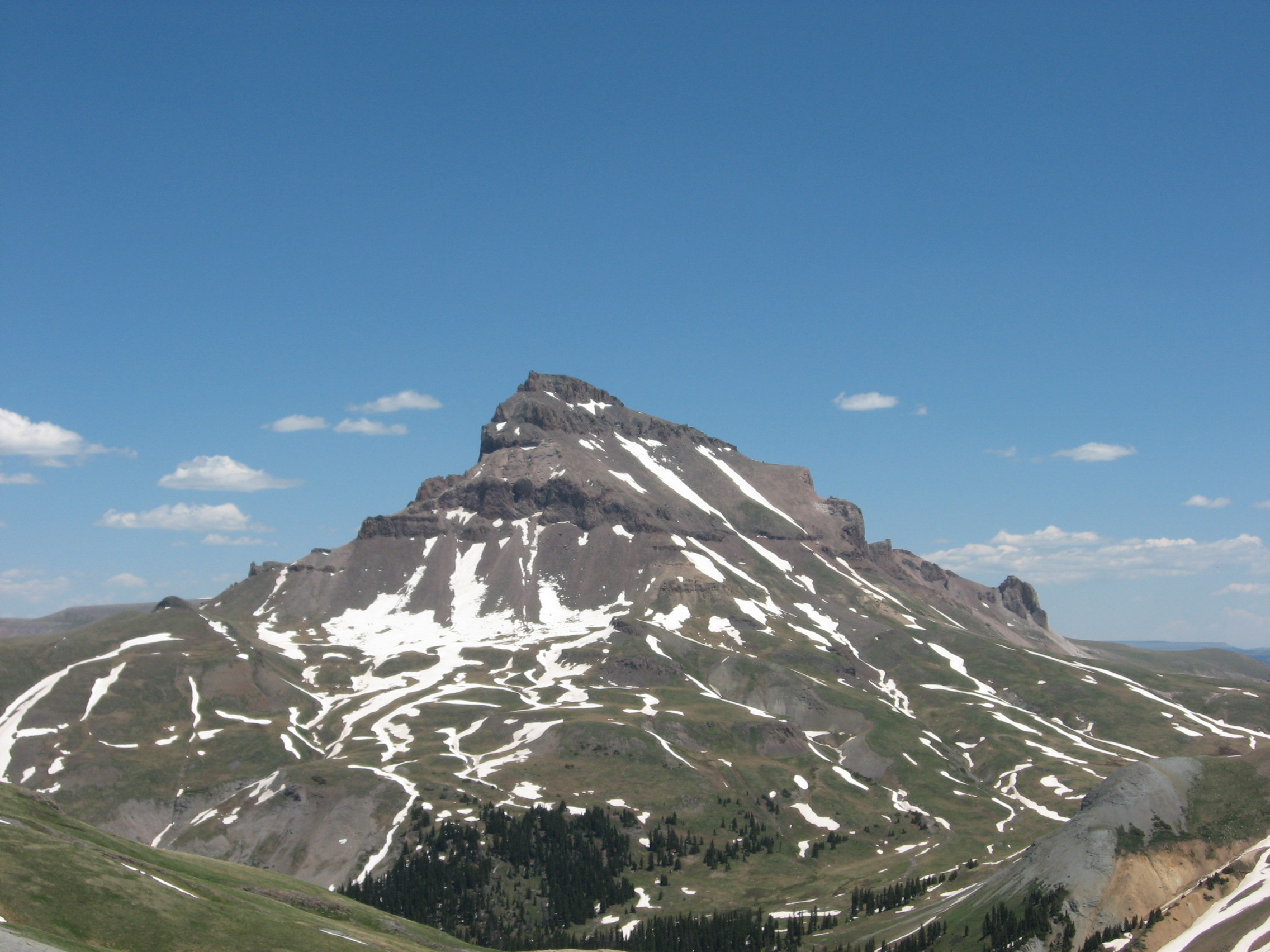
운콤파그레 피크

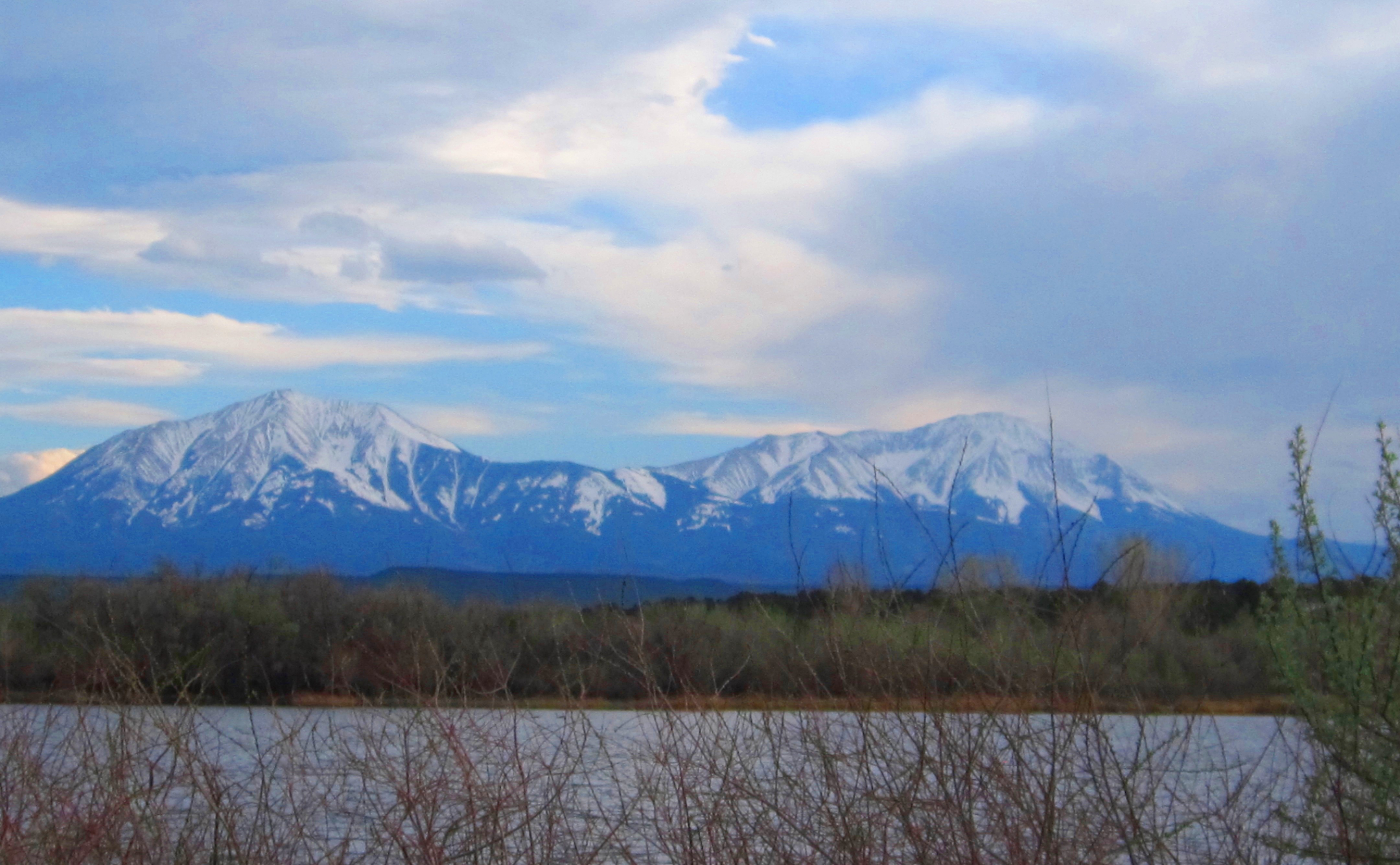
스패니시 피크

- 베어산 (샌환군, 콜로라도주) 12,987'
- 베어 피크 (볼더군, 콜로라도주) 8,459'
- 베넷 피크 13,209'
- 베리안산 9,151'
- 빌 윌리엄스 피크 13,389' – 윌리엄스산맥 최고봉
- 바이슨산 12,432' – 태리올산맥 최고봉
- 블랙산 (모팻군, 콜로라도주) (엘크헤드산맥) 10,865'
- 블랙산 (파크군, 콜로라도주) (사우스 파크 힐스) 11,649'
- 블레어산 (콜로라도주) 11,465' – 화이트리버 고원 최고봉
- 블랑카 피크 14,351' – 상그레데크리스토산맥 최고봉
- 블랑코 포인트 12,033'
- 블로젯 피크 9,444'
- 보레아스산 (콜로라도주) 13,082'
- 보웬산 (콜로라도주) 12,524'
- 브래덕 피크 11,972'
- 브리스톨 헤드 12,712'
- 브로큰 핸드 피크 13,573'
- 브라운산 (콜로라도주) 13,347'
- 버팔로산 (콜로라도주) 12,781'
- 버팔로 피크 11,594'
- 부시넬 피크 13,110'
- 칼프 크리크 고원 12,661'
- 캘리포니아 피크 13,855'
- 캔비산 13,478'
- 캐니벌 고원 12,533'
- 캐피톨 피크 (콜로라도주) 14,137'
- 카본 피크 12,088'
- 탄산산 (콜로라도주) 13,670'
- 카슨 피크 (콜로라도주) 13,662'
- 캐스케이드산 (콜로라도주) 12,326'
- 카스코 피크 13,915'
- 캐슬 피크 (콜로라도주) (엘크산맥 (콜로라도주)) 14,279' – 엘크산맥 (콜로라도주) 최고봉
- 캐슬 피크 (사와치산맥) (사와치산맥) 11,305'
- 캐슬 록 (샌환산맥) (샌환산맥) 11,458'
- 대성당봉 (콜로라도주) 13,950'
- 센테니얼 피크 (콜로라도주) 13,062'
- 체어산 12,727'
- 초크 벤치마크 12,038'
- 챌린저 포인트 14,087'
- 샤이엔산 9,570'
- 시카고 피크 13,385'
- 치프 첼리 피크 12,809'
- 치프스 헤드 피크 13,577'
- 침니 록 (콜로라도주) 11,781'
- 치페타산 13,472'
- 시나몬산 13,336'
- 서크산 (콜로라도주) 13,686'
- 클라크 피크 (메디신 보우 산맥) 12,960' – 메디신 보우 산맥 최고봉
- 클리블랜드 피크 13,414'
- 클린턴 피크 13,864'
- 코체토파 돔 11,138'
- 콜로니 볼디 13,705'
- 콜럼비아 포인트 13,986'
- 콜럼버스산 (콜로라도주) 10,258'
- 코네조스 피크 13,179'
- 코넌드럼 피크 14,067'
- 코튼우드 피크 (콜로라도주) 13,588'
- 법원산 12,152'
- 콕스콤 피크 (콜로라도주) 13,656'
- 크레이터 피크 (콜로라도주) 11,333' – 그랜드 메사 최고봉
- 크레스티드 부테 12,168'
- 크레스톤 니들 14,203'
- 크레스톤 피크 14,300' – 크레스톤스 최고봉
- 크레스톤 이스트 피크 14,266'
- 크로닌 피크 13,877'
- 크로스산 (콜로라도주) 12,703'
- 크리스털 피크 (텐마일 산맥) 13,859'
- 크리스털 피크 (거니슨군, 콜로라도주) 12,777'
- 쿨레브라 피크 14,053' – 쿨레브라산맥 최고봉
- 달라스 피크 13,815'
- 달리산 13,260'
- 도슨 부테 7,474'
- 데 안사 피크 (쿨레브라산맥) (쿨레브라산맥)
- 데 안사 피크 (상그레데크리스토산맥) (상그레데크리스토산맥)
- 데블스 헤드 9,749' – 램파트산맥 최고봉
- 데블스 플레이그라운드 (콜로라도주) 13,075'
- 다이아몬드 피크 (콜로라도주) 9,665'
- 디오라이트 피크 12,761'
- 돌로레스 피크 13,296'
- 돔 산 (콜로라도주) 13,379'
- 던시네인산 12,742'
- 다이어산 13,862'
- 이글스 네스트 (콜로라도주) 13,419'
- 이스트 베크위스산 12,441'
- 이스트 스패니시 피크 12,688'
- 엘 디엔테 피크 14,165'
- 엘도라도산 8,344'
- 일렉트릭 피크 (샌환산맥) (샌환산맥)
- 일렉트릭 피크 (상그레데크리스토) (상그레데크리스토산맥)
- 엘크산 (그랜드군, 콜로라도주) 11,424' (래빗 이어스 산맥)
- 엘크산 (루트군, 콜로라도주) 8,727' (엘크헤드산맥)
- 엘링우드 포인트 14,048'
- 엘리엇산 12,346'
- 에메랄드 피크 (콜로라도주) 13,911'
- 에머리 피크 13,321'
- 엠마 버 산 13,544'
- 엔젤만 피크 13,368'
- 엔지니어산 (힌스데일 및 아우레이군, 콜로라도주) 13,225'
- 엔지니어산 12,968'
- 어빈 피크 13,538'
- 유레카산 (콜로라도주) 13,507'
- 페어차일드산 13,508'
- 페어뷰 피크 (거니슨군, 콜로라도주) 13,214'
- 피셔스 피크 9,633' – 래톤 메사의 최고봉이자 로키산맥의 최동단 봉우리
- 플래그스태프산 (볼더군, 콜로라도주) 6,983'
- 플랫톱산 (콜로라도주) 12,361' – 플랫 톱스 (콜로라도주) 최고봉
- 플레처산 13,958'
- 플루티드 피크 (콜로라도주) 13,554'
- 풀스 피크 12,954'
- 프렌치산 13,966'
- 갈레나 피크 12,461'
- 가필드 피크 (콜로라도주) 13,787'
- 가이슬러산 13,381'
- 제미니 피크
- 길핀 피크 13,700'
- 글래드스톤 피크 13,919'
- 고트 힐 (래러머군, 콜로라도주) 5,604'
- 골든 혼 (콜로라도주) 13,780'
- 고딕산 12,631'
- 그레이엄 피크 (콜로라도주) 12,536'
- 그랜드 혹백
- 그랜드 터크 (콜로라도주) 13,167'
- 그래니스 니플
- 자갈산 13,596'
- 그레이록 피크 12,504'
- 그레이스 피크 14,278' – 프론트 산맥 최고봉이자 북미 대륙 분수계 최고 지점
- 그레이스톤 피크 13,489'
- 그린 놀 12,297'
- 그린산 (볼더, 콜로라도주) (프론트 산맥) 8,148'
- 그린산 (레이크우드, 콜로라도주) (프론트 산맥 힐스) 6,854'
- 그린산 (케노샤산맥) (케노샤산맥) 10,427'
- 그린할프산 13,220'
- 그린혼산 12,352' – 웻산맥 최고봉
- 그레이록산 7,616'
- 그리즐리 피크 (사와치산맥) (컬리지에이트 피크) 13,995'
- 그리즐리 피크 (돌로레스/샌환군, 콜로라도주) (샌환산맥) 13,738'
- 그리즐리 피크 (서밋군, 콜로라도주) (프론트 산맥) 13,433'
- 그리즐리 피크 (거니슨군, 콜로라도주) (사와치산맥) 13,309'
- 그리즐리 피크 (라플라타군, 콜로라도주) (니들산맥)
- 하거만 피크 (엘크산맥, 콜로라도주)
- 한스 피크 10,843'
- 헤이그스 피크 13,573'
- 하프 피크 13,848' – 이스트 센트럴 샌환산맥 최고봉
- 핼렛 피크 12,720'
- 핸디스 피크 14,058'
- 헤이든 피크 (샌미겔군, 콜로라도주) (스네펠스산맥) 12,987'
- 헤이든 피크 (피트킨군, 콜로라도주) (엘크산맥) 13,570'
- 헤이든 스파이어 12,480'
- 헨리산 13,261'
- 헤스페루스산 (콜로라도주) 13,237' – 라플라타산맥 최고봉
- 하이랜드 피크 (콜로라도주) 12,381'
- 힐리어드 피크 13,422'
- 혼 피크 13,450'
- 호스산 9,952'
- 호스플라이 피크 10,353' – 운콤파그레 고원 최고봉
- 호스슈산 (콜로라도주) 13,905'
- 호스투스산 7,259'
- 하워드산 12,826'
- 휴에파노 부테 6,174'
- 훔볼트 피크 (콜로라도주) 14,070'
- 헌터 피크 13,506'
- 헌츠먼 리지 11,858'
- 헌츠 피크 13,071'
- 휴론 피크 14,012'
- 허리케인 피크 13,447'
- 아이스산 (콜로라도주) 13,958'
- 아이오와 피크
- 아이언산 (네버 섬머산맥) (네버 섬머산맥) 12,270'
- 아이언산 (상그레데크리스토산맥) (상그레데크리스토산맥) 11,416'
- 어빙 피크 13,216'
- 이탈리아산 13,385'
- 자크 피크 13,211'
- 재그드산 (콜로라도주) 13,830'
- 제임스 피크 13,299'
- 존스산 13,866'
- 존스산 (채피군, 콜로라도주) (사와치산맥) 13,218'
- 주피터산 13,836'
- 키프 피크 13,532'
- 켄달 피크 (콜로라도주) 13,455'
- 킷 카슨산 14,171'
- 나이츠 피크 10499'
- 노비 크레스트 12,434' – 케노샤산맥 최고봉
- 라플라타 피크 14,343' – 로키산맥과 콜로라도에서 다섯 번째로 높은 봉우리
- 라벤더 피크 (콜로라도주) 13,233'
- 리드산 (커스터군, 콜로라도주)
- 리드산 (그랜드군, 콜로라도주)
- 레온 피크 11,240'
- 리틀 베어 피크 14,043'
- 리틀 콘 11,988'
- 리틀 자이언트 피크 13,417'
- 리저드 헤드 13,119'
- 론 콘 (콜로라도주) 12,618'
- 론 이글 피크 11,946'
- 롱 브랜치 볼디 11,982' – 코체토파 힐스 최고봉
- 롱 스크래기 피크 8,796'
- 롱스피크 14,259' – 북부 프론트 산맥 최고봉
- 룩아웃산 (콜로라도주) 7,377'
- 룩아웃 피크 (콜로라도주) 13,661'
- 룰루산 12,217'
- 말레무트 피크 13,321'
- 마르첼리나산 11,353'
- 마룬 피크 14,163'
- 매치리스산 (콜로라도주) 12,389'
- 마테호른 피크 (콜로라도주) 13,596'
- 맥커디산 12,172'
- 맥헨리스 피크 13,327'
- 미어스 피크 13,496'
- 메너피 피크 8,832'
- 메리디안 피크 12,432'
- 메서디스트산 11,713'
- 미들 피크 (콜로라도주) 13,306'
- 밀워키 피크 13,522'
- 미주리산 14,074'
- 애덤스산 (콜로라도주) 13,937'
- 애트나산 (콜로라도주) 13,745'
- 앨리스산 (콜로라도주) 13,315'
- 안테로산 14,276' – 남부 사와치산맥 최고봉
- 아칸소산 13,795'
- 오듀본산 13,229'
- 베일리산 (콜로라도주) 9,089'
- 벨포드산 14,203'
- 베델산 (콜로라도주) 12,705'
- 비어슈타트산 14,065'
- 블라우록산 13,623'
- 블루 스카이산 14,271' – 시카고 피크 최고봉
- 브로스산 14,178'
- 벅스킨산 13,872'
- 카메론산 (콜로라도주) 14,238'
- 챔피언산 13,646'
- 채핀산 12,454'
- 치퀴타산 13,075'
- 시러스산 12,808'
- 컬럼비아산 (콜로라도주) 14,077'
- 크레이그산 (콜로라도주) 12,007'
- 쿠뮬러스산 12,729'
- 달리산 (피트킨군, 콜로라도주) 13,323'
- 데모크라트산 14,155'
- 에드워즈산 (콜로라도주) 13,856'
- 엘버트산 14,440' – 사와치산맥, 북미 로키산맥 및 콜로라도의 최고봉
- 엠마산 13,581'
- 엠몬스산 (콜로라도주) 12,401'
- 에올러스산 14,090'
- 에반스산 (모스키토산맥) (모스키토산맥)
- 가필드산 (샌환군, 콜로라도주) 13,074'
- 귀에로산 12,058'
- 거니슨산 12,725'
- 가이요산 (콜로라도주) 13,376'
- 하버드산 14,421' – 컬리지에이트 피크 최고봉
- 헤라드산 13,345'
- 호프산 (콜로라도주) 13,939'
- 아이다산 (콜로라도주) 12,865'
- 잭슨산 (콜로라도주) 13,676'
- 재스퍼산 12,923'
- 줄리안산 (콜로라도주) 12,933'
- 램본산 11,402'
- 링컨산 (콜로라도주) 14,293' – 모스키토산맥 최고봉
- 린지산 14,048
- 로건산 (가필드군, 콜로라도주) 8,413'
- 말러산 12,497'
- 매시브산 14,428' – 로키산맥과 콜로라도에서 두 번째로 높은 봉우리
- 맥코넬산 8,012'
- 미커산 13,916'
- 메스타스산 11,573'
- 모리슨산 (콜로라도주) 7,881'
- 모스산 13,192'
- 홀리 크로스산 14,011' – 북부 사와치산맥 최고봉
- 님버스산 12,721'
- 오클라호마산 13,852'
- 오소산 (콜로라도주) 13,690'
- 오토산 12,865'
- 아우레이산 13,961' – 사우스 사와치산맥 최고봉
- 오웬산 (콜로라도주) 13,070' – 루비산맥 (콜로라도주) 최고봉
- 옥스포드산 (콜로라도주) 14,160'
- 파르나서스산 (콜로라도주) 13,580'
- 파월산 (콜로라도주) 13,586' – 고어산맥 최고봉
- 프린스턴산 14,204'
- 리히토펜산 12,945' – 네버 섬머산맥 최고봉
- 리지웨이산 13,468'
- 로사산 (콜로라도주) 11,504'
- 샤바노산 14,235'
- 셰리던산 (콜로라도주) 13,748'
- 셔먼산 14,043'
- 실버힐스산 13,829'
- 스네펠스산 14,158' – 스네펠스산맥 최고봉
- 스닉타우산 13,240'
- 소프리스산 12,958'
- 스팔딩산
- 스트라투스산 12,534'
- 톨산 12,979'
- 트웨토산 13,672'
- 워너산 10,570'
- 화이트산 (콜로라도주) 13,667'
- 윌슨산 (콜로라도주) 14,252' – 샌미겔산맥 최고봉
- 예일산 14,202'
- 자이언산 (콜로라도주) 7,062'
- 지르켈산 12,185' – 파크산맥 (콜로라도주) 최고봉
- 즈위셴산 12,011'
- 미이라산 (콜로라도주) 13,430'
- 나바호 피크 13,409'
- 니들 록 7,797'
- 네버 섬머 피크 12,452'
- 나이아가라 피크 13,812'
- 노쿠 크랙스 12,490'
- 노스 애러파호 피크 13,508' – 인디언 피크 최고봉
- 노스 에올러스 14,045'
- 노스 맘 피크 11,129'
- 노스 폴 피크 12,208'
- 노스 마룬 피크 14,019'
- 노스 스타산 (콜로라도주) 13,614'
- 노스 테이블산 6,555'
- 노치산 13,243'
- 오르간산 (라플라타군, 콜로라도주) 13,032'
- 오티스 피크 12,486'
- 아우레이 피크 12,963'
- 퍼시픽 피크 13,957'
- 파고다산 13,497'
- 파이우테 피크 13,088'
- 팔미라 피크 13,319'
- 파리카 피크 12,402'
- 파크 콘 12,106'
- 파크뷰산 12,301' – 래빗 이어스 산맥 최고봉
- 패리 피크 13,397'
- 파우니 피크 12,943'
- 피크 10 (텐마일 산맥) 13,640'
- 피크 원 12,805'
- 피크 13762 13,769'
- 펄산 13,379'
- 페티 그레폰 (스파이어) 12,305'
- 페팅겔 피크 13,559'
- 피닉스 피크 (콜로라도주) 13,902' – 라 가리타산맥 최고봉
- 피코 아이슬라도 13,611'
- 피전 피크 13,978'
- 파이크스 피크 14,115' – 남부 프론트 산맥 최고봉
- 파일럿 노브 (콜로라도주) 13,738'
- 피뇬 메사 최고 지점 9,705'
- 핀타다산 12,840'
- 포인트 룩아웃 (콜로라도주) 8,427'
- 포토시 피크 13,786'
- 프레시피스 피크 13,144'
- 프로포절 피크 13,339'
- 프타미건 피크 (콜로라도주) 12,504' – 사우스 윌리엄스 포크 산맥 최고봉
- 푸마 피크 (콜로라도주) 11,575'
- 퍼플산 (콜로라도주) 12,958'
- 퍼플 피크 (콜로라도주) 12,800'
- 피라미드 피크 (콜로라도주) 14,025'
- 퀘일산 (콜로라도주) 13,465'
- 콴다리 피크 14,271' – 텐마일 산맥 최고봉
- 레드산 (코스틸라군, 콜로라도주) (쿨레브라산맥) 13,914'
- 레드산 (그랜드군, 콜로라도주) (네버 섬머산맥)
- 레드산 1번 (샌환산맥) 12,598'
- 레드산 2번 (샌환산맥) 12,225'
- 레드산 3번 (샌환산맥) 12,896'
- 레드 피크 (프론트 산맥) (프론트 산맥)
- 레드 피크 (고어산맥) (고어산맥)
- 레드 테이블산 12,043'
- 레드클리프 (콜로라도주) 13,642'
- 레드클라우드 피크 14,041'
- 링커 피크 13,789'
- 리오그란데 피라미드 13,827'
- 리토 알토 피크 13,803'
- 루비산 (콜로라도주) 13,277'
- 샌루이스 피크 14,022'
- 샌드산 노스 10,884' – 엘크헤드산맥 최고봉
- 톱니산 (볼더군, 콜로라도주) 12,304'
- 톱니산 (콜로라도주) 12,153'
- 세이어스 벤치마크 13,746'
- 세븐 유테스산 11,478'
- 샤크스투스 피크 11,691'
- 쇼니 피크 (콜로라도주) 11,932'
- 양산 (거니슨군, 콜로라도주) (거니슨군)
- 양산 (샌환군, 콜로라도주) (샌환군)
- 양산 (샌미겔 및 돌로레스군, 콜로라도주) (샌미겔산맥) 13,188'
- 쇼쇼니 피크 12,967'
- 시버스산 12,786'
- 실버 킹 피크 13,769'
- 실버산 (휴에파노군, 콜로라도주) (휴에파노군) 10,525'
- 실버산 (샌미겔군, 콜로라도주) (샌미겔군) 13,470'
- 슬리핑 섹스톤 13,457'
- 슬리피 캣 피크 10,853'
- 스노든 피크 13,077'
- 스노마스산 14,099'
- 스노마스 피크 13,627'
- 사우스 볼드산 11,009' – 래러미산맥 최고봉
- 사우스 브로스 피크 14,027'
- 사우스 리버 피크 13,154'
- 사우스 테이블산 (콜로라도주) 6,338'
- 표본산 12,494'
- 스필러 피크 13,123'
- 스프레이그산 12,713'
- 스프레드 이글 피크 13,423'
- 스퀘어 탑산 13,794'
- 스타산 (콜로라도주) 12,941'
- 스타 피크 (콜로라도주) 13,527'
- 정지 피크 (콜로라도주) 12,580'
- 스튜어트 피크 (콜로라도주) 13,990'
- 스톤스 피크 12,922'
- 스토니산 (콜로라도주) 12,698'
- 스톰 킹산 (콜로라도주) 8,797'
- 스톰 피크 (프론트 산맥) (프론트 산맥)
- 스톰 피크 (콜로라도주) 13,495'
- 슈가 로프산 (볼더군, 콜로라도주)
- 술탄산 13,373'
- 서밋 피크 13,308' – 남부 샌환산맥 최고봉
- 선라이트 피크 14,065'
- 선라이트 스파이어 14,001'
- 선샤인산 12,930'
- 선샤인산 (힌스데일군, 콜로라도주) 13,329'
- 선샤인 피크 14,007'
- 태버과체 피크 14,162'
- 탱크스 피크 8,726'
- 테일러 피크 (그랜드군, 콜로라도주) 13,158'
- 테일러 피크 (거니슨군, 콜로라도주) (거니슨군) 13,435'
- 티케틀산 13,825'
- 텐마일 피크 12,938'
- 테라 토마산 12,718'
- 테러블산 (콜로라도주)
- 댓치톱 12,668'
- 더 캐슬스 (콜로라도주) 12,296'
- 더 다이아몬드 (롱스피크) (급경사면)
- 더 혼스 (콜로라도주) (노두) 9,226'
- 더 톱니 (아레테) 13,786'
- 더 샤크스투스 12,630'
- 더 스파이더 (콜로라도주) 12,695'
- 서티나인 마일산 11,553'
- 선더 부테 (콜로라도주) 9,837' – 램파트산맥 최고봉
- 선더산 (콜로라도주) 13,108'
- 티헤라스 피크 13,610'
- 토미치 돔 11,471'
- 토레이스 피크 14,274'
- 타워산 (콜로라도주) 13,558'
- 트래버 피크
- 트레저산 (콜로라도주) 13,535'
- 트리니티 피크
- 터너 피크 13,233'
- 터릿 피크 (콜로라도주) 13,841'
- 튜틀산 13,208'
- 트와일라이트 피크 13,163' – 웨스트 니들산맥 최고봉
- 트위닝 피크 13,711'
- 트윈 피크 (채피군, 콜로라도주) 13,341'
- 트윈 피크 (아우레이군, 콜로라도주) 10,970'
- 트윈 피크 (상그레데크리스토) 13,580'
- 트윈 시스터즈 (콜로라도주) 13,432'
- 트윈 시스터즈 피크 11,433'
- 투 부테스 (콜로라도주) 4,713'
- 율리시스 S. 그랜트 피크 13,767'
- 운콤파그레 피크 14,321' – 샌환산맥 최고봉
- 미국산 13,036'
- 유테 피크 9,984' – 유테산맥 최고봉
- 버밀리온 피크 13,900'
- 베스탈 피크 13,870' – 그레나디어산맥 최고봉
- 와사치산 (콜로라도주) 13,555'
- 워산 11,716' – 사우스 파크 힐스 최고봉
- 웨스트 베크위스산 12,185'
- 웨스트 버팔로 피크 13,332'
- 웨스트 엘크 피크 13,042' – 웨스트 엘크산맥 최고봉
- 웨스트 스패니시 피크 13,631' – 스패니시 피크 최고봉
- 웨더혼 피크 14,021'
- 휠러산 13,690'
- 웻스톤산 12,527'
- 화이트크로스산 13,553'
- 화이트하우스산 13,492'
- 와일드호스 피크 13,266'
- 윌리엄스 피크 (콜로라도주) 11,620'
- 윌슨 피크 14,023'
- 윈덤 피크 14,093' – 니들산맥 최고봉
- 윈디 피크 (케노샤산맥) 11,970'
- 윈필드 피크 (콜로라도주) 13,084'
- 우드산 (콜로라도주) 13,682'
- 이프실론산 13,520'
- 제노비아 피크 9,022' – 동단 유인타산맥 최고봉

### 코네티컷주
- 베어산 (코네티컷주)
- 샌퍼드산 (코네티컷주)
- 프리셀산의 남쪽 측면은 코네티컷주의 최고 지점이다.[3]

### 조지아주

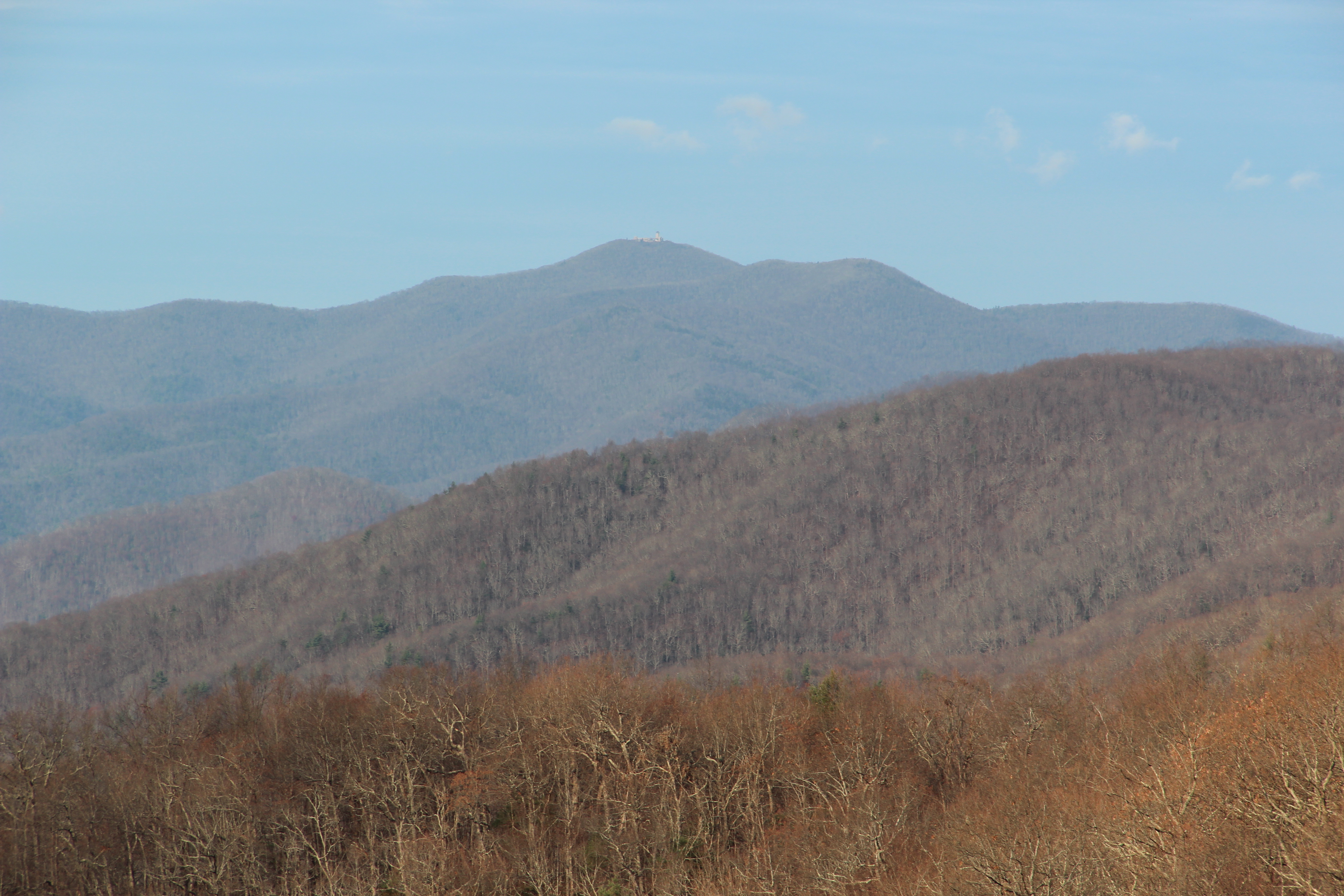
브래스타운 볼드

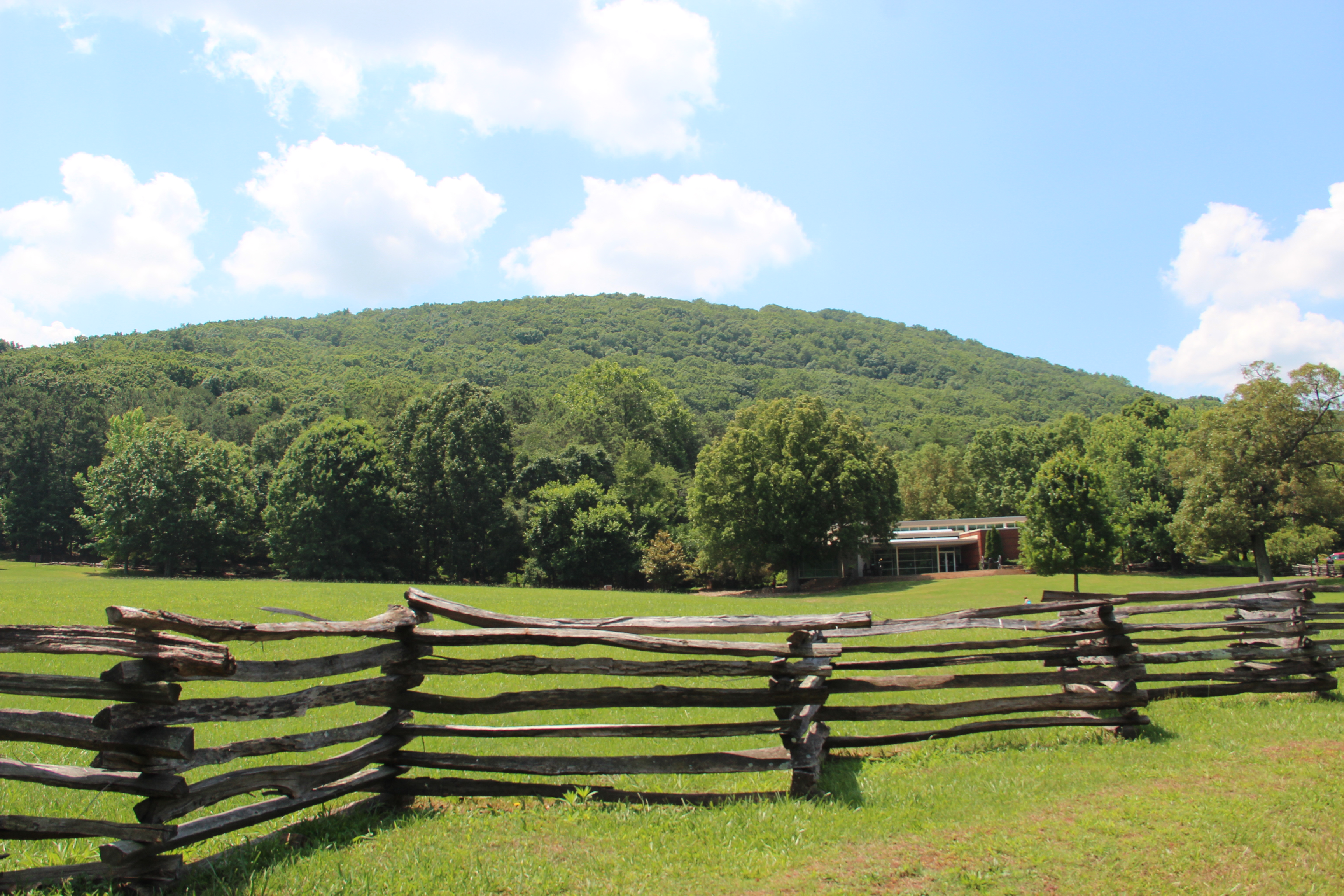
케네소산

- 아라비아산
- 빅 볼드산
- 블랙산 (조지아주)
- 블러드산
- 브래스타운 볼드, 조지아주의 최고봉
- 쿠사 볼드
- 카우록산
- 쿠라히산
- 딕스 노브
- 더블 스프링 노브
- 플랫 탑 (조지아 산)
- 글레이드산
- 그래시 리지
- 하이트아워 볼드
- 호스트루프산
- 케네소산
- 레벨랜드산
- 리틀 케네소산
- 룩아웃 산맥
- 오글소프산
- 파인산 (콥군, 조지아주)
- 래번 볼드
- 리치 노브
- 리치산 (조지아주)
- 록산 (조지아주)
- 록키 노브 (조지아주)
- 록키산 (조지아주)
- 스크리머산
- 슬로터산
- 스프링거산
- 스톤마운틴
- 스웨트산
- 쓰리 시스터즈 (조지아주)
- 트레이산
- 우니코이산맥
- 와일드캣산 (조지아주)
- 울프펜 리지
- 요나산
- 영 릭

### 괌
- 알리판산, 괌섬 정상
- 알마고사산, 괌섬 정상 및 괌 영토의 네 번째 최고봉
- 볼라노스산, 괌섬 정상 및 괌 영토의 세 번째 최고봉
- 주물롱망글로산, 괌섬 정상 및 괌 영토의 두 번째 최고봉
- 람람산,[4] 괌섬 정상 및 괌 영토의 최고봉

### 하와이주

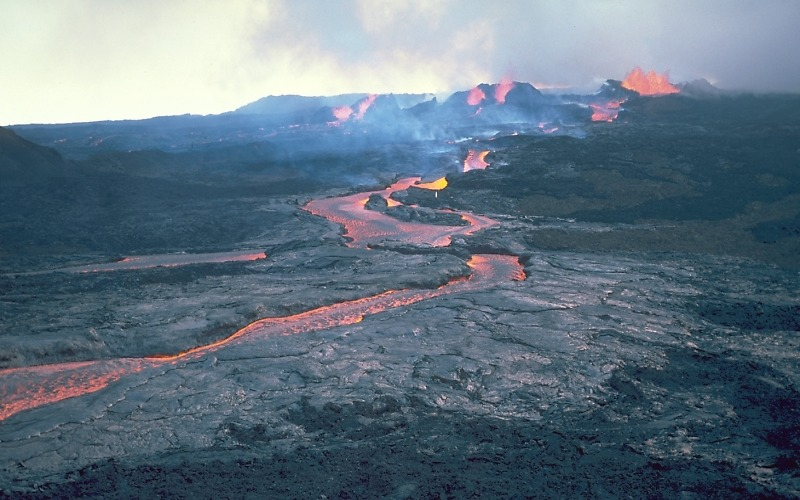
마우나로아산

- 할레아칼라산, 마우이섬의 정상인 순상 화산
- 후알랄라이, 하와이섬의 순상 화산
- 카알라, 오아후섬의 정상인 순상 화산
- 카마코우, 몰로카이섬의 정상인 순상 화산
- 카와이키니, 카우아이섬의 정상인 순상 화산
- 킬라우에아, 하와이섬의 활성 순상 화산
- 코할라, 하와이섬의 순상 화산
- 라나이할레, 라나이섬의 정상인 순상 화산
- 마우나케아산,[5] 하와이섬의 정상인 순상 화산이자 하와이주의 최고봉이며, 밑바닥에서 정상까지 측정했을 때 지구상에서 가장 높은 산
- 마우나로아산,[6] 지구상에서 가장 거대한 산인 활성 순상 화산
- 푸우알리이, 몰로카이섬 정상
- 푸우쿠쿠이, 마우이섬의 순상 화산
- 탄탈루스, 오아후섬의 분석구

### 아이다호주
- 빅 볼디
- 빅 딕 포인트
- 블랙 파인산맥 최고 지점
- 블리자드산
- 보네빌 피크, 포트노프산맥 최고봉

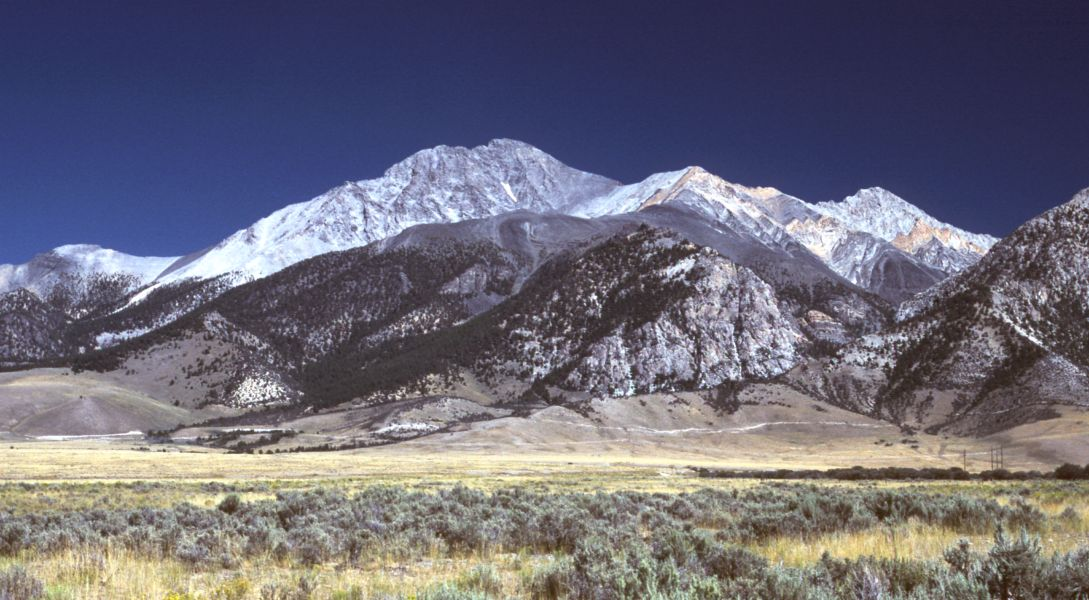
보라 피크

- 보라 피크, 로스트리버산맥 및 아이다호주의 최고봉
- 볼더 피크 (아이다호주)
- 버팔로 험프 (아이다호주)
- 캐시 피크 (아이다호주)
- 카리부산 (아이다호주), 카리부산맥 최고봉
- 캐슬 피크 (아이다호주), 화이트클라우드산맥 최고봉
- 침니 록 (아이다호주)
- 시나바산
- 딥 크리크 피크, 딥 크리크산맥 최고봉
- 다이아몬드 피크 (아이다호주), 렘히산맥 최고봉
- 더블스프링 피크
- 이즐리 피크
- 이스트 부테
- 엘크혼 피크
- 피시핀 리지
- 프리먼 피크
- 갈레나 피크 (아이다호주)
- 그랑장 피크
- 히 데블
- 하인드먼 피크, 파이오니어산맥 (아이다호주) 최고봉
- 킹스 피크 (아이다호주)
- 라킨스 피크
- 레더맨 피크
- 리틀 리그레트 피크
- 미드 피크, 필산맥 최고봉
- 운모산 (아이다호주)- 아이다호주와 워싱턴주에 하나씩 두 개의 봉우리로 구성되어 있다.
- 미들 부테
- 몬테 베리타 (아이다호주)
- 부패산
- 크레이머산
- 헤이번산
- 제퍼슨산 (비터루트산맥)
- 맥칼렙산
- 맥과이어산 (아이다호주)
- 모리슨산 (아이다호주)
- 미스터리산 (아이다호주)
- 노스 룬산
- 노스 레이커
- 옥스포드 피크, 배넉산맥 최고봉
- 퀸산
- 라이언 피크 (아이다호주), 볼더산맥 (아이다호주) 최고봉
- 사카자가위아 피크 (아이다호주)
- 세이비어스 피크, 스모키산맥 (아이다호주) 최고봉
- 스코치맨 피크
- 스코트 피크 (아이다호주)
- 세드윅 피크
- 실버 피크 (아이다호주)
- 스모키 돔, 솔저산맥 최고봉
- 스노위 탑
- 사우스 로스트 리버 최고 지점
- 스트라이프산
- 스터질 피크
- 장군 (아이다호주)
- 톰프슨 피크 (아이다호주), 톱니산맥 (아이다호주) 최고봉
- 토호빗 피크
- USGS 피크
- 화이트 캡 피크
- 화이트산 웨스트
- 윌리엄스 피크 (아이다호주)

### 일리노이주
- 볼드 노브
- 찰스 마운드, 일리노이주의 최고봉
- 체스트넛산

### 캔자스주
- 선플라워산, 캔자스주의 최고봉
- 플린트 힐스
- 레드 힐스
- 오리드산
- 블뢰산
- 웰스 오버룩

### 켄터키주

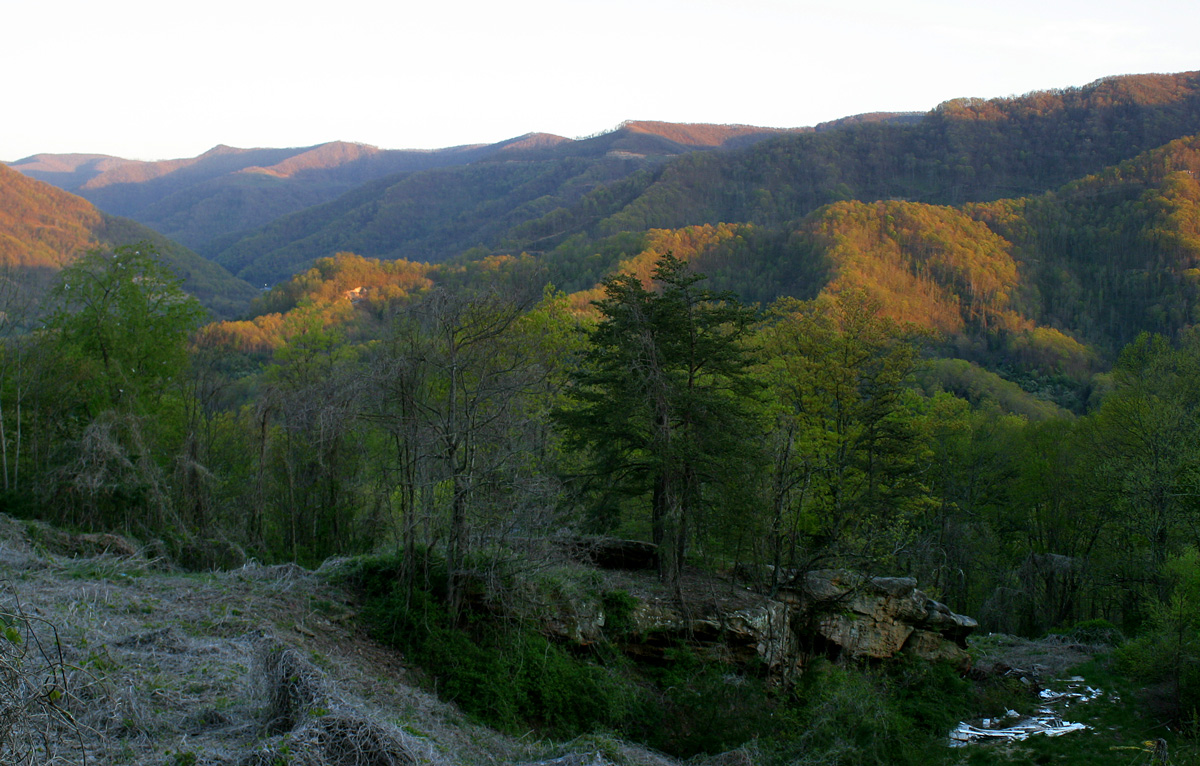
블랙산 (켄터키주)

- 블랙산 (켄터키주), 켄터키주의 최고봉
- 프렌치맨 노브
- 인디언 힐 (에드몬슨군, 켄터키주)
- 후피 힐
- 트라이-스테이트 피크
- 스터플리 노브 (존슨군, 켄터키주)
- 파인산 (애팔래치아산맥)

### 루이지애나주
- 드리스킬산, 루이지애나주의 최고봉

### 메인주

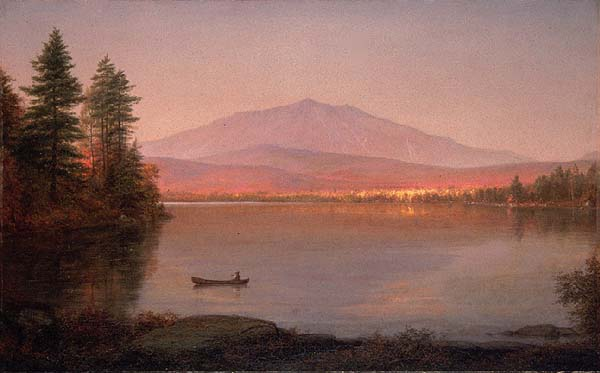
카타딘

- 캐딜락산, 마운트데저트섬 정상
- 카타딘, 메인주의 최고봉
- 제퍼슨산 (메인주)
- 비글로산 (메인주)
- 쇼니 피크, 브리즐턴, 메인주
- 슈가 로프산 (프랭클린군, 메인주)
- 아브라함산 (메인주)
- 볼드페이트산 (워런군, 뉴저지주)
- 크로커산 (메인주)
- 올드 스펙산
- 노스 브라더

### 메릴랜드주
- 백본산
- 카톡틴산
- 단스산
- 에비츠산
- 호이-크레스트, 메릴랜드주의 최고봉
- 니그로산
- 폴란드산
- 사이드링 힐
- 사우스산 (메릴랜드주 및 펜실베이니아주)
- 슈가 로프산 (메릴랜드주)

### 매사추세츠주

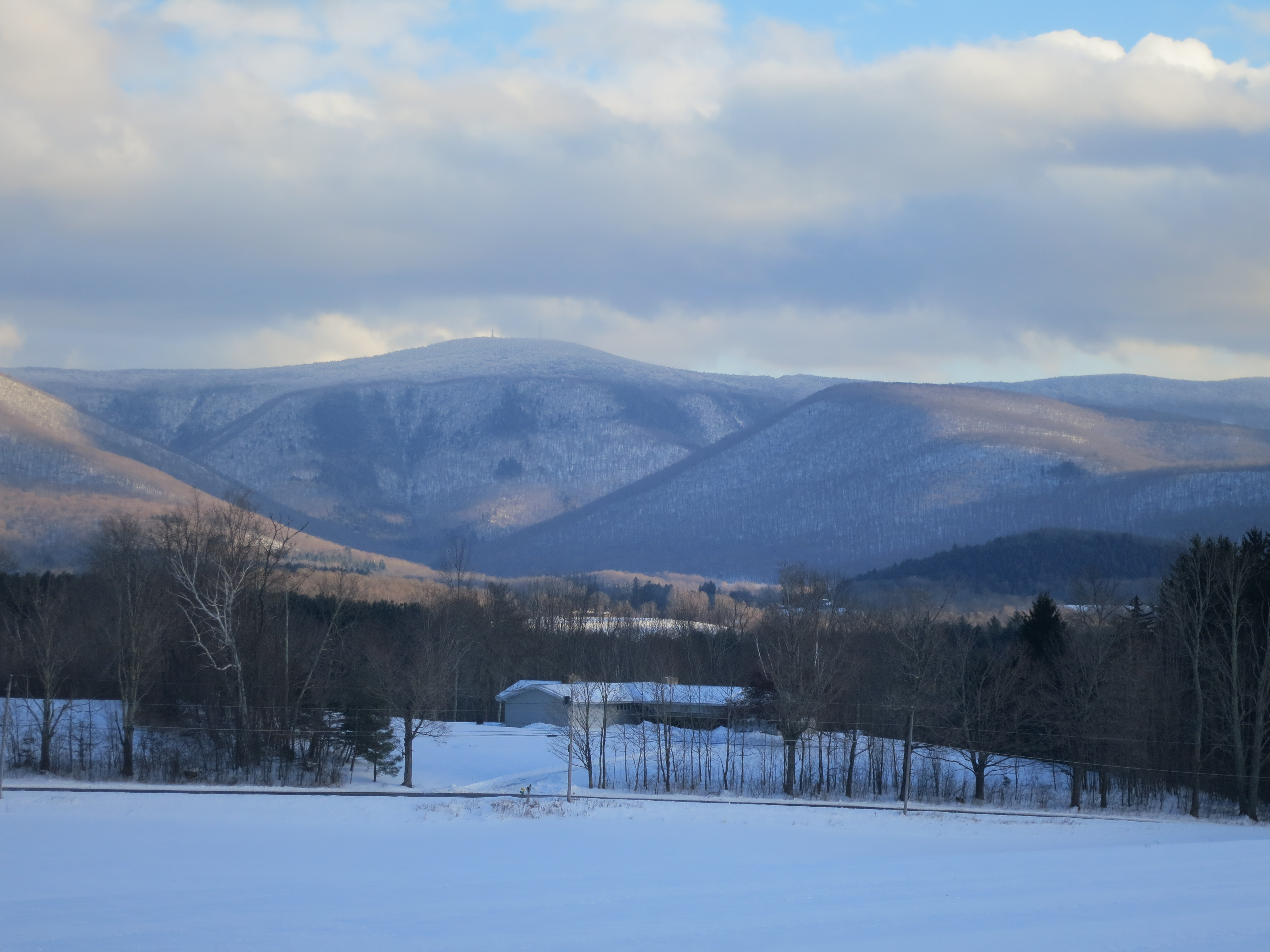
그레이록산

- 바케산
- 에버렛산
- 그레이록산, 매사추세츠주의 최고봉
- 제퍼슨산 (매사추세츠주)
- 톰산 (매사추세츠주)
- 테코아산 (매사추세츠주)
- 타워산 (매사추세츠주)
- 와추세트산

### 미시간주
- 아르본산, 미시간주의 최고봉
- 커우드산
- 데소르산
- 휴론산맥
- 포큐파인산맥

### 미네소타주

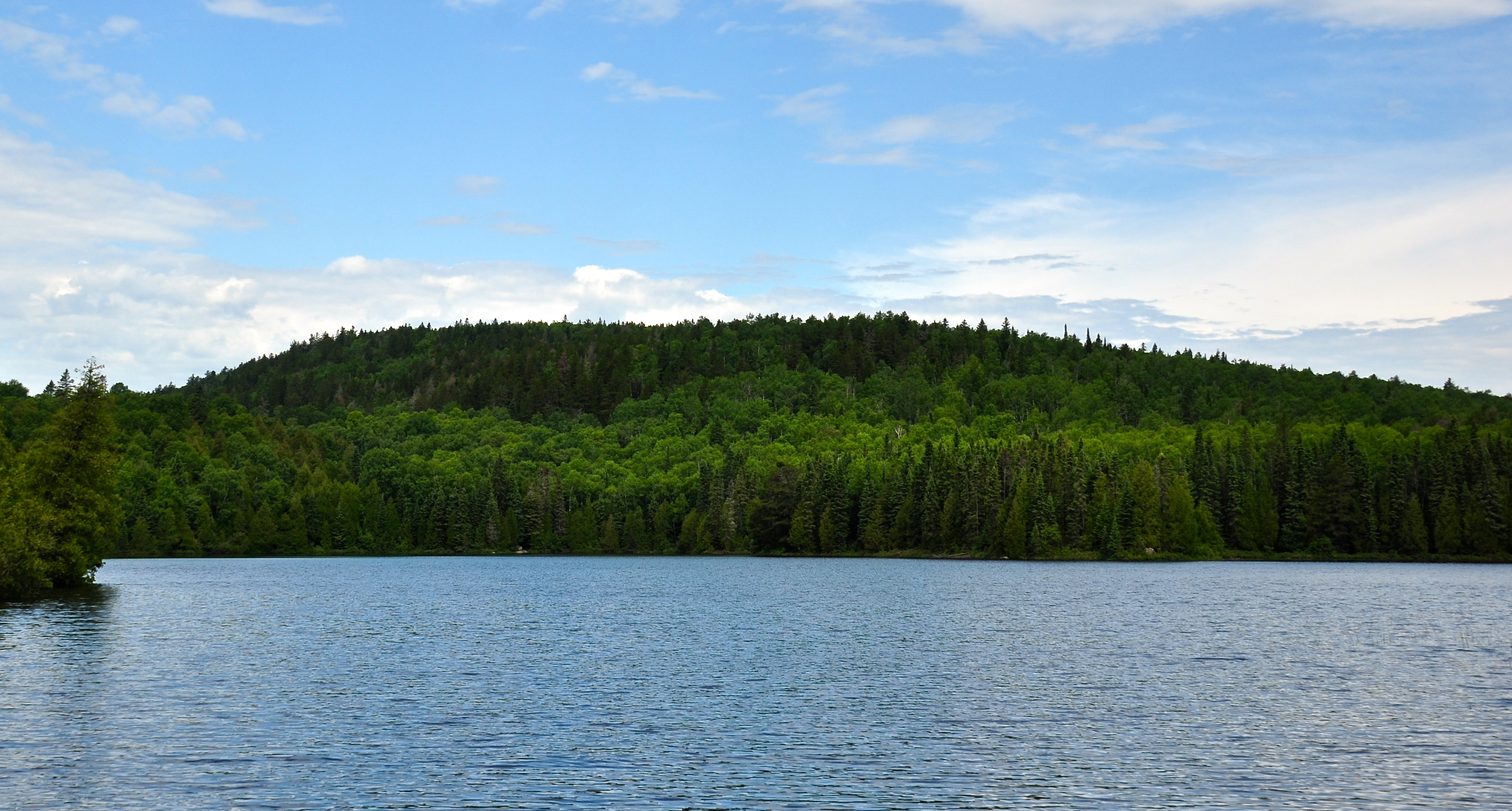
이글산 (미네소타주)

- 이글산 (미네소타주), 미네소타주의 최고봉
- 디스어포인트먼트산

### 미시시피주
- 우들산, 미시시피주의 최고봉

### 미주리주
- 벨산
- 오자크산
- 타움 사우크산, 미주리주의 최고봉
- 와일드캣산 (미주리주)

### 몬태나주
- A 피크
- 아헨산, 글레이셔 국립공원

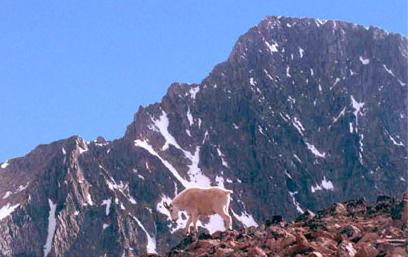
그래닛 피크 (몬태나주)

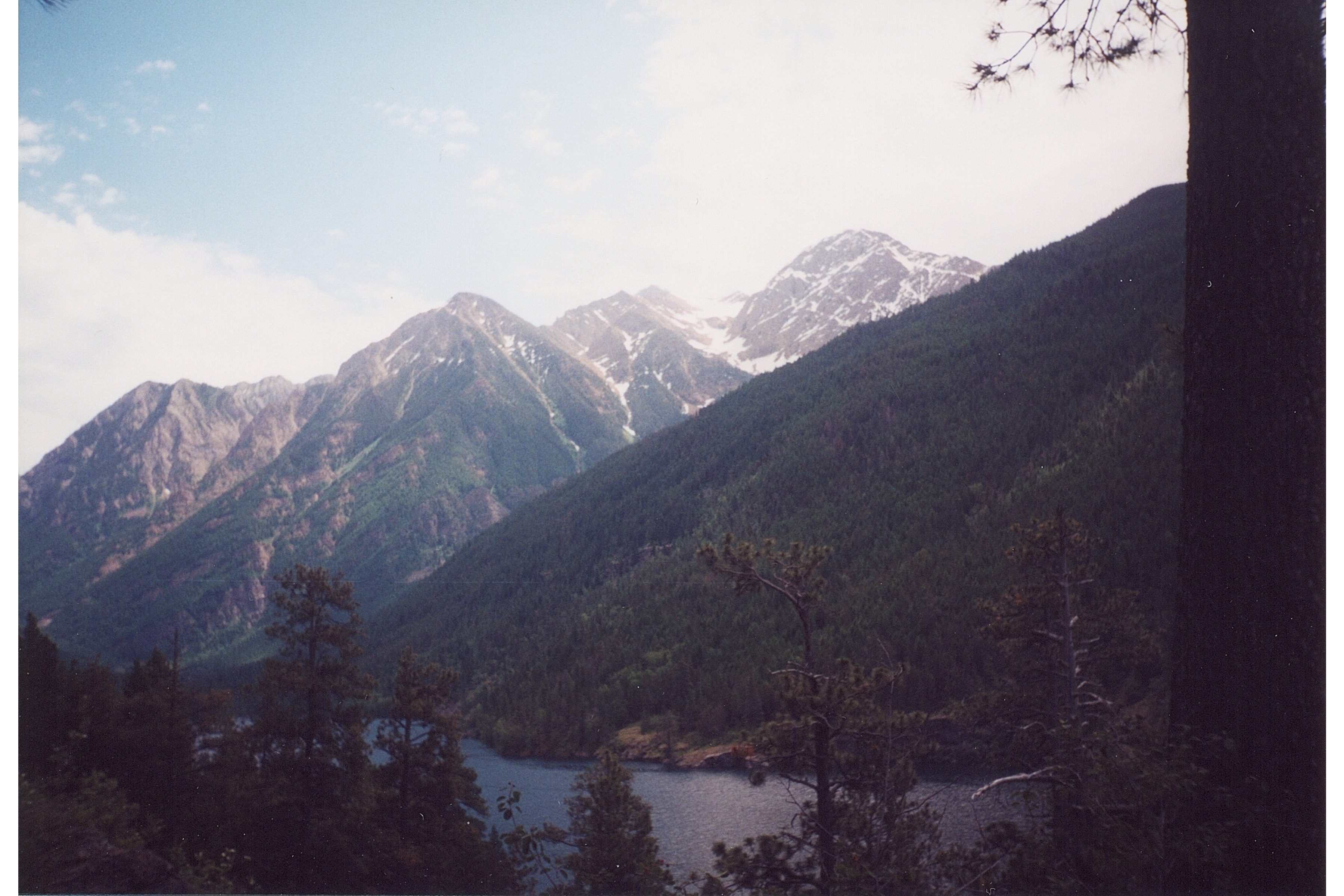
맥도날드 피크

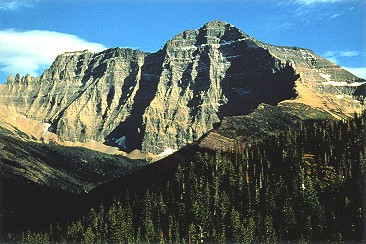
클리블랜드산 (몬태나주)

- 앨런산 (몬태나주), 글레이셔 국립공원
- 올모스트-어-도그산, 글레이셔 국립공원
- 원형극장산 (몬태나주), 글레이셔 국립공원
- 아나콘다 피크, 글레이셔 국립공원
- 엔젤 윙 (글레이셔 국립공원), 글레이셔 국립공원
- 아피쿠니산, 글레이셔 국립공원
- 아피스토키 피크, 글레이셔 국립공원
- 아르고시산
- 애시산 (몬태나주)
- 배드 매리지산, 글레이셔 국립공원
- 볼디산 (베어포산맥)
- 볼디산 (아이다호주/몬태나주)
- 볼디산 (살리시산맥)
- 배틀먼트산 (몬태나주), 글레이셔 국립공원
- 베어산 (글레이셔군, 몬태나주), 글레이셔 국립공원
- 베어햇산, 글레이셔 국립공원
- 베어헤드산 (몬태나주), 글레이셔 국립공원
- 비하이브 피크
- 빅 혼 피크
- 빅 프라이어산
- 비숍스 캡, 글레이셔 국립공원
- 블랙 부테 (몬태나주)
- 블랙산 (몬태나주)
- 블랙풋산, 글레이셔 국립공원
- 블레이즈산
- 블루산 (몬태나주)
- 보트산
- 볼더 피크, 글레이셔 국립공원
- 브레이브 도그산, 글레이셔 국립공원
- 칼프 로브산, 글레이셔 국립공원
- 캠벨산, 글레이셔 국립공원
- 케이퍼 피크, 글레이셔 국립공원
- 캐피톨산
- 캐슬산 (몬태나주)
- 캐슬 리프
- 대성당봉 (몬태나주), 글레이셔 국립공원
- 시더산 (몬태나주)
- 채프먼 피크, 글레이셔 국립공원
- 샬럿 피크
- 치프산, 글레이셔 국립공원
- 쇼토산
- 교회 부테, 글레이셔 국립공원
- 시타델산, 글레이셔 국립공원
- 시타델 피크, 글레이셔 국립공원
- 클레멘츠산, 글레이셔 국립공원
- 클라우드크로프트 피크, 글레이셔 국립공원
- 클라이드 피크, 글레이셔 국립공원
- 코모 피크 (몬태나주)
- 크래커 피크, 글레이셔 국립공원
- 크레이지 피크
- 크로우 피크
- 크로우피트산, 글레이셔 국립공원
- 크라운 부테
- 크립트 피크, 글레이셔 국립공원
- 컬리 베어산, 글레이셔 국립공원
- 컷오프산
- 디바이드산, 글레이셔 국립공원
- 드래곤스 테일 (몬태나주), 글레이셔 국립공원
- 이글 플룸산, 글레이셔 국립공원
- 이글 립스산, 글레이셔 국립공원
- 이글헤드산, 글레이셔 국립공원
- 이어산 (몬태나주)
- 이스트 플랫톱산, 글레이셔 국립공원
- 에드워즈산, 글레이셔 국립공원
- 일렉트릭 피크 (몬태나주)
- 엘리펀트 피크
- 엘크산 (플랫헤드군, 몬태나주), 글레이셔 국립공원
- 잉글 피크
- 피셔산
- 플랫 탑산 (몬태나주)
- 플린치 피크, 글레이셔 국립공원
- 퓨실레이드산, 글레이셔 국립공원
- 게이블산, 글레이셔 국립공원
- 게이블 피크
- 갈라틴 피크
- 가드너 포인트, 글레이셔 국립공원
- 가필드산 (몬태나주)
- 고트 혼트산, 글레이셔 국립공원
- 고트산 (글레이셔군, 몬태나주), 글레이셔 국립공원
- 고잉 투 더 선산, 글레이셔 국립공원
- 골드 부테 (몬태나주)
- 그래닛 피크 (몬태나주), 몬태나주의 최고봉
- 그레이트하우스 피크
- 그레이트 노던산
- 그리즐리산 (몬태나주), 글레이셔 국립공원
- 건사이트산 (몬태나주), 글레이셔 국립공원
- 하드스크래블 피크
- 하우건산
- 헤이스택 부테, 글레이셔 국립공원
- 천국의 쌍둥이 (몬태나주)
- 헤븐스 피크, 글레이셔 국립공원
- 헨더슨산
- 하이우드 볼디
- 힐가드 피크
- 홀랜드 피크
- 할로우톱산
- 호머 영스 피크
- 아이벡스 피크 (몬태나주)
- 아이스버그 피크 (몬태나주), 글레이셔 국립공원
- 이파샤 피크, 글레이셔 국립공원
- 점보산 (파웰군, 몬태나주), 파웰군
- 카이나산, 글레이셔 국립공원
- 카이저 포인트 (몬태나주), 글레이셔 국립공원
- 키너리 피크, 리빙스턴산맥, 글레이셔 국립공원 최고봉
- 쿠테나이 피크, 글레이셔 국립공원
- 쿠푼카민트산, 글레이셔 국립공원
- 리틀 치프산, 글레이셔 국립공원
- 리틀 도그산, 글레이셔 국립공원
- 리틀 마테호른 (몬태나주), 글레이셔 국립공원
- 로깅산, 글레이셔 국립공원
- 론섬산
- 론 워커산, 글레이셔 국립공원
- 롱 나이프 피크, 클라크산맥 (로키산맥) 글레이셔 국립공원 최고봉
- 롱펠로우 피크, 글레이셔 국립공원
- 매드 울프산, 글레이셔 국립공원
- 마토토파산, 글레이셔 국립공원
- 마타피 피크, 글레이셔 국립공원
- 맥클린톡 피크, 글레이셔 국립공원
- 맥도날드 피크, 미션산맥 최고봉
- 맥리오드 피크
- 맥파트랜드산, 글레이셔 국립공원
- 메디신 그리즐리 피크, 글레이셔 국립공원
- 메디신 아울 피크, 글레이셔 국립공원
- 미케 와분 피크, 글레이셔 국립공원
- 밀러산 (파크군, 몬태나주)
- 애번던스산 (몬태나주)
- 블랙모어산
- 볼산
- 브라운산 (플랫헤드군, 몬태나주), 글레이셔 국립공원
- 브라운산 (리버티군, 몬태나주), 스위트그래스 힐스
- 캐넌산, 글레이셔 국립공원
- 카터산 (몬태나주), 글레이셔 국립공원
- 클리블랜드산 (몬태나주), 루이스산맥, 글레이셔 국립공원 최고봉
- 커스터산, 글레이셔 국립공원
- 델라노산
- 절망산 (몬태나주), 글레이셔 국립공원
- 두디산, 글레이셔 국립공원
- 에디스산
- 엘스워스산 (몬태나주), 글레이셔 국립공원
- 프레이저산 (몬태나주)
- 게둔산, 글레이셔 국립공원
- 굴드산 (몬태나주), 글레이셔 국립공원
- 그랜트산 (몬태나주)
- 헤들리산
- 헬렌산 (몬태나주), 글레이셔 국립공원
- 헨켈산, 글레이셔 국립공원
- 헨리산 (몬태나주), 글레이셔 국립공원
- 잭슨산 (몬태나주), 글레이셔 국립공원
- 제임스산, 글레이셔 국립공원
- 제퍼슨산 (비터루트산맥), 비터루트산맥
- 제퍼슨산 (담배 뿌리산맥), 담배 뿌리산맥
- 킵산, 글레이셔 국립공원
- 레바논산 (몬태나주)
- 로건산 (몬태나주), 글레이셔 국립공원
- 메리트산, 글레이셔 국립공원
- 모건산 (몬태나주), 글레이셔 국립공원
- 오버린산, 글레이셔 국립공원
- 피바디산, 글레이셔 국립공원
- 필립스산 (몬태나주), 글레이셔 국립공원
- 핀초트산 (몬태나주), 글레이셔 국립공원
- 파웰산 (그래닛군, 몬태나주) - 플린트 크리크 산맥 최고봉
- 파웰산 (파웰군, 몬태나주) 몬태나주 파웰군 산 목록에 포함
- 로크웰산, 글레이셔 국립공원
- 세인트 니콜라스산, 글레이셔 국립공원
- 시예산, 글레이셔 국립공원
- 스팀슨산, 글레이셔 국립공원
- 톰프슨산 (몬태나주), 글레이셔 국립공원
- 바우트산, 글레이셔 국립공원
- 윌버산 (몬태나주), 글레이셔 국립공원
- 우드산 (몬태나주)
- 나수킨산, 글레이셔 국립공원
- 나토아스 피크, 글레이셔 국립공원
- 나야 누키 피크
- 노리스산 (몬태나주), 글레이셔 국립공원
- 노스웨스트 피크
- 누마 피크, 글레이셔 국립공원
- 냐크산
- 오브라이언산
- 오지브웨이 피크
- 올드 볼디 (몬태나주)
- 올드 맨 오브 더 힐스
- 파르케 피크, 글레이셔 국립공원
- 폴 버냔스 캐빈, 글레이셔 국립공원
- 펜로즈 피크 (몬태나주)
- 펜타곤산
- 페릴 피크, 글레이셔 국립공원
- 피에건산, 글레이셔 국립공원
- 폴록산, 글레이셔 국립공원
- 폼프 피크
- 포큐파인 리지, 글레이셔 국립공원
- 피라미드 피크 (몬태나주), 글레이셔 국립공원
- 레인보우 피크, 글레이셔 국립공원
- 램스혼 피크 (몬태나주)
- 레이저엣지산, 글레이셔 국립공원
- 레드 크로우산, 글레이셔 국립공원
- 레드산 (글레이셔군, 몬태나주), 글레이셔 국립공원
- 레드산 (루이스앤클라크군, 몬태나주), 루이스앤클라크군
- 레드 이글산, 글레이셔 국립공원
- 레드혼 피크, 글레이셔 국립공원
- 로이터 피크, 글레이셔 국립공원
- 레이놀즈산, 글레이셔 국립공원
- 라이징 울프산, 글레이셔 국립공원
- 로빈슨산
- 록 피크
- 록키산 (몬태나주)
- 로스 피크
- 사카자가위아 피크
- 새들 피크 (몬태나주)
- 세인트 조지프 피크
- 세인트 메리 피크
- 세인트 폴 피크
- 사르시산, 글레이셔 국립공원
- 톱니 능선
- 경치 포인트, 글레이셔 국립공원
- 스코치 보닛산
- 센티넬산 (몬태나주), 글레이셔 국립공원
- 시워드산 (몬태나주), 글레이셔 국립공원
- 샤히야 피크, 글레이셔 국립공원
- 양산 (플랫헤드군, 몬태나주), 글레이셔 국립공원
- 양산 (파크군, 몬태나주), 압사로카산맥
- 양산 (비어투스산맥), 비어투스산맥
- 양산 (갈라틴산맥, 몬태나주), 갈라틴산맥
- 셰번 피크, 글레이셔 국립공원
- 시노파산, 글레이셔 국립공원
- 스노우슈 피크, 캐비닛산맥 최고봉
- 사우스 양산
- 스플릿산 (글레이셔군, 몬태나주), 글레이셔 국립공원
- 스팟산, 글레이셔 국립공원
- 스퀘어 피크, 글레이셔 국립공원
- 스콰 피크 (몬태나주)
- 증기선산 (갈라틴군, 몬태나주)
- 스토니 인디언 피크, 글레이셔 국립공원
- 서밋산 (글레이셔 국립공원), 글레이셔 국립공원
- 선셋 피크 (파크군, 몬태나주)
- 스위프트커런트산, 글레이셔 국립공원
- 테이블산 (몬태나주)
- 테일러산 (아이다호주/몬태나주)
- 더 가드하우스, 글레이셔 국립공원
- 선더버드산, 글레이셔 국립공원
- 선더산 (몬태나주)
- 팅크햄산, 글레이셔 국립공원
- 트래퍼 피크 (몬태나주)
- 트리플 디바이드 피크 (몬태나주), 글레이셔 국립공원
- 텀블산
- 트위디산
- 유니언산
- 비질 피크, 글레이셔 국립공원
- 벌처 피크 (몬태나주)
- 와치치산, 글레이셔 국립공원
- 월튼산, 글레이셔 국립공원
- 웨스트 부테 (몬태나주)
- 웨스트 고트 피크
- 화이트 칼프산, 글레이셔 국립공원
- 울프산 (몬태나주)
- 울프테일산, 글레이셔 국립공원
- 윈산, 글레이셔 국립공원
- 옐로우산 (몬태나주)

### 네브래스카주
- 빅혼산
- 스코츠 블러프
- 와일드캣 힐스

### 네바다주
- 아크 돔
- 벤스 피크

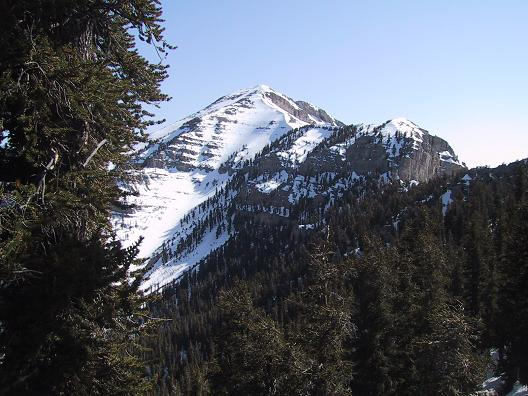
찰스턴산

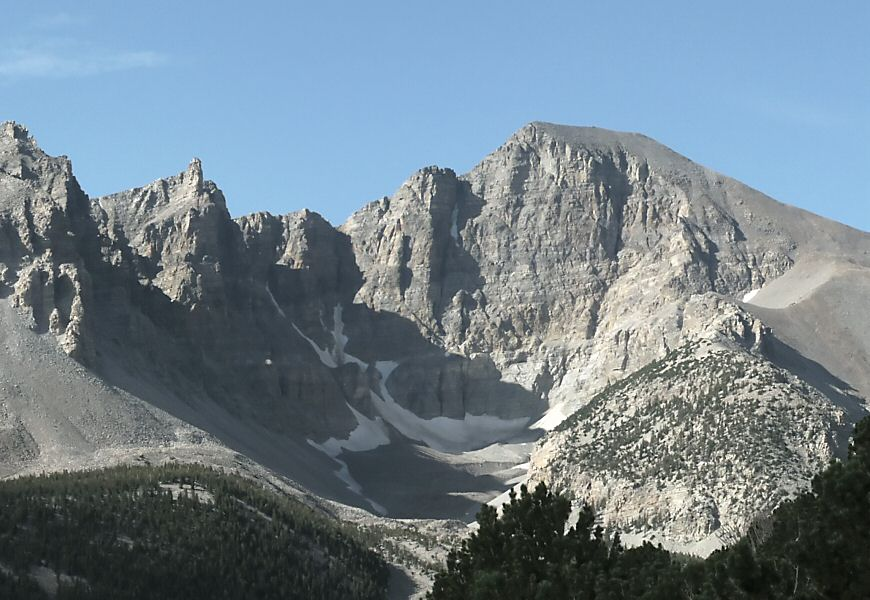
휠러 피크 (네바다주)

- 바운더리 피크 (네바다주), 네바다주의 최고봉
- 브리지산 (네바다주)
- 그래닛 피크 (네바다주)
- 해리스산 (네바다주)
- 헤이포드 피크
- 훔볼트 피크 (네바다주)
- 키스 피크 (네바다주)
- 킹 피크 (네바다주)
- 쿠미바 피크
- 레이크 피크 (네바다주)
- 리버티 피크
- 링컨 피크 (네바다주)
- 룩소르 피크
- 맥스 피크
- 마테호른 (네바다주)
- 미커 피크
- 찰스턴산
- 피츠제럴드산 (네바다주)
- 그래프턴산
- 하우튼산
- 제퍼슨산 (네바다주)
- 림보산
- 모리아산 (네바다주)
- 네바산 (네바다주)
- 윌슨산 (클라크군, 네바다주)
- 미이라산 (네바다주)
- 빅 볼드산 (네바다주)
- 리틀 볼드산 (네바다주)
- 노스 셸 피크
- 올드 레이저백산
- 파일럿 피크 (네바다주)
- 퍼가토리 피크 (네바다주)
- 레인보우산 (클라크군, 네바다주)
- 릴레이 피크
- 로즈 노브 피크
- 루비 돔
- 셀레나이트 피크
- 스노우 레이크 피크
- 스타 피크 (네바다주)
- 타마락 피크
- 시스터즈 (네바다주)
- 토머스 피크
- 티카부 피크
- 팁턴 피크
- 터틀헤드산
- 워드산 (네바다주)
- 휠러 피크 (네바다주)
- 워딩턴 피크

### 뉴햄프셔주
- 애덤스산 (뉴햄프셔주)
- 클레이산
- 초코루아산
- 아이젠하워산
- 제퍼슨산 (뉴햄프셔주)
- 라파예트산
- 매디슨산
- 모나드녹산
- 몬로산
- 모실라우케산
- 수나피산

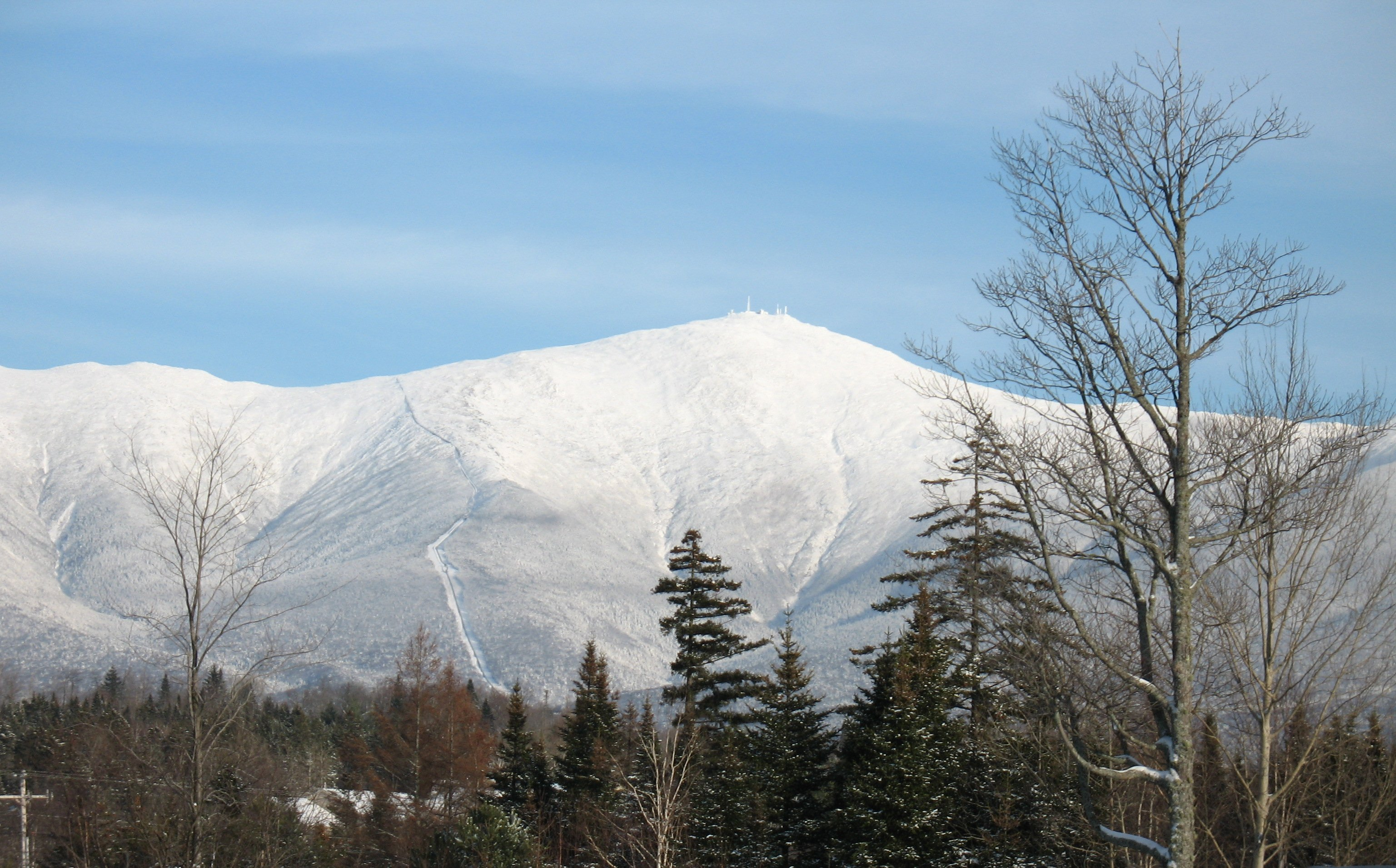
워싱턴산 (뉴햄프셔주)

- 워싱턴산 (뉴햄프셔주), 화이트산맥 (뉴햄프셔주), 뉴햄프셔주, 북동부 미국 최고봉

### 뉴저지주
- 하이 포인트 (뉴저지주), 키타티니산맥 및 뉴저지주의 최고봉
- 키케아웃산
- 포하트콩산
- 타머니산
- 윈드빔산
- 라마포산맥

### 뉴멕시코주

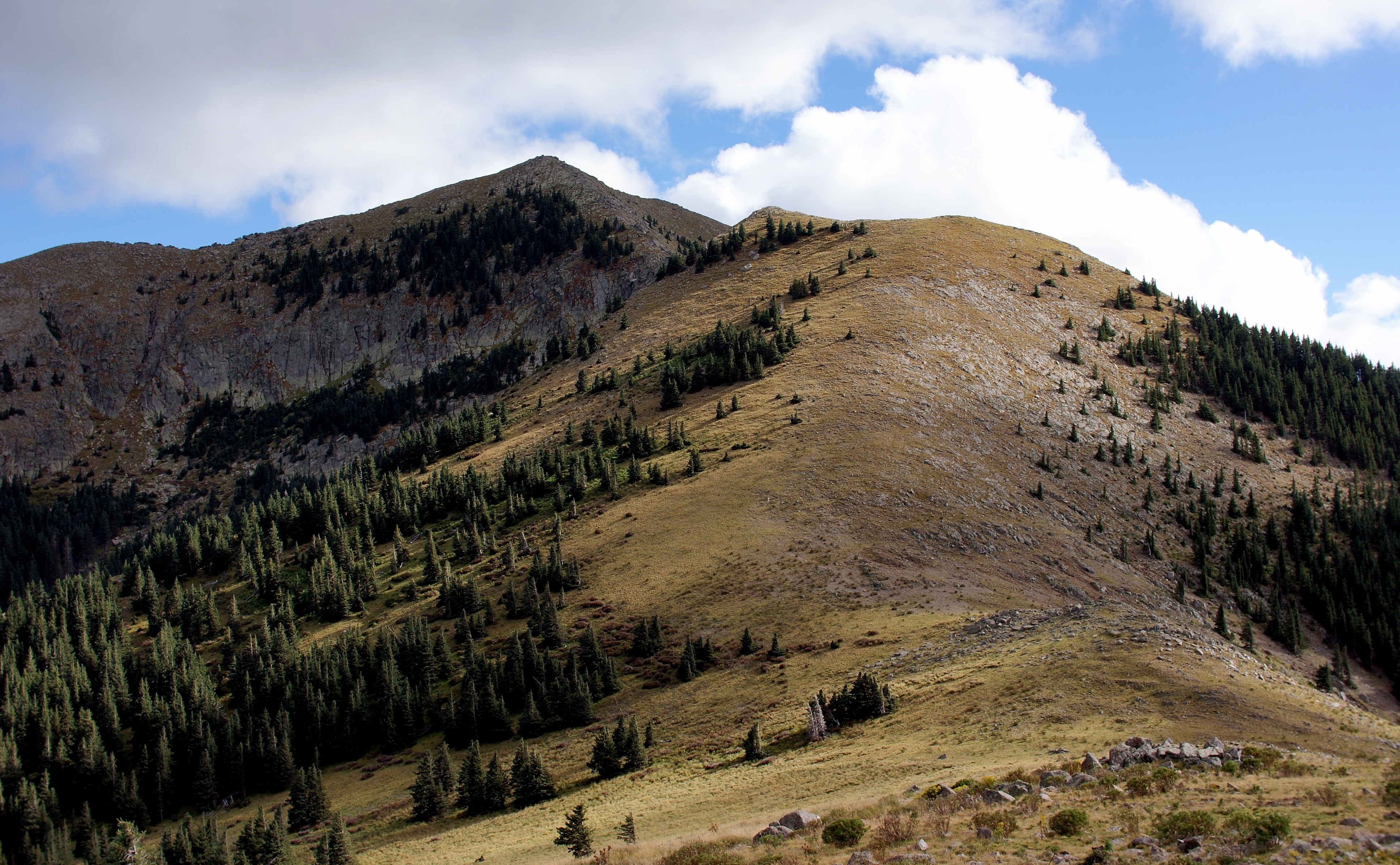
시에라 블랑카 피크

- 볼디산 (콜팩스군, 뉴멕시코주), 시마론산맥 최고봉
- 베넷 피크 (뉴멕시코주)
- 빅 해쳇 피크
- 카리조 피크
- 골드 힐 (뉴멕시코주)
- 레이크 포크 피크
- 필립스산 (뉴멕시코주)
- 푸에블로 피크
- 샌안토니오산 (뉴멕시코주)
- 산디아 크레스트
- 샌타페 볼디
- 시에라 블랑카 피크, 새크라멘토산맥 (뉴멕시코주) 최고봉
- 테일러산 (뉴멕시코주)
- 트루차스 피크, 샌타페 산맥 최고봉
- 유테산 (뉴멕시코주)
- 바예시토산
- 베나도 피크
- 월터산 (뉴멕시코주)
- 휠러 피크 (뉴멕시코주), 타오스산맥 및 뉴멕시코주의 최고봉이며, 로키산맥의 최남단 4000미터 봉우리
- 화이트워터 볼디, 모고욘산맥 최고봉
- 젤러 피크

### 뉴욕주
- 알곤퀸 피크
- 앤서니즈 노즈 (웨스트체스터)
- 비콘산
- 베어산 (뉴욕주)
- 브레이크넥 리지
- 불 힐
- 캐스케이드산 (뉴욕주)
- 딕스산
- 헌터산 (뉴욕주)
- 카테르스킬 하이 피크
- 애덤스산 (뉴욕주)
- 콜든산
- 콜빈산
- 헤이스택산
- 제퍼슨산 (뉴욕주)

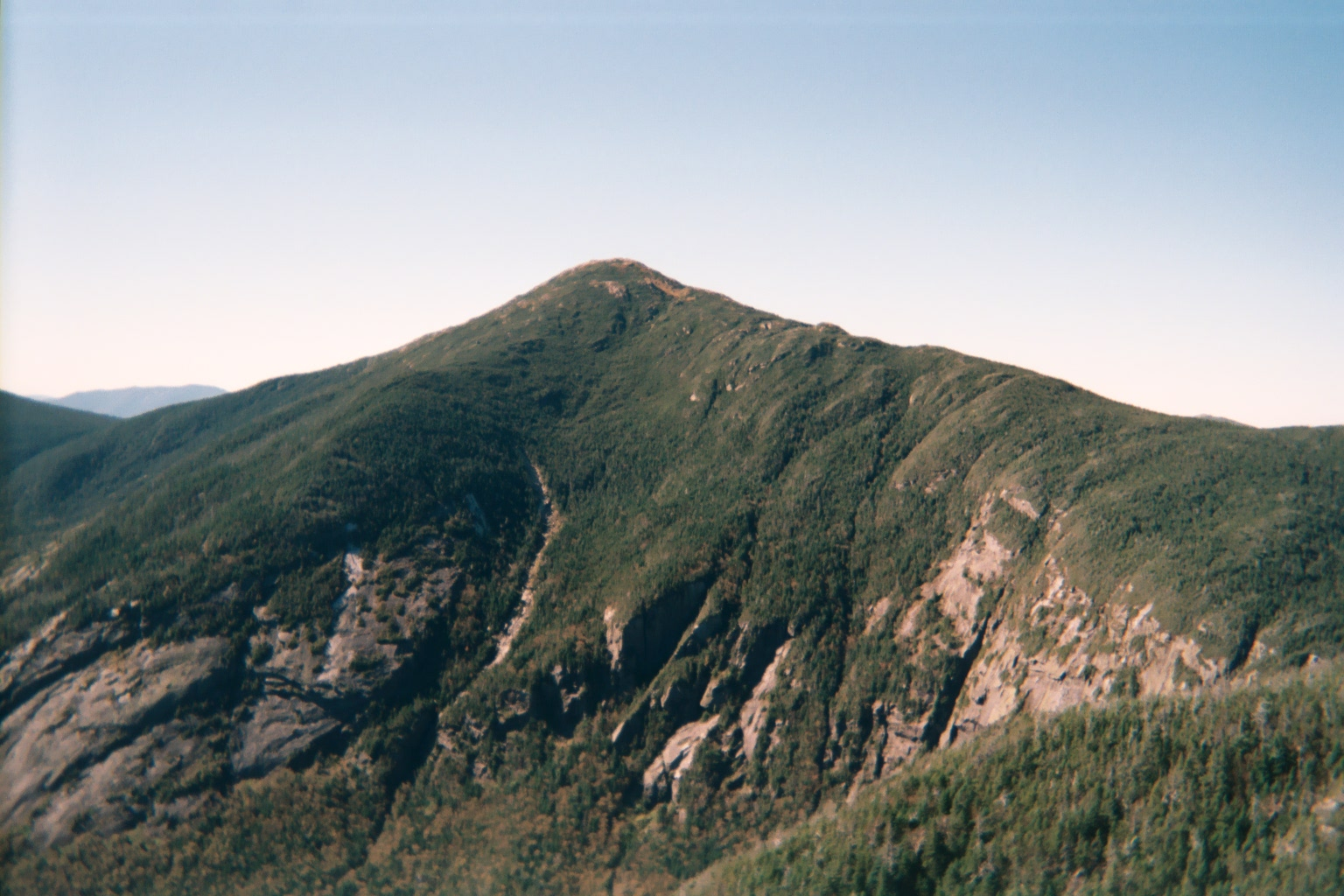
마시산

- 마시산, 애디론댁산맥 및 뉴욕주의 최고봉
- 스카이라이트산
- 노스산 (캣스킬스)
- 포터산
- 슈네문크산
- 슬라이드산 (얼스터군, 뉴욕주), 캐츠킬산맥 최고봉

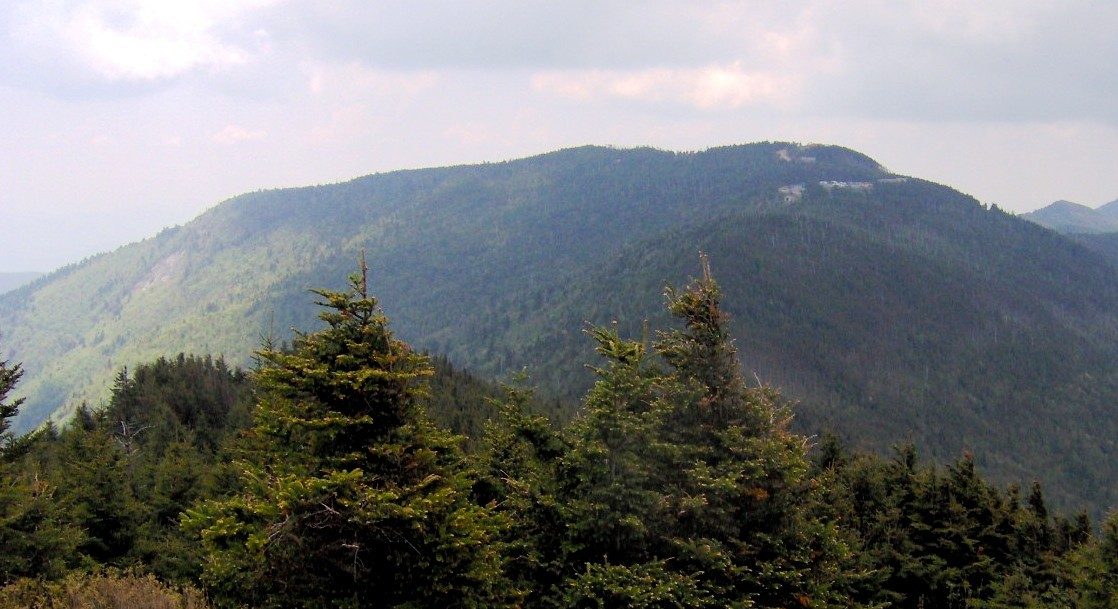
미첼산

- 스톰 킹산 (뉴욕주)
- 토트 언덕, 스태튼아일랜드 정상
- 화이트페이스산
- 윈덤산
- 라이트 피크
- 자이언트산 (뉴욕주)

### 노스캐롤라이나주
- 비산 (노스캐롤라이나주)
- 비치산
- 빅 버트산 (동음이의)
- 빅 옐로우산
- 블랙산맥 (노스캐롤라이나주)
- 블루리지산맥
- 브러시산맥 (노스캐롤라이나주)
- 쿠워히
- 크라우더스산
- 그랜드파더산
- 그랜드마더산 (노스캐롤라이나주)
- 그레이트스모키산맥
- 행잉 록 (노스캐롤라이나주)
- 행잉 록 주립공원
- 히브리턴산
- 킹스 피너클
- 리틀 옐로우산 (노스캐롤라이나주)
- 모로우산
- 제퍼슨산 (노스캐롤라이나주)
- 미첼산, 애팔래치아산맥, 노스캐롤라이나주, 그리고 동부 미국 최고봉
- 오코니치산
- 올드 버트 노브
- 피크산 (노스캐롤라이나주)
- 파일럿산 (노스캐롤라이나주)
- 픽시산
- 사우라산맥
- 스톤마운틴
- 슈가산 (노스캐롤라이나주)
- 쓰리 탑산 (노스캐롤라이나주)
- 유와리산맥
- 화이트사이드산
- 우디스 노브

### 노스다코타주

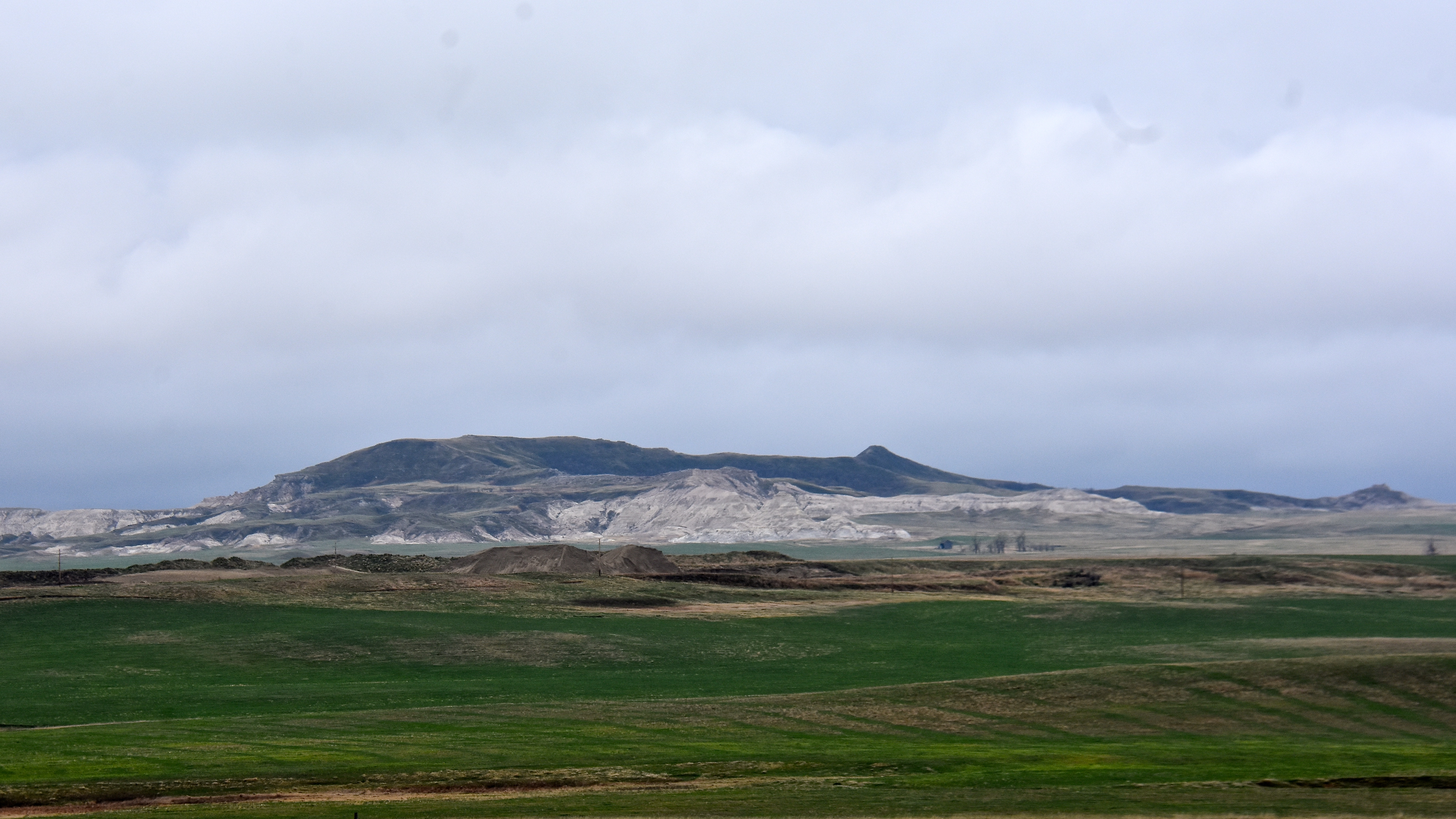
화이트 부테

- 화이트 부테, 노스다코타주의 최고봉

### 오하이오주
- 캠벨 힐 (오하이오주), 오하이오주의 최고봉
- 빔산 | 애덤스 | OH
- 블랙산 | 피카웨이 I OH
- 체스트넛산 | 파이크 | OH
- 대니얼스산 | 레이크 | OH
- 길더슬리브산 | 레이크 | OH
- 아이언스산 | 하이랜드 | OH
- 리틀 코퍼라스산 | 로스 | OH
- 리틀산 (오하이오주) | 지오가 | OH
- 매기스산 | 해리슨 | OH
- 매티스산 | 해리슨 | OH
- 파머산 | 파이크 | OH
- 파머스산 | 하이랜드 | OH
- 피치산 | 애덤스 | OH
- 레노스산 | 파이크 | OH
- 라일리스산 | 파이크 | OH
- 셰퍼드스산 | 파이크 | OH
- 스타산 | 파이크 | OH
- 테너산 | 애덤스 | OH
- 윌스산 | 해리슨 | OH

### 오클라호마주
- 빅산 (오클라호마주)
- 블랙 메사 (오클라호마주, 콜로라도주, 뉴멕시코주), 오클라호마주의 최고봉
- 카배널 힐
- 핀초트산 (오클라호마주)
- 리치산 (아칸소주–오클라호마주)
- 스코트산 (오클라호마주)
- 슈가 로프산 (오클라호마주)
- 윌턴산

### 오리건주

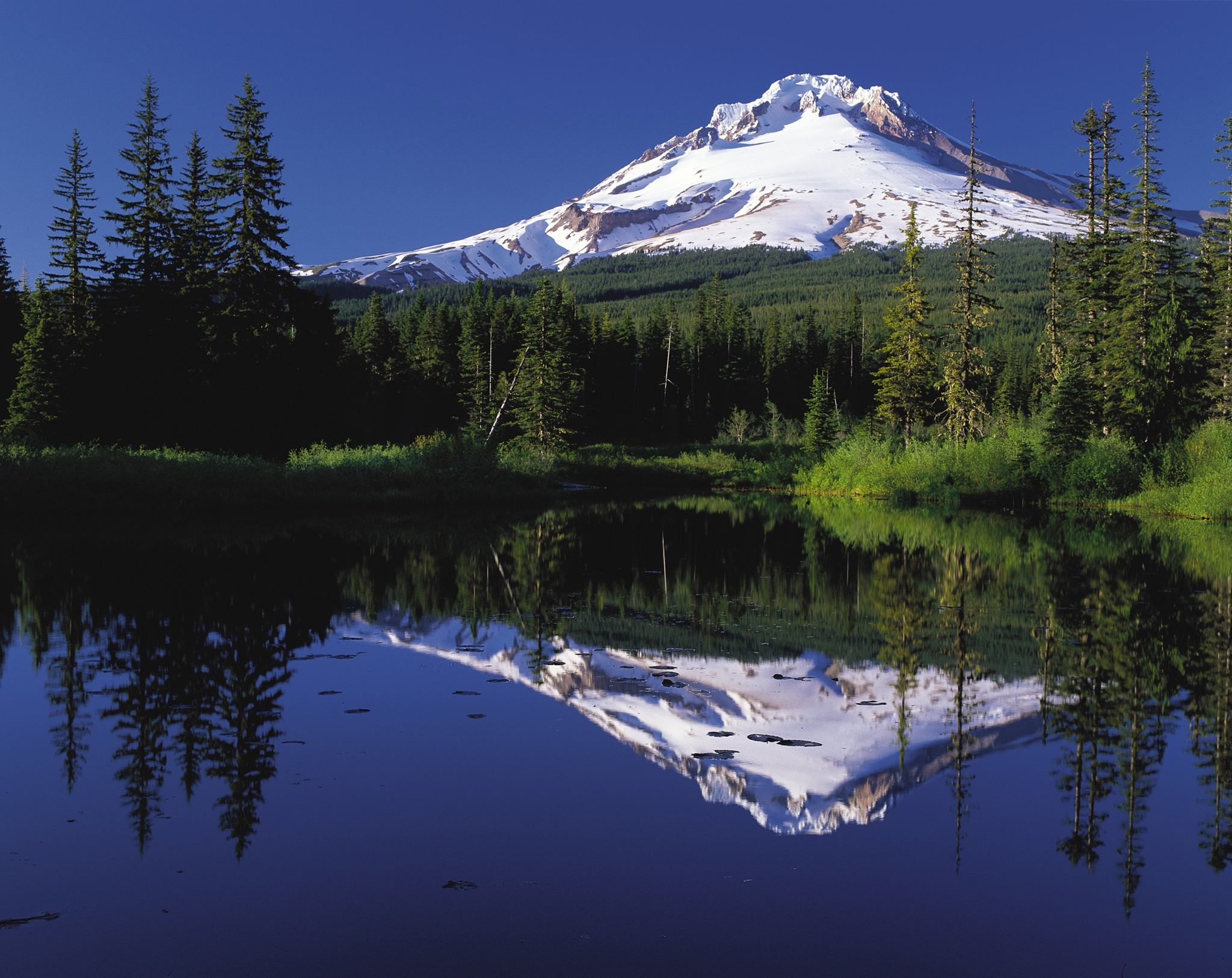
후드산

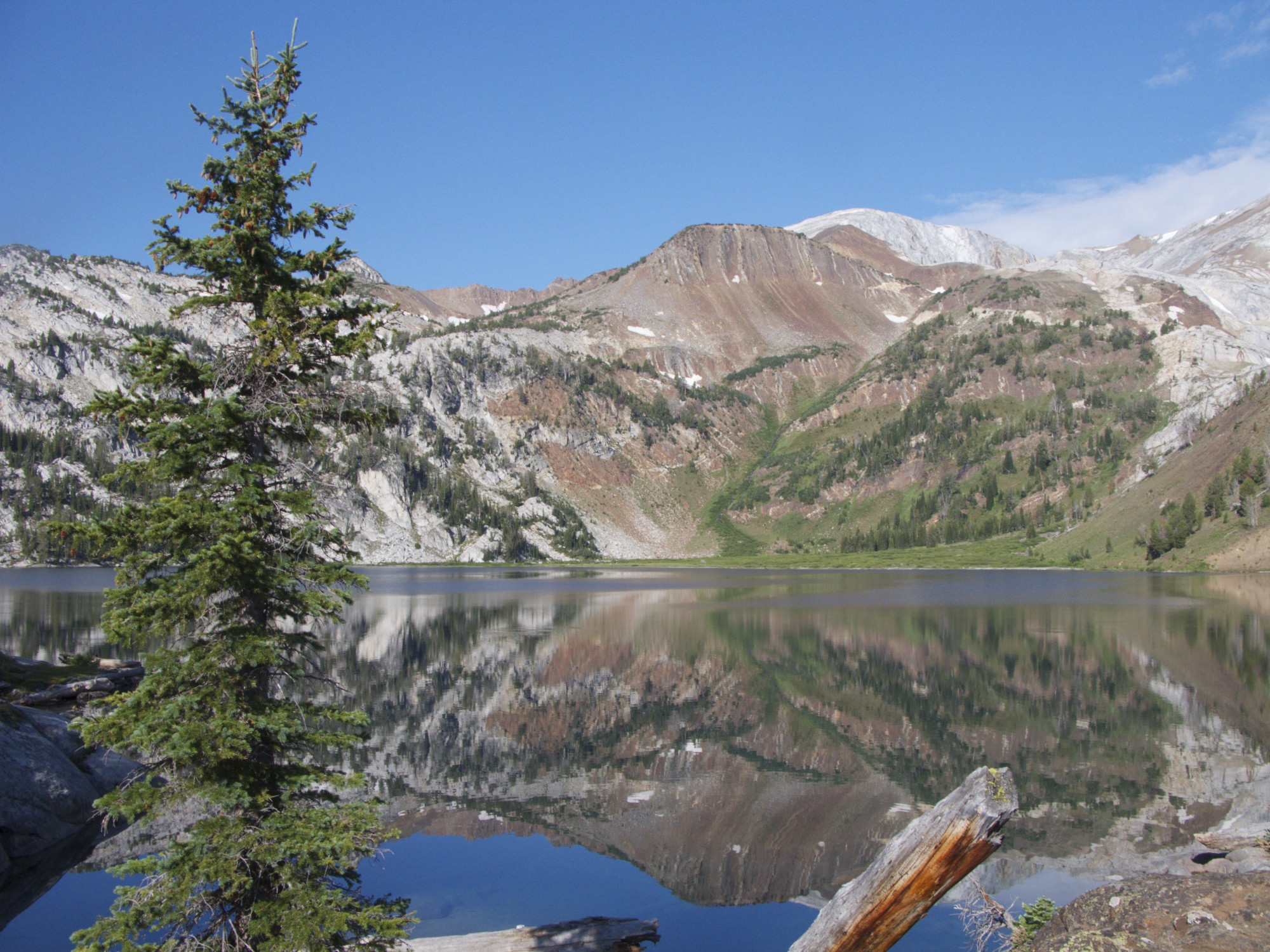
사카자가위아 피크

- 애플게이트 피크, 크레이터호의 안산암질 화산 봉우리
- 보카드 포인트
- 보네빌산
- 치프 조지프산
- 코르누코피아 피크
- 크레이그산
- 크레인산
- 쿠식산
- 글레이셔 피크 (오리건주)
- 그리즐리산 (크루크군, 오리건주)
- 혹백산 (클래머스군, 오리건주) (클래머스군)
- 후드 리버 산, 후드 리버군, 컬럼비아 강 협곡
- 킬산 (오리건주)
- 크래그 피크
- 라오 록, 크레이터호의 용암류 및 순상 화산
- 메리스 피크
- 마테호른 (오리건주)
- 배철러산, 성층 화산
- 베일리산 (오리건주), 순상 화산
- 볼리바르산, 오리건 해안 산맥 최고봉
- 치니데레산, 캐스케이드산맥
- 디파이언스산, 컬럼비아 강 협곡, 캐스케이드산맥, 오래된 순상 화산
- 후드산, 오리건주의 최고봉인 활성 성층 화산
- 하워드산 (오리건주)
- 제퍼슨산 (오리건주), 성층 화산
- 마자마산, 화산호를 가진 붕괴된 성층 화산, 크레이터호라고 명명됨
- 맥러플린산, 성층 화산 및 용암 봉우리
- 미첼산 (오리건주)
- 테이보르산 (오리건주), 사화산 분석구
- 틸슨산, 사화산 순상 화산
- 워싱턴산 (오리건주), 순상 화산
- 니들 포인트 (오리건주)
- 뉴베리 화산, 순상 화산
- 파인산 (오리건주), 우주 천문대가 있는 화산재 언덕
- 푸에블로산, 화산 활동으로 형성된 산맥인 푸에블로산맥에서 가장 높은 봉우리
- 로저스 피크
- 사카자가위아 피크, 왈로와산맥 최고봉
- 톱니 피크 (오리건주)
- 셸록산 캐스케이드산맥
- 사우스 시스터, 세 개의 성층 화산 중 하나(그 자체가 성층 화산)이자 순상 화산이며, 오리건에서 세 번째로 높은 봉우리
- 스틴스산, 오래된 순상 화산
- 쓰리 핑거드 잭, 순상 화산
- 쓰리 시스터즈 (오리건주)
- 톰라이크산 캐스케이드산맥
- 언더우드산 캐스케이드산맥
- 윈드산 캐스케이드산맥

### 펜실베이니아주
- 아라라트산 (펜실베이니아주)
- 볼드 이글산
- 빅산 (펜실베이니아주)
- 블루 노브
- 브러시산 (블레어군, 펜실베이니아주)
- 버틀러 노브
- 카멜백산 (빅 포코노)
- 호크산
- 마틴 힐 (펜실베이니아주)
- 밀러산 (와이오밍군, 펜실베이니아주)
- 데이비스산 (펜실베이니아주), 펜실베이니아주의 최고봉
- 니타니산
- 파인 노브 (펜실베이니아주)
- 셰이퍼 헤드
- 사이드링 힐
- 사우스산 (메릴랜드주 및 펜실베이니아주)
- 투스카로라산
- 투시산
- 윌스산

### 푸에르토리코

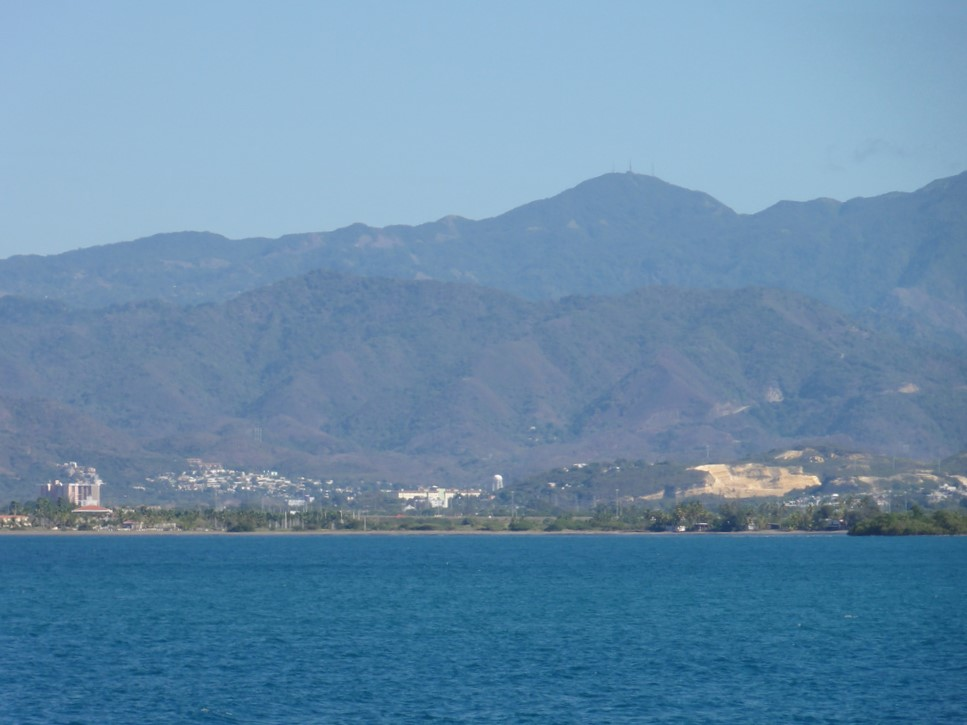
세로데푼타

- 세로데푼타, 푸에르토리코의 최고봉
- 세로 도냐 후아나
- 세로 엘 볼로
- 세로 라스 테타스
- 세로 마라비야
- 세로 로사
- 엘 융케
- 몬테 길라르테
- 몬테 하유야
- 트레스 피카초스

### 사우스캐롤라이나주
- 사사프라스산, 사우스캐롤라이나주의 최고봉

### 사우스다코타주

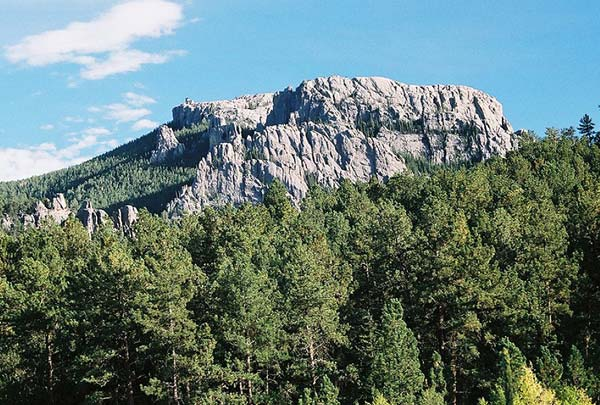
블랙 엘크 피크

- 블랙 엘크 피크, 블랙힐스 및 사우스다코타주의 최고봉이자 미국에서 가장 동쪽에 위치한 2200미터 봉우리
- 베어산 (사우스다코타주)

### 테네시주
- 베이즈산
- 빅 프로그산
- 블루리지산맥
- 칠호위산
- 클린치산
- 쿤 버트
- 컴벌랜드고원
- 프로즌 헤드
- 그레고리 볼드
- 해리스산
- 하이랜드 림
- 홀스톤산

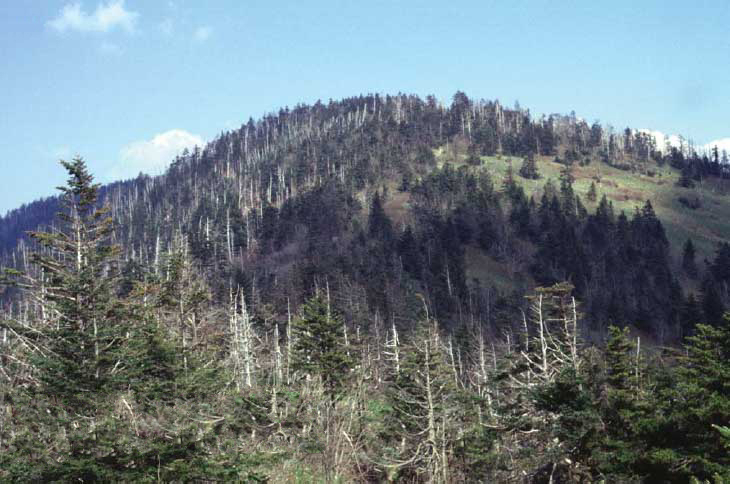
쿠워히

- 쿠워히, 그레이트스모키산맥 및 테네시주의 최고봉
- 룩아웃 산맥
- 리틀산 (테네시주)
- 채프먼산
- 콜린스산
- 악산
- 가이요산 (그레이트스모키산맥)
- 케파트산
- 르 콘테산 (테네시주)
- 시쿼야산
- 파일럿 노브
- 론 하이 노브
- 쇼트산
- 실러즈 볼드
- 스모키산맥
- 스펜스 필드
- 트라이코너 노브

### 텍사스주
- 볼디 피크 (텍사스주)
- 바틀렛 피크 (텍사스주)
- 비산 (텍사스주)
- 블랙산 (제프 데이비스군, 텍사스주)
- 부로 메사
- 카터 피크 (텍사스주)
- 카사 그란데 피크
- 세로 알토산
- 세로 카스텔란
- 세로 데 라스 부라스
- 크라운산 (텍사스주)
- 엘카피탠 (텍사스주)
- 엘리펀트 터스크 (텍사스주)
- 에모리 피크, 치소스산맥 최고봉
- 인챈티드 록
- 고트산 (브루스터군, 텍사스주)

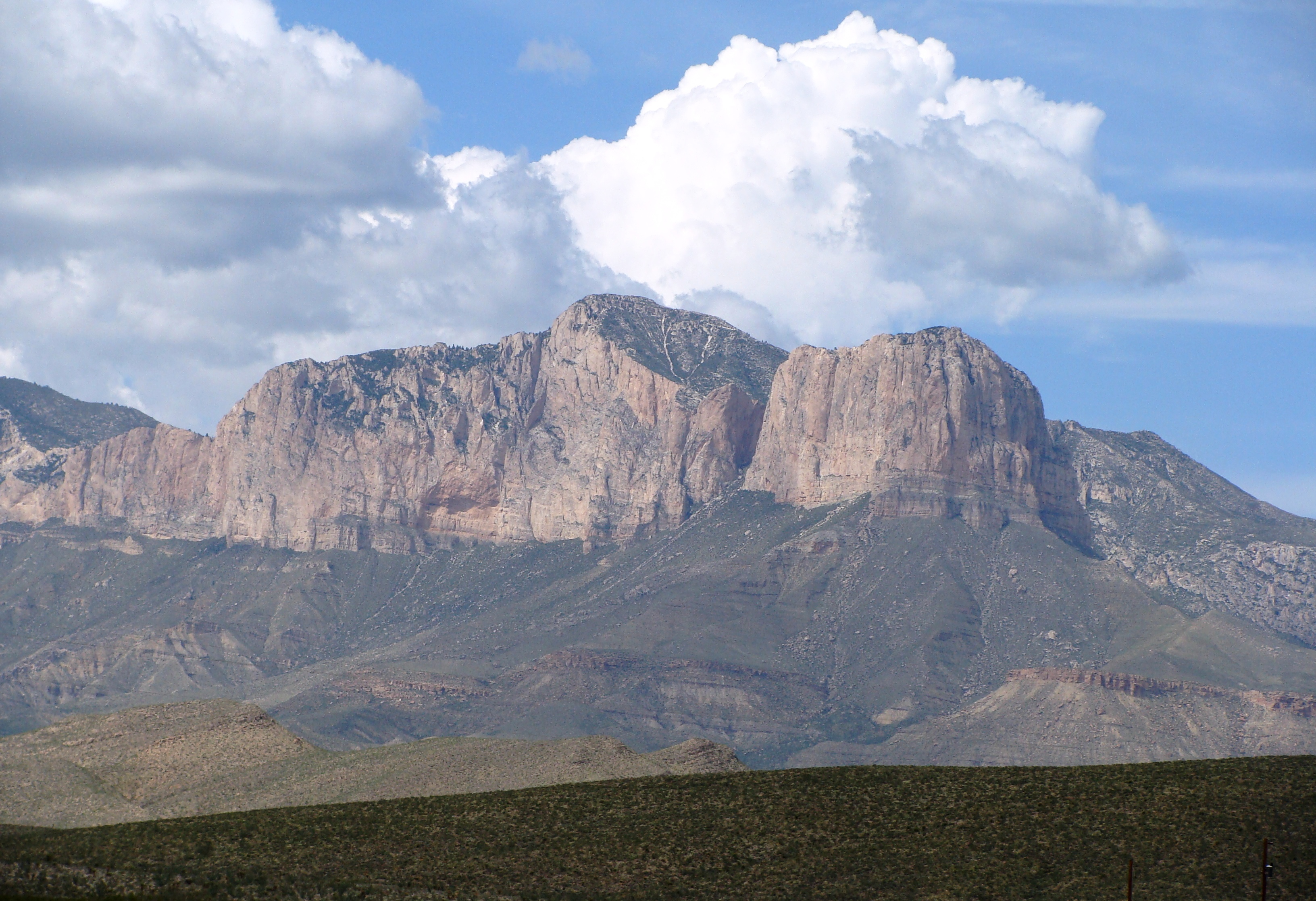
과달루페 피크

- 과달루페 피크, 과달루페산맥 및 텍사스주의 최고봉
- 헤어리 노브
- 헌터 피크 (텍사스주)
- 킷산
- 리틀 크리스마스산
- 로스트 마인 피크
- 하프만산 (텍사스주)
- 뮬 이어 피크
- 니들 피크 (프레시디오군, 텍사스주)
- 노스 프랭클린산
- 너겐트산
- 팩새들산 (브루스터군, 텍사스주) (브루스터군)
- 팩새들산 (야노군, 텍사스주) (야노군)
- 팬서 피크 (텍사스주)
- 펌멜 피크
- 산티아고 피크 (텍사스주)
- 슈마드 피크
- 시에라 블랑카 (텍사스주)
- 태킷산 (텍사스주)
- 쓰리 다이크 힐
- 톨산
- 타운젠드 포인트
- 트랩산
- 툴산
- 버넌 베일리 피크
- 워드산 (텍사스주)
- 윌로우산
- 라이트산 (텍사스주)

### 유타주
- 아바조 피크
- 아브라함 피크
- 어도비 메사
- 아이레스 부테
- 희생 제단
- 개미 언덕 (자이언 국립공원)
- 어셈블리 홀 피크
- 볼드산 (유타주)
- 배틀십 부테
- 비티 포인트 (유타주)
- 비 하이브 (피크)
- 벤 로몬드산 (유타주)
- 볼더산 (유타주)
- 바운티풀 피크
- 박스 엘더 피크 (유타군, 유타주)
- 브라이언 헤드 (산)
- 브리지산 (유타주)
- 브리검스 툼
- 브로큰 투스
- 불산 (가필드군, 유타주)
- 캐슬 (캐피톨 리프 국립공원)
- 캐슬 돔 (자이언 국립공원)
- 대성당산 (캐피톨 리프 국립공원)
- 대성당산 (자이언 국립공원)
- 대성당 (서밋군, 유타주)
- 체커보드 메사
- 클레이턴 피크
- 콥 피크 (유타주)
- 크레이지 퀼트 메사
- 데드 호스 피크
- 디어 트레일산
- 디어트랩산
- 델라노 피크
- 데저렛 피크
- 드로메다리 피크
- 던 벤치마크
- 이글 크랙스
- 이글 메사
- 이스트 사원
- 익스플로러 피크
- 펀스 니플
- 플랫 탑산 (유타주)
- 길버트 피크 (유타주)
- 고블러스 노브 (유타주)
- 그레이엄 피크 (유타주)
- 그랜드이어 피크
- 그랜드뷰 피크
- 그레이트하트 메사
- 거니슨 부테
- 헤이든 피크 (유타주)
- 헤이스택 피크
- 헨리스 포크 피크
- 힐가드산
- 이바파 피크
- 기울어진 사원
- 아이작 피크
- 아이빈스산
- 제이콥 피크
- 젠킨스 피크
- 존슨산 (유타주)
- 켈시 피크
- 케슬러 피크 (와사치산맥)

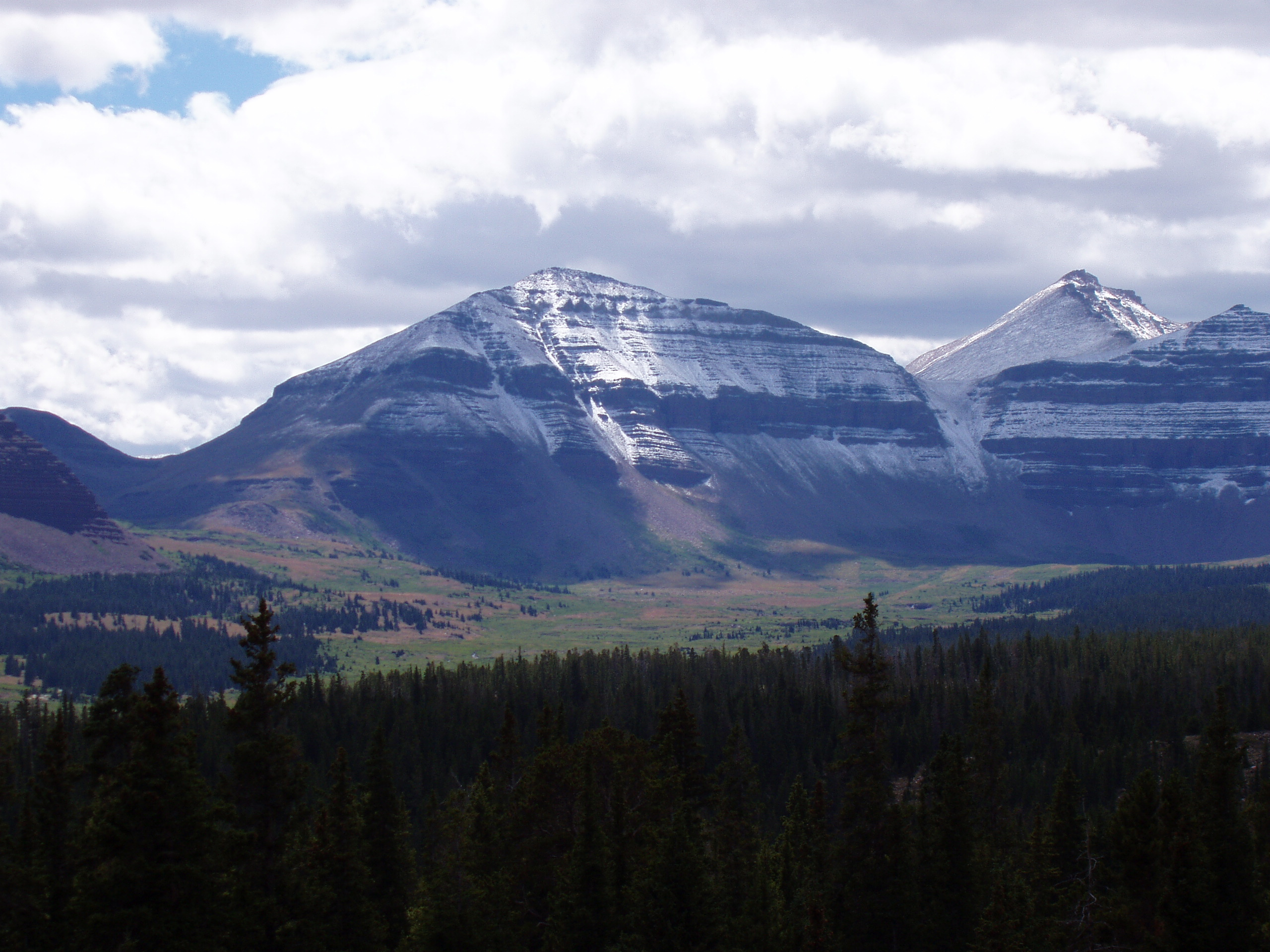
킹스 피크 (유타주)

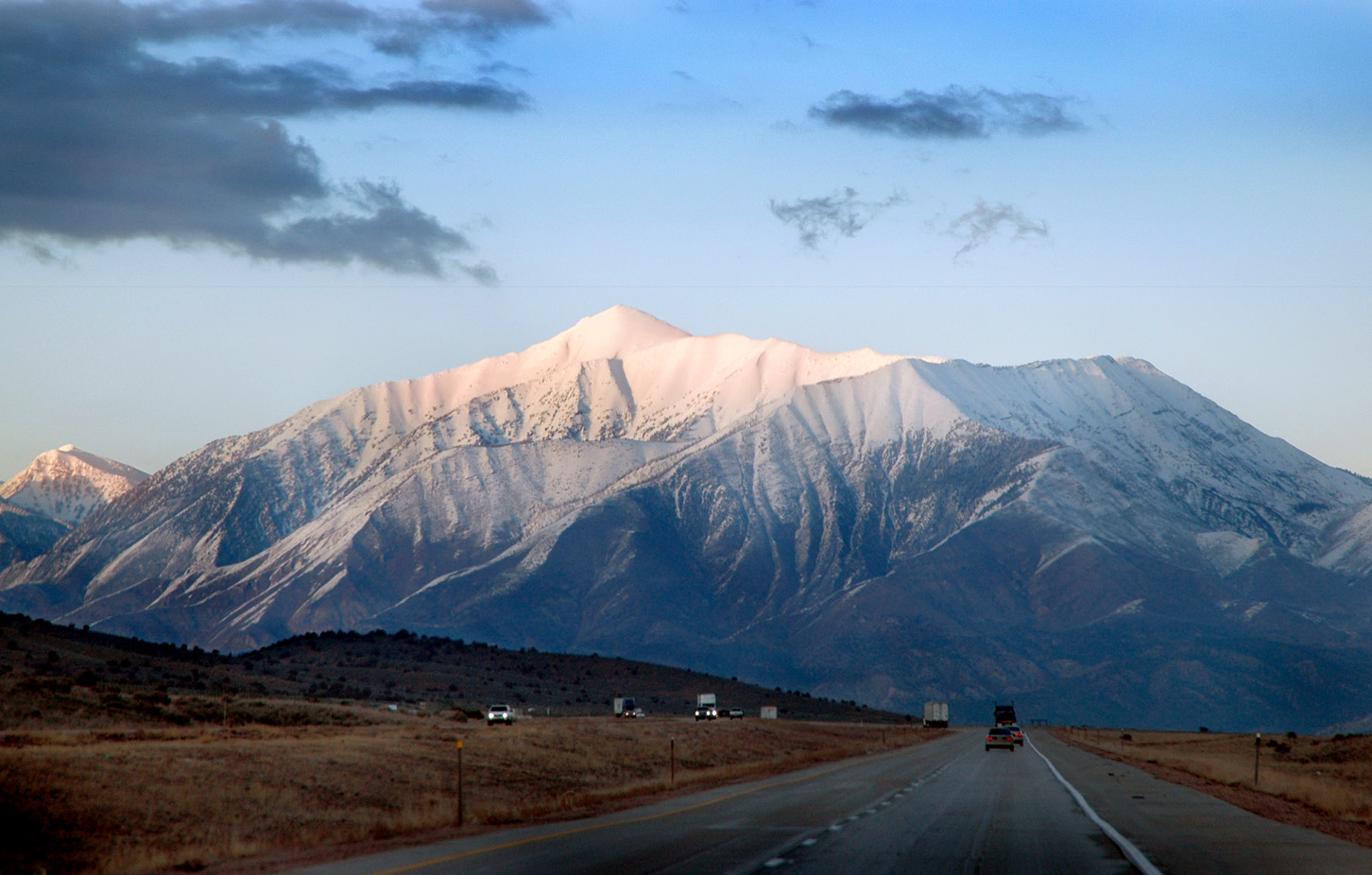
네보산 (유타주)

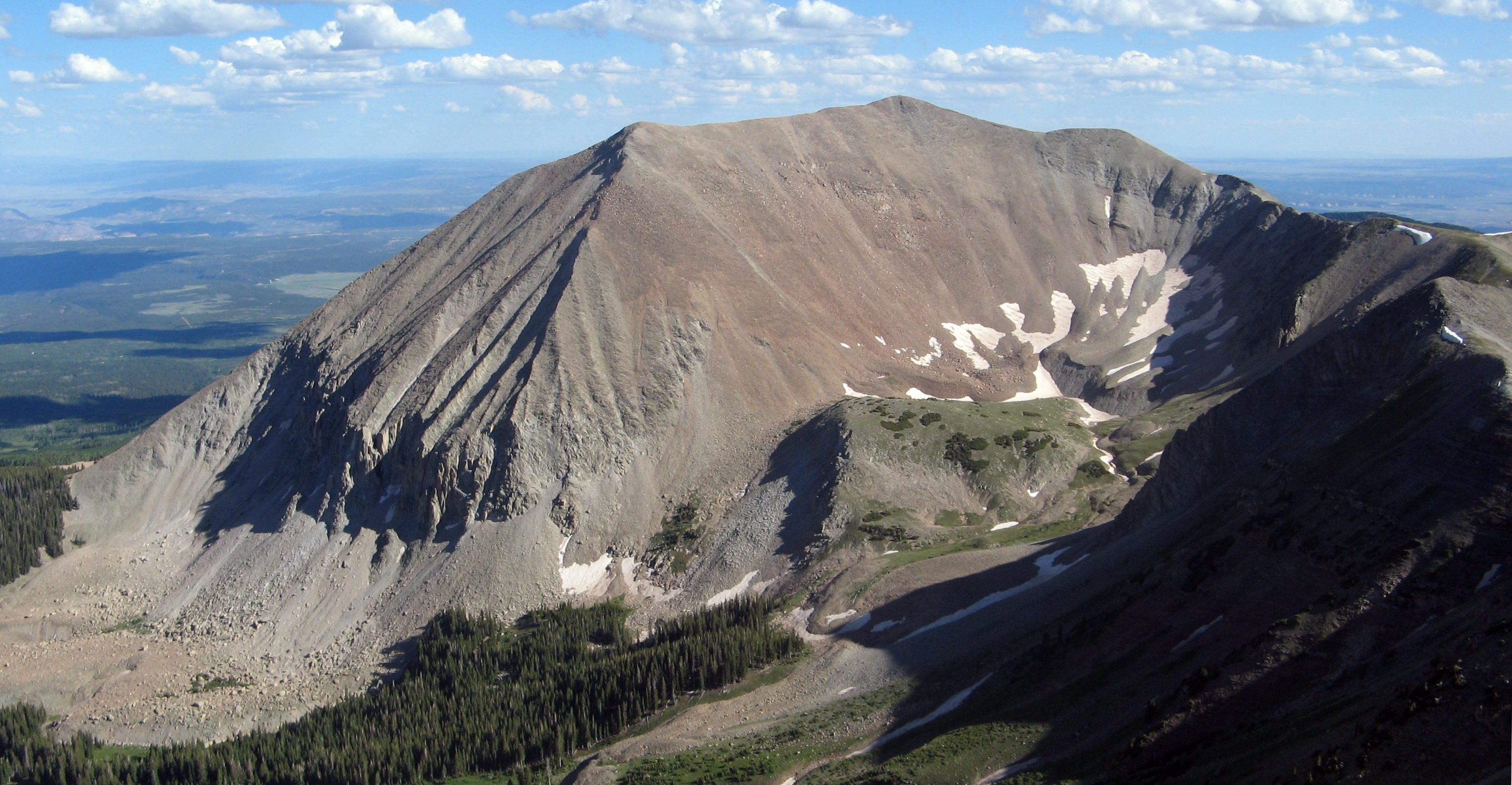
필산

- 킹스 피크 (유타주), 유인타산맥, 서부 로키산맥, 유타주의 최고봉
- 크위야굿 피크
- 레이디산
- 로건 피크
- 로위 피크 (유타주)
- 마호가니산 (유타주)
- 메리디안 타워 (자이언 국립공원)
- 미스터리산 (자이언 국립공원)
- 선산
- 에어산
- 볼디산 (솔트레이크군, 유타주)
- 벨크냅산 (유타주)
- 뷰라산
- 브리검산
- 엘렌산 (유타주)
- 엘스워스산 (유타주)
- 힐러스산
- 마제스틱산 (유타주)
- 마르셀산
- 멜렌틴산
- 밀리센트산
- 모로니산
- 네보산 (유타주), 와사치산맥 최고봉
- 오그던산
- 올림푸스산 (유타주)
- 필산, 라 살산맥 최고봉
- 페넬산
- 레이먼드산 (유타주)
- 스프라이산
- 팀파노고스산
- 투쿠흐니키바츠산
- 와스산
- 왓슨산 (유타주)
- 울버린산
- 머핀 부테
- 나군트 메사
- 나오미 피크, 베어리버산맥 최고봉
- 나바호산
- 넬슨 피크 (유타주)
- 니플톱 (자이언)
- 노스게이트 피크
- 노스 가디언 엔젤
- 노치산 (유타주)
- 관측 지점 (자이언 국립공원)
- 오슬러 피크
- 오설리반 피크 (유타주)
- 파인 밸리 피크
- 프로보 피크
- 레드 아치산
- 레드 캐슬 (유타주)
- 리드스 피크
- 리셸 피크
- 썩은 이빨
- 솔트 벤치마크, 샌 피치산맥 최고봉
- 톱니산 (유타주)
- 센티넬 (자이언 국립공원)
- 센티넬 메사
- 슈네스버그산
- 시그널 피크 (유타주)
- 스미스소니언 부테
- S.O.B. 힐
- 사우스 가디언 엔젤
- 사우스 텐트산
- 스패니시 포크 피크
- 스플릿산 (유타주)
- 스트로베리 피크 (유타주), 론 클리프 최고봉
- 슈가 로프산 (유타주)
- 선다이얼 (자이언 국립공원)
- 선셋 피크 (유타주)
- 스와시 피크
- 태버내클 돔
- 템플산 (유타주)
- 테츨라프 피크
- 사우전드 레이크산
- 팀버 탑산
- 트윈 브라더스
- 트윈 피크
  - 아메리칸 포크 트윈 피크
  - 브로드스 포크 트윈 피크
  - 애비뉴즈 트윈 피크
- 볼케이노 피크 (유타주)
- 와사치 피크
- 와치맨 (유타주)
- 웨스트 사원
- 윌라드 피크
- 윈도우 블라인드 피크
- 와이어산
- 마녀의 머리
- 야드 피크

### 버몬트주
- 버크산 (버몬트주)
- 빅 제이
- 브레드 로프산
- 카멜스 험프 (버몬트주)
- 도르셋산
- 이퀴녹스산
- 헤이스택산 (버몬트주)
- 제이 피크 (버몬트주)
- 킬링턴 피크
- 아브라함산 (버몬트주)
- 애스쿠트니산
- 엘렌산 (버몬트주)

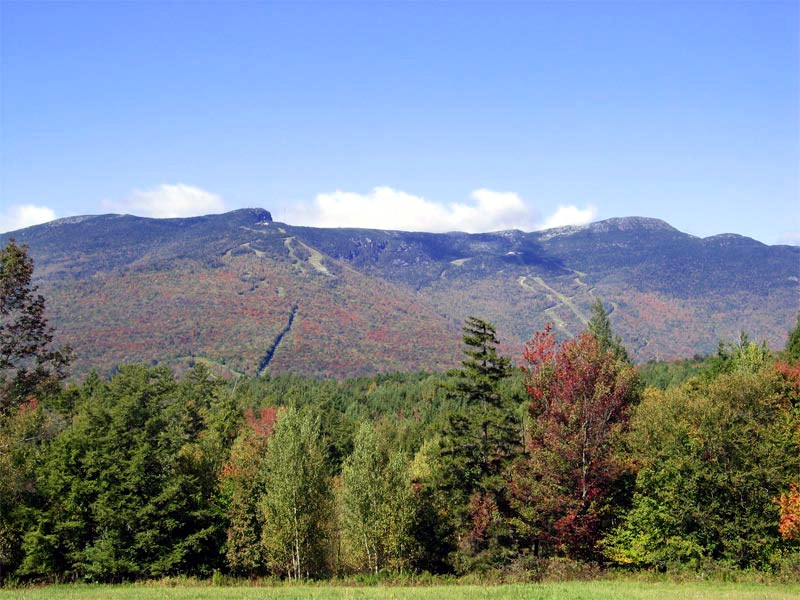
맨스필드산

- 맨스필드산, 그린산맥 및 버몬트주의 최고봉
- 호르산
- 피스가산 (버몬트주)
- 스노우산
- 스트래튼산 (버몬트주)

### 미국령 버진아일랜드
- 보르도산, 세인트존섬의 최고봉
- 크라운산 (미국령 버진아일랜드), 세인트토머스섬의 최고봉이자 미국령 버진아일랜드의 최고봉
- 이글산 (미국령 버진아일랜드), 세인트크로이섬의 최고봉

### 버지니아주
- 애플 오차드산
- 볼드 노브 (버지니아주)
- 발삼 베어타운산
- 베어타운산
- 불 런산
- 카톡틴산
- 클린치산
- 엘리엇 노브
- 그레이트 노스산
- 호크스빌산
- 하이 노브
- 매사너튼산
- 제퍼슨산 (버지니아주)

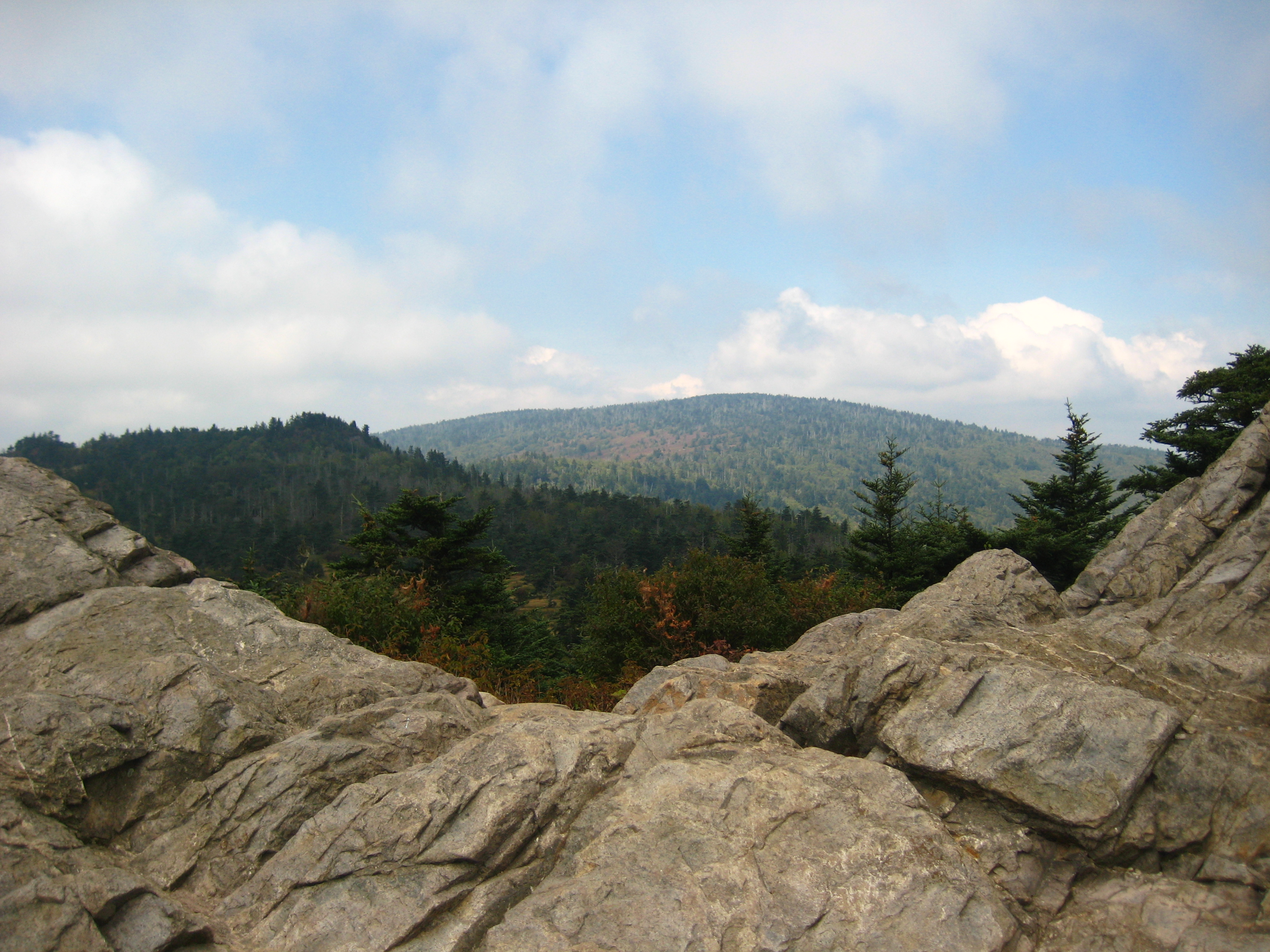
로저스산 (버지니아주)

- 로저스산 (버지니아주), 버지니아주의 최고봉
- 노스산 (버지니아주-웨스트버지니아주)
- 올드 래그산
- 피크스 오브 오터
- 파웰산 (버지니아주)
- 쇼트 힐산
- 레디시 노브
- 화이트톱산

### 워싱턴주
- 애버크롬비산
- 애비엘 피크
- 애들레이드 피크 (워싱턴주)
- 애그니스산
- 알래스카산
- 알타산
- 아메리칸 보더 피크
- 원형극장산 (워싱턴주)
- 앤틀러 피크 (워싱턴주)
- 에이펙스산 (오카노건군, 워싱턴주)
- 아르고노트 피크
- 아리에스 (산)
- 애로우헤드산 (워싱턴주)
- 아테나 (올림픽산맥)
- 아주라이트 피크
- 베이컨 피크
- 바에코스 피크
- 볼드 이글 피크
- 밴디트 피크
- 배넉산
- 베어산 (노스 캐스케이드)
- 베어캣 리지
- 베어포산
- 베어스 브레스트산
- 베달 피크
- 비비산
- 베세머산
- 빅 베어산
- 빅 치와쿠움
- 빅 크래기 피크
- 빅 데블 피크
- 빅 짐산
- 빅 캥거루
- 빅 루
- 빅 스노우산
- 빌스 피크
- 비스마르크 피크
- 블랙산 (워싱턴주)
- 블랙 피크 (워싱턴주)
- 블랙비어드 피크
- 블루 레이크 피크
- 블루산 (워싱턴주)
- 보난자 피크 (워싱턴주)
- 보스턴 피크
- 볼더 리지
- 브라마 피크
- 벅산 (워싱턴주)
- 벅너산
- 불스 투스
- 번트 부트 피크
- 버로우스산
- 캐뎃 피크
- 콜쿠흔 피크
- 캠프 로버 피크
- 케이프 혼 (워싱턴주)
- 카디널 피크
- 카르네산
- 캐스케이드 피크
- 캐시미어산
- 캐슬산 (워싱턴주)
- 캐슬 피크 (워싱턴주)
- 캐슬 피크 (코울리츠군, 워싱턴주)
- 캐슬 록 (첼란군)
- 대성당봉 (워싱턴주)
- 대성당 록 (워싱턴주)
- 캣 피크
- 체어 피크 (워싱턴주)
- 치카민 피크
- 칠리 피크
- 침니 피크 (올림픽산맥)
- 치와와산
- 추틀라 피크
- 서크산 (워싱턴주)
- 클라우디 피크 (노스 캐스케이드)
- 콜척 밸런스드 록
- 콜척 피크
- 콜드워터 피크
- 콜로니얼 피크
- 콘산 (워싱턴주)
- 컨스티튜션 크랙스
- 코퍼산 (메이슨군, 워싱턴주)
- 코퍼산 (피어스군, 워싱턴주)
- 코퍼 피크 (워싱턴주)
- 코르테오 피크
- 코트니 피크 (워싱턴주)
- 카우보이산
- 크레이터산
- 크레센트산 (워싱턴주)
- 크루크트 범
- 크리스털 피크 (워싱턴주)

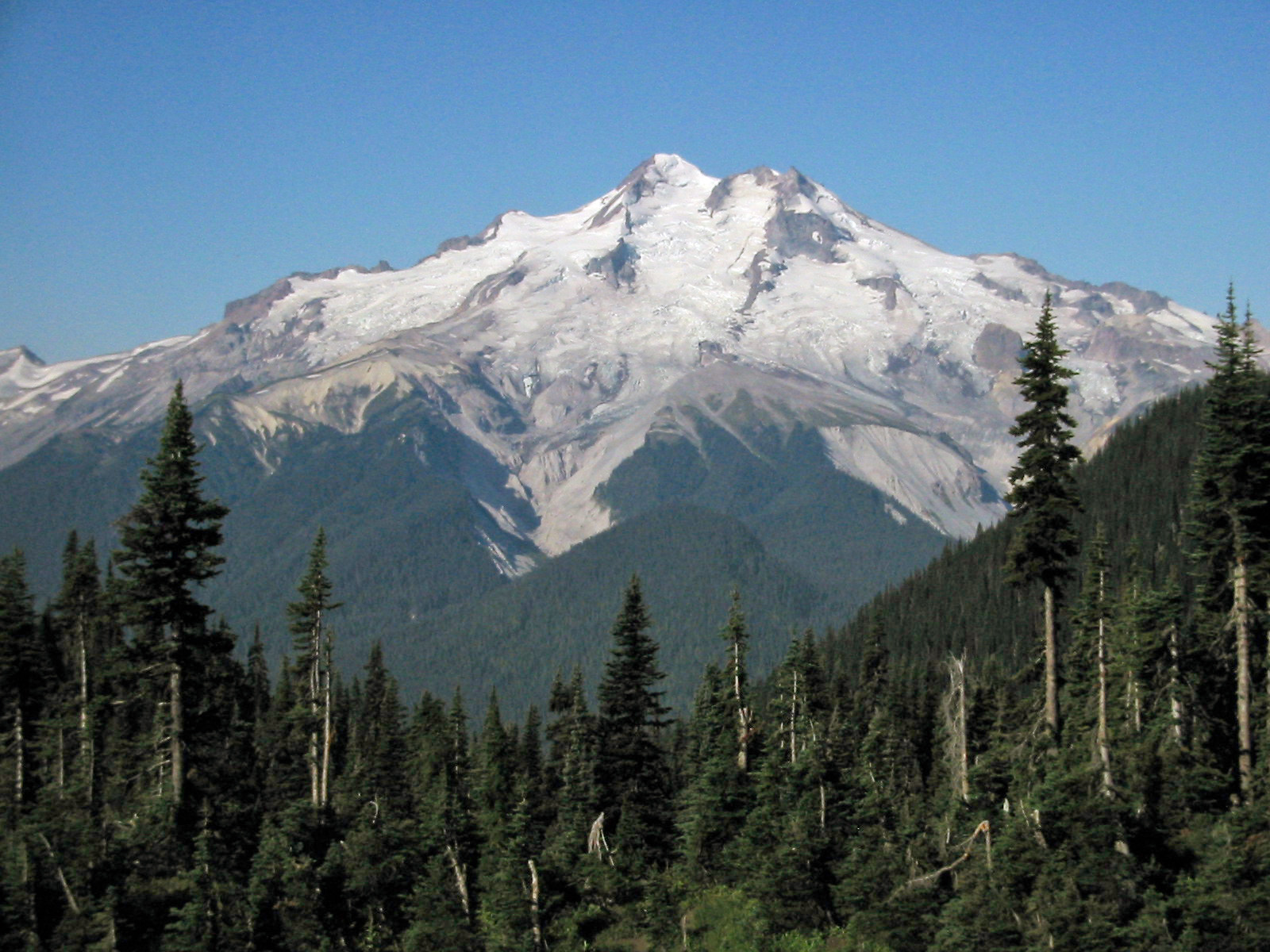
글레이셔 피크

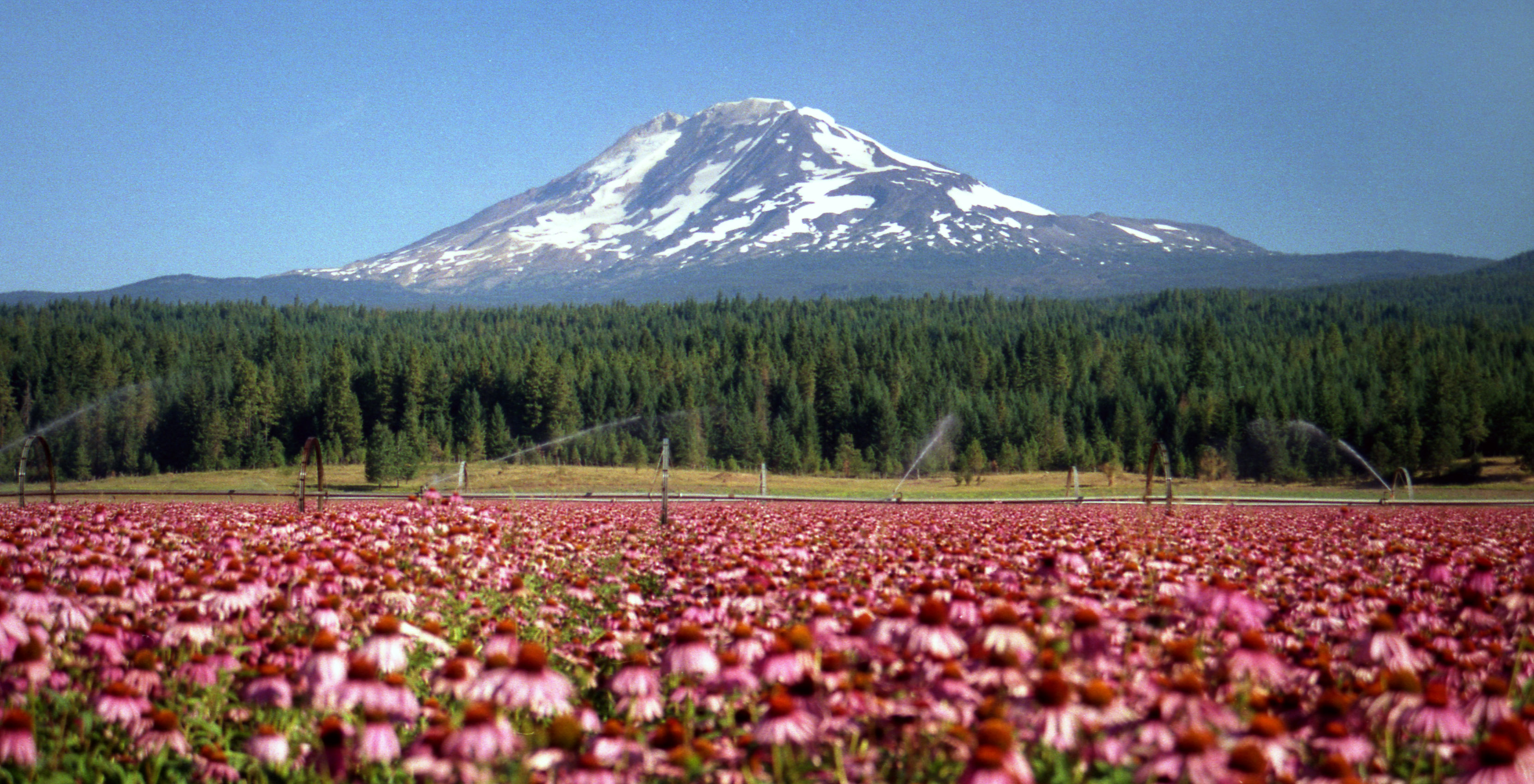
아담스산 (워싱턴주)

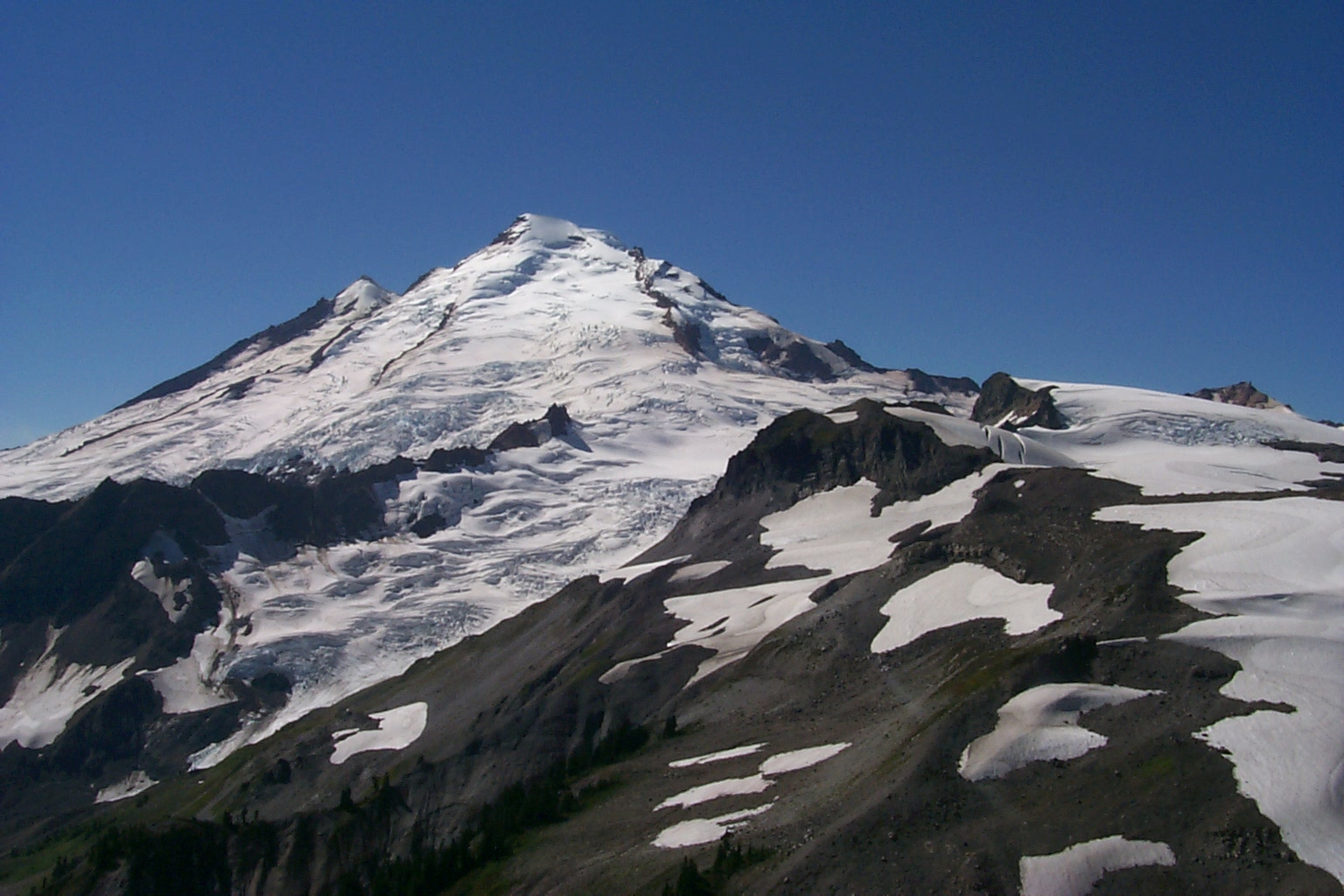
베이커산

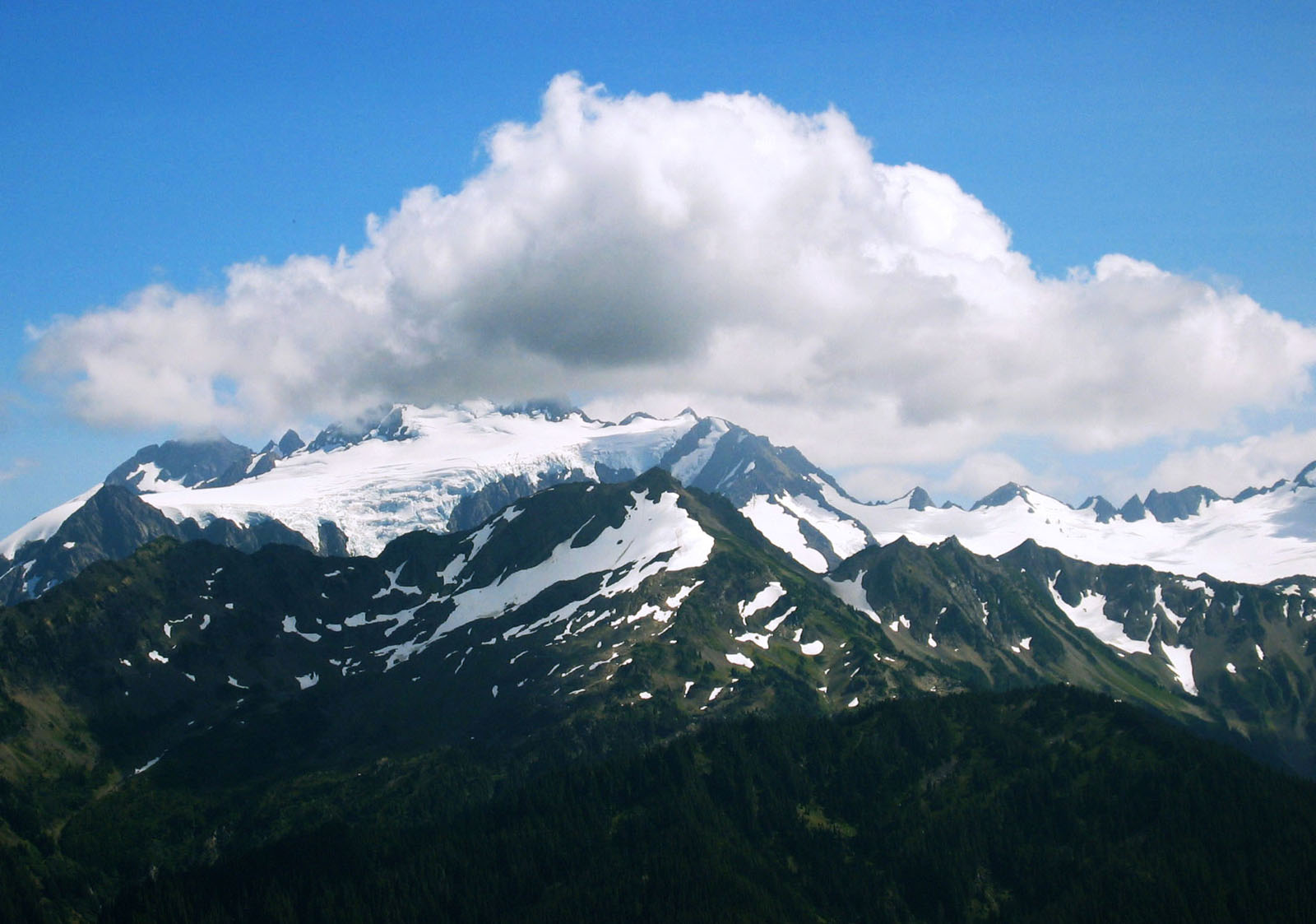
올림퍼스산 (워싱턴주)

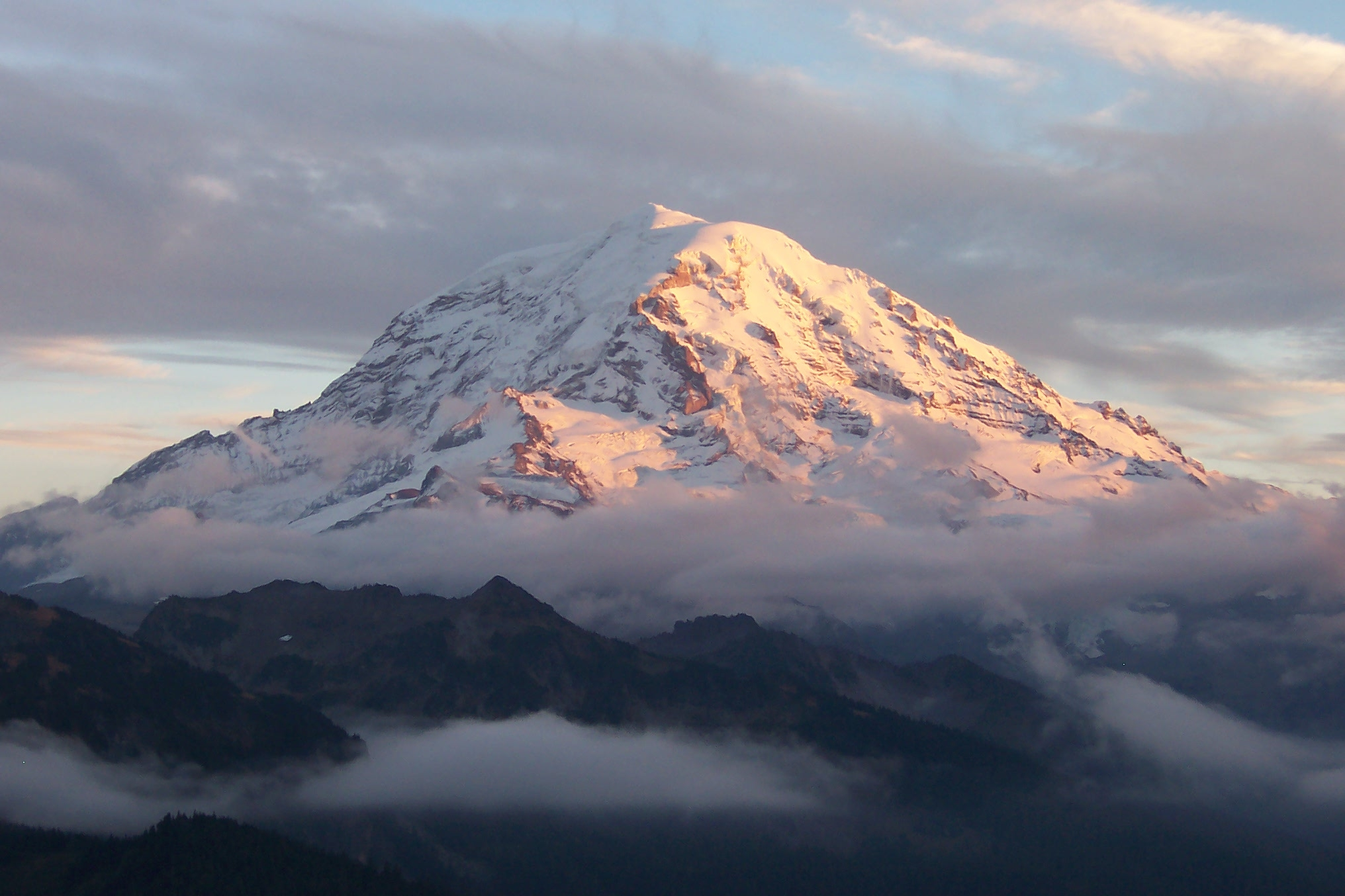
레이니어산

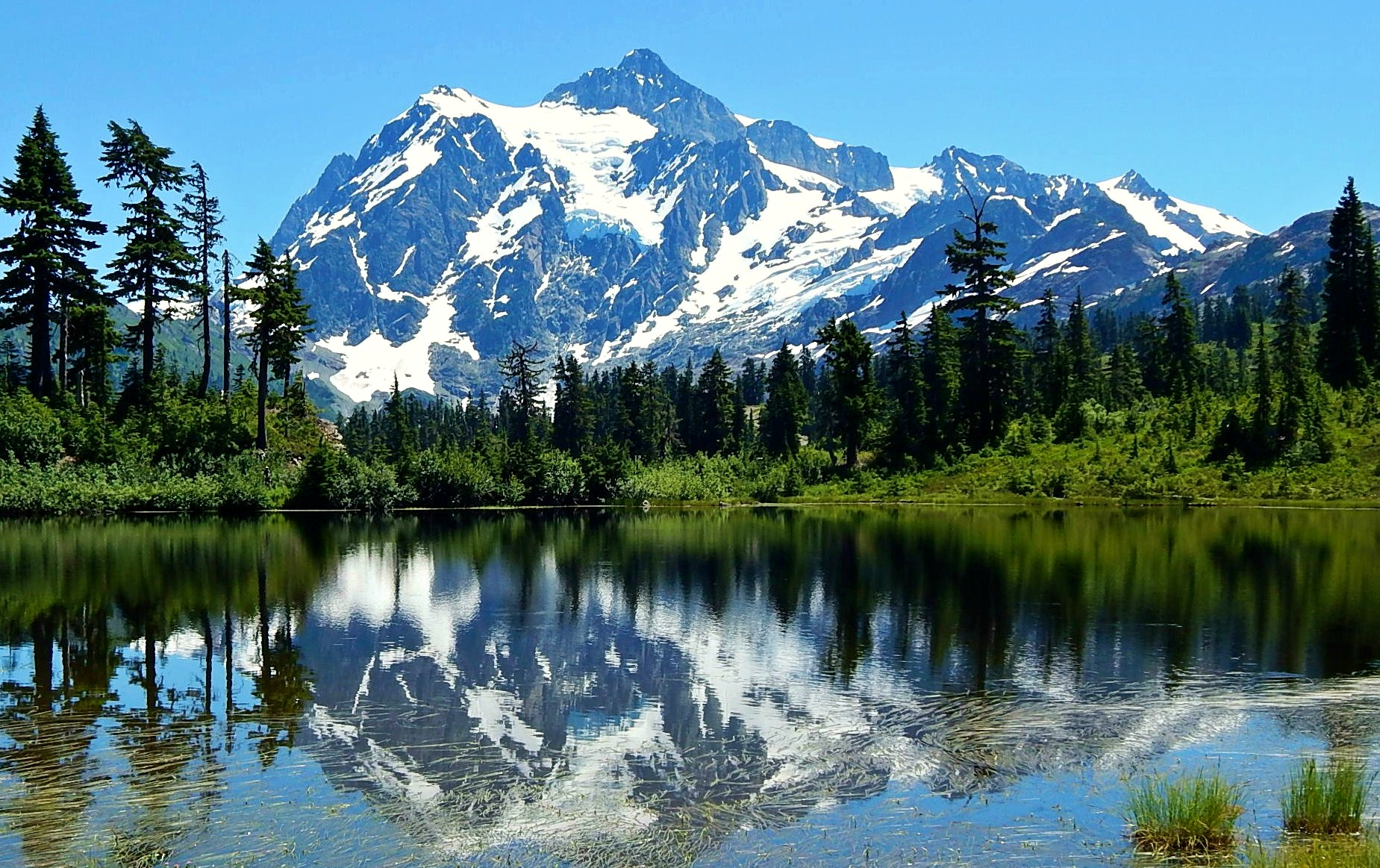
슈크산산

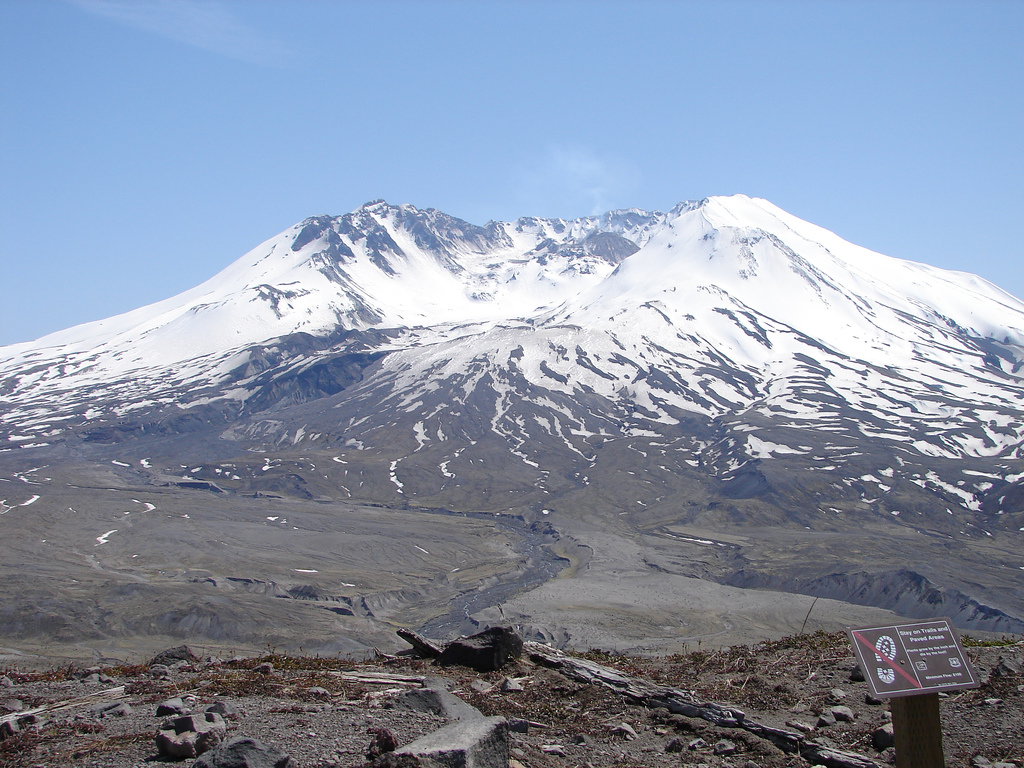
세인트헬렌스산

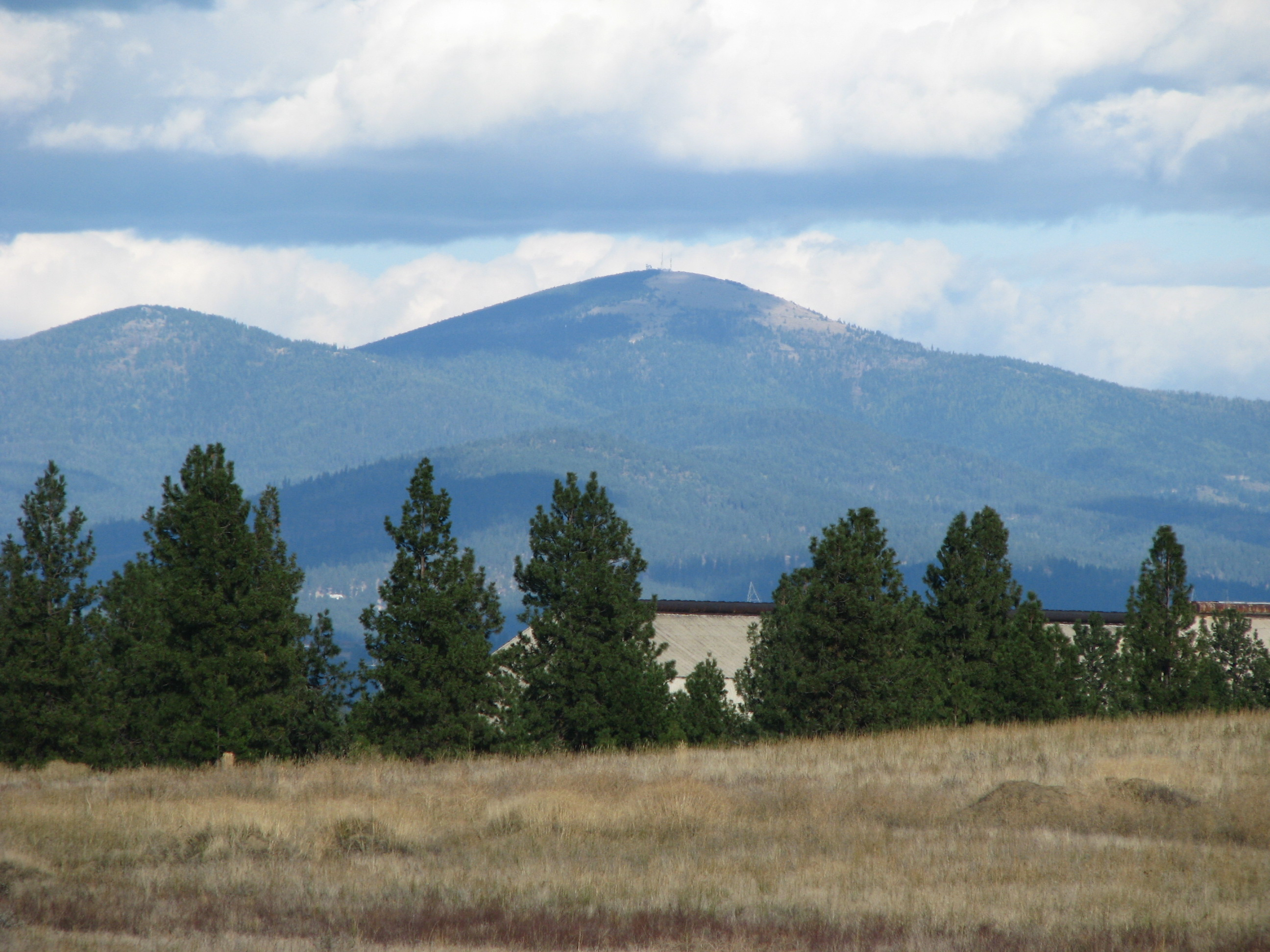
스포케인산

- 크리스털 피크 (올림픽산맥) (올림픽산맥)
- 컷스로트 피크
- 댐네이션 피크
- 데이비스 피크 (워싱턴주)
- 델 캄포 피크
- 데니산
- 데솔레이션 피크 (워싱턴주)
- 데블스 피크 (워싱턴주)
- 데블스 섬 (워싱턴주)
- 데보르 피크
- 딥 탑 피크
- 더티 해리스 피크
- 도저 포인트
- 도그산
- 돔 피크
- 도라도 니들
- 드래곤테일 피크
- 덤벨산
- 던전 피크 (워싱턴주)
- 얼 피크
- 얼리 모닝 스파이어
- 얼리 윈터즈 스파이어
- 이지 피크
- 에드워드 피크
- 에이트마일산
- 엘도라도 피크
- 일렉트릭 부테
- 엘리펀트 부테 (워싱턴주)
- 엘리야 리지
- 엘크산 (클랠럼군, 워싱턴주)
- 에메랄드 피크 (워싱턴주)
- 에스메랄다 피크
- 페이 피크
- 피프스 오브 줄라이산
- 피니 피크
- 피셔 피크 (워싱턴주)
- 포기 피크
- 포비든 피크, 노스캐스케이드 국립공원
- 포춘 피크
- 포 브라더스 (캐스케이드산맥)
- 프렌치 캐빈산
- 프리스코산
- 가브리엘 피크 (워싱턴주)
- 감마 피크
- 가드너산
- 가필드산 (워싱턴주)
- 제네시스 피크
- 길버트 피크 (워싱턴주)
- 길훌리 타워
- 글레이셔 피크, 성층 화산, 스노호미시군 최고 지점
- 글리 피크
- 글로리산
- 고트 아일랜드산
- 골든 혼 (워싱턴주)
- 구드산
- 고딕 피크 (워싱턴주)
- 그래닛산 (웨나치산맥)
- 그래닛산 (왓컴군, 워싱턴주)
- 그래스호퍼 피크
- 그레이 피크 (워싱턴주)
- 그레이비어드 피크
- 그린산 (킹군, 워싱턴주)
- 그린산 (스노호미시군, 워싱턴주)
- 그라인드스톤산 (워싱턴주)
- 건 피크
- 가이 피크
- 헤이건산
- 하프 문 (워싱턴주)
- 핼 포스 피크
- 홀 피크 (워싱턴주)
- 하네간 피크
- 하딩산
- 호킨스산
- 헬멧 부테
- 히복스산
- 히든 레이크 피크
- 힘멜혼 (워싱턴주)
- 힌크하우스 피크
- 호크산
- 홀리웨이산
- 후두 피크
- 호조민산
- 허클베리산 (워싱턴주)
- 험프백산 (캐스케이드)
- 허리케인 힐
- 아이스 박스 (워싱턴주)
- 아이시 피크
- 인디시전 피크
- 인디언 헤드 피크
- 인디언산 (워싱턴주)
- 잉걸스 피크
- 이너 콘스턴스
- 인스피레이션 피크 (워싱턴주)
- 아이언 캡산
- 아이언산 (제퍼슨군, 워싱턴주)
- 아이언산 (피어스군, 워싱턴주)
- 잭산
- 재키타 리지
- 제퍼슨 피크
- 짐 힐산
- 요하네스버그산
- 존슨산 (워싱턴주)
- 조브 피크
- 점보산
- 점보 피크 (워싱턴주)
- 칼레탄 피크
- 카미악 부테
- 켈리 부테 (워싱턴주)
- 케네디 피크 (워싱턴주)
- 킴타 피크
- 키틀링 피크
- 클라와티 피크
- 코닥 피크
- 콜롤로 피크
- 크렐 힐
- 카이에스 피크
- 라 본 피크
- 래버린스산
- 레이디스 피크
- 레인 피크
- 르 콘테산
- 리버티 벨산
- 리버티산 (워싱턴주)
- 리히텐베르크산
- 리틀 빅 치프산
- 리틀 데블 피크
- 리틀 잭 (산)
- 리틀 타호마 피크
- 로그 부테
- 룩아웃산 (워싱턴주)
- 로스트 피크
- 로스트 피크 (제퍼슨군, 워싱턴주)
- 루아나 피크
- 루덴 피크
- 루나 피크 (워싱턴주)
- 맥 피크
- 매직산 (워싱턴주)
- 메이든 피크 (워싱턴주)
- 메일박스 피크
- 마제스틱산
- 말라카이트 피크
- 맨티스 피크
- 메이플산 (워싱턴주)
- 마커스 피크
- 마틴 피크 (워싱턴주)
- 마틴 피크 (메도우산맥)
- 마틴 피크 (올림픽산맥)
- 맥카트니 피크
- 맥클렐런 부테
- 맥그리거산 (캐스케이드)
- 맥케이 리지
- 맥밀런 스파이어
- 맥닐리 피크 (워싱턴주)
- 머천트 피크
- 메사치 피크
- 운모산, 아이다호주와 워싱턴주에 각각 하나씩 두 개의 봉우리로 구성되어 있다.
- 미들 피크 (워싱턴주)
- 미네랄산 (워싱턴주)
- 미니 피크
- 믹스-업 피크
- 모뉴먼트 피크 (워싱턴주)
- 물록산
- 모닝스타 피크
- 마더 로드 (메도우산맥)
- 마더산 (워싱턴주)
- 아담스산 (워싱턴주), 성층 화산
- 에이크스산
- 앤더슨산 (워싱턴주)
- 앤산
- 애플턴산
- 아리바산
- 베이커산, 활성 성층 화산, 왓컴군의 최고 지점
- 발라드산 (워싱턴주)
- 배링산
- 반즈산 (워싱턴주)
- 벤자리노산
- 베르주산
- 비글로산 (워싱턴주)
- 블럼산, 노스캐스케이드 국립공원
- 브레서튼산
- 버킨디산
- 불렌산
- 카메론산 (워싱턴주)
- 캐리산
- 카루산
- 챌린저산 (워싱턴주)
- 샤도네산
- 차발산
- 차일즈산
- 크리스티산 (워싱턴주)
- 클라크산 (워싱턴주)
- 클레이우드산
- 콘스턴스산
- 컨스티튜션산, 오르카스섬 정상
- 크라우더산 (워싱턴주)
- 크루저산
- 다나산 (워싱턴주)
- 대니얼산, 킹군 (워싱턴주)의 최고 지점
- 데이비드산 (워싱턴주)
- 디셉션산 (워싱턴주)
- 디파이언스산 (워싱턴주)
- 데겐하르트산
- 델라바르산
- 절망산 (워싱턴주)
- 디커먼산
- 엘크 릭산
- 에리에산 (워싱턴주), 피댈고섬 정상
- 페어차일드산
- 페르노산
- 페르노산 (킹군, 워싱턴주)
- 페리산
- 피츠헨리산
- 포가튼산
- 포미더블산
- 프리카바산
- 프롬산 (워싱턴주)
- 퓨리산
- 하디산 (워싱턴주)
- 헨더슨산 (워싱턴주)
- 헤르만산
- 히긴스산
- 호리블산
- 하워드산 (워싱턴주)
- 인덱스산
- 존슨산 (워싱턴주)
- 조브 피크
- 주피터산
- 켄트산 (워싱턴주)
- 킷 카슨산
- 라크로스산
- 라라비산
- 라고산
- 로슨산 (워싱턴주)
- 레나산 (워싱턴주)
- 링컨산 (워싱턴주)
- 로건산 (워싱턴주)
- 마가렛산 (스카마니아군, 워싱턴주)
- 마티아스산
- 모드산
- 미니산
- 미시산
- 미첼산 (워싱턴주)
- 미스터리산
- 노턴산
- 노이스산 (워싱턴주)
- 올림퍼스산 (워싱턴주), 올림픽산맥 최고봉
- 퍼싱산
- 퍼시스산
- 필척산
- 프로펫산
- 퓨산
- 퓰리처산 (워싱턴주)
- 퀴츠산
- 레이니어산, 캐스케이드산맥 및 워싱턴주 최고봉인 활성 성층 화산
- 리다우트산 (워싱턴주)
- 루스벨트산
- 로즈산 (워싱턴주)
- 로스산
- 사울산
- 스코트산 (워싱턴주)
- 시애틀산 (워싱턴주)
- 세프리트산
- 슈크산산
- 시산
- 스피카드산
- 스포케인산
- 세인트헬렌스산, 1980년 5월 18일 격렬하게 분출한 활성 성층 화산
- 스틸산
- 스톤산
- 스튜어트산
- 테러산 (워싱턴주)
- 톰슨산
- 톰산 (워싱턴주)
- 토미 톰슨산
- 토먼트산
- 트라이엄프산
- 워크인쇼산
- 워싱턴산 (캐스케이드)
- 워싱턴산 (올림픽)
- 왓슨산 (워싱턴주)
- 휘티어산 (워싱턴주)
- 와일더산
- 윈스롭산
- 워딩턴산 (워싱턴주)
- 와우산
- 진도르프산
- 목스 피크
- 먼캐스터산
- 나피콰 피크
- 나바호 피크
- 노다우트 피크
- 노스 빅 보섬 부테
- 노스 가드너산
- 노스 룩아웃산, 현지에서는 갤브레이스산으로 알려짐
- 노스 스타산
- 옵스트럭션 피크
- 올드 데솔레이트
- 오닐 피크
- 오리건 부테
- 오세올라 피크
- 페인티드산
- 팔리세이드 피크
- 폴 버냔스 스텀프
- 파세이튼 피크
- 펠턴 피크
- 퍼디션 피크
- 페투니아 피크
- 피카 피크
- 피어스산 (워싱턴주)
- 피너클산 (워싱턴주)
- 피너클 피크 (킹군, 워싱턴주)
- 피너클 피크 (루이스군, 워싱턴주)
- 피너클 피크 (왓컴군, 워싱턴주)
- 피로스 스파이어
- 플러머 피크
- 플러머산
- 포켓 피크
- 포큐파인 피크 (워싱턴주)
- 포털 피크 (워싱턴주)
- 프레리산
- 피라미드 피크 (피어스군, 워싱턴주)
- 피라미드 피크 (왓컴군, 워싱턴주)
- 레이니 피크
- 램파트 리지 (워싱턴주)
- 방울뱀산 (벤턴군, 워싱턴주)
- 방울뱀 능선
- 레드 페이스산
- 레드산 (스카짓군, 워싱턴주)
- 렘멜산
- 리펄스 피크
- 라이노 부테
- 리들 피크
- 로빈슨산
- 록산 (워싱턴주)
- 록키 피크 (워싱턴주)
- 루비산 (워싱턴주)
- 루스산
- 루스 피크
- 사할레산
- 사우크산
- 스콜피온산 (워싱턴주)
- 센티넬 피크 (워싱턴주)
- 센티넬 피크 (제퍼슨군, 워싱턴주)
- 세븐 핑거드 잭
- 시모어 피크
- 샤크핀 타워
- 양산 (오카노건군, 워싱턴주)
- 양산 (스노호미시군, 워싱턴주)
- 셔먼 피크
- 셰르파 피크
- 실버 이글 피크
- 실버팁 피크
- 시팅 불산
- 스카짓 피크
- 스카이코미시 피크
- 스카이스크레이퍼산
- 슬레이트 피크
- 슬리핑 뷰티
- 슬론 피크
- 슬루이스킨산
- 스노퀄미산
- 스노우필드 피크
- 스노우그래스산
- 스노우킹산
- 사워도우산 (왓컴군, 워싱턴주)
- 스파크 플러그산
- 스펙터클 부테스
- 스페리 피크
- 스파이더산
- 스파이어산
- 스프랫산
- 스테판 피크
- 스텝토 부테
- 스타일로이드 피크
- 서밋 치프산
- 선다이얼 (올림픽산맥)
- 선라이즈 피크
- 서프라이즈산
- 스위치백 피크
- 신클라인산
- 타틀럼 피크
- 타마락 피크 (워싱턴주)
- 타티 피크
- 티너웨이 피크
- 테코아산 (워싱턴주)
- 텐피크산
- 테라스산 (워싱턴주)
- 브라더스 (워싱턴주)
- 더 초핑 블록 (워싱턴주)
- 더 크레이들 (워싱턴주)
- 더 돔 (워싱턴주)
- 니들스 (올림픽산맥)
- 더 펄핏 (워싱턴주)
- 더 루스트 (워싱턴주)
- 더 템플 (워싱턴주)
- 트라이어드 (산)
- 토르 피크 (워싱턴주)
- 쓰리 브라더스 (워싱턴주)
- 쓰리 핑거스 (워싱턴주)
- 쓰리 퀸즈
- 쓰리 와이브즈
- 선더산 (워싱턴주)
- 티턴 피크
- 티파니산
- 팅크햄 피크
- 톨미 피크
- 토미호이 피크
- 트래퍼산
- 트래퍼스 피크
- 트린 피크
- 트리코산
- 트리쿠니 피크 (워싱턴주)
- 텀텀 피크
- 텁신 피크
- 트윈 니들스
- 트윈 시스터즈산
- 트위스프산
- 타일러 피크
- 언더우드산
- 유니콘 피크
- 유니콘 피크 (올림픽산맥), (올림픽산맥)
- 왈라비 피크
- 워리어 피크
- 웨지산 (워싱턴주)
- 웰치 피크
- 웨스트 피크 (제퍼슨군, 워싱턴주)
- 왓컴 피크
- 휘슬러산 (워싱턴주)
- 위치스 타워 (워싱턴주)
- 화이트 척산
- 화이트 고트산
- 화이트산 (올림픽산맥)
- 화이트산 (워싱턴주)
- 화이트호스산 (워싱턴주)
- 휘티어 피크
- 와일드 고트 피크
- 윌만스 피크
- 윈드산 (워싱턴주)
- 윈디 피크 (워싱턴주)
- 워든
- 라이트산
- 야키마 피크
- 옐로우 애스터 부테

### 웨스트버지니아주
- 백 앨러게니산
- 베이커산 (웨스트버지니아주)
- 볼드 노브
- 빅 슐로스
- 카카폰산
- 캐슬산 (펜들턴군, 웨스트버지니아주)
- 치트산
- 쿠퍼산 (웨스트버지니아주)
- 그레이트 노스산
- 노블리산
- 리틀 카카폰산
- 밀 크리크산
- 포르트 크레이욘산
- 나다니엘산
- 노스 포크산
- 노스산 (버지니아주-웨스트버지니아주)
- 노스 리버산
- 패터슨 크리크산
- 레디시 노브
- 새들산 (미네랄군, 웨스트버지니아주)
- 셰이버스산
- 사이드링 힐
- 슬리피 크리크산
- 사우스 브랜치산
- 스프링 갭산

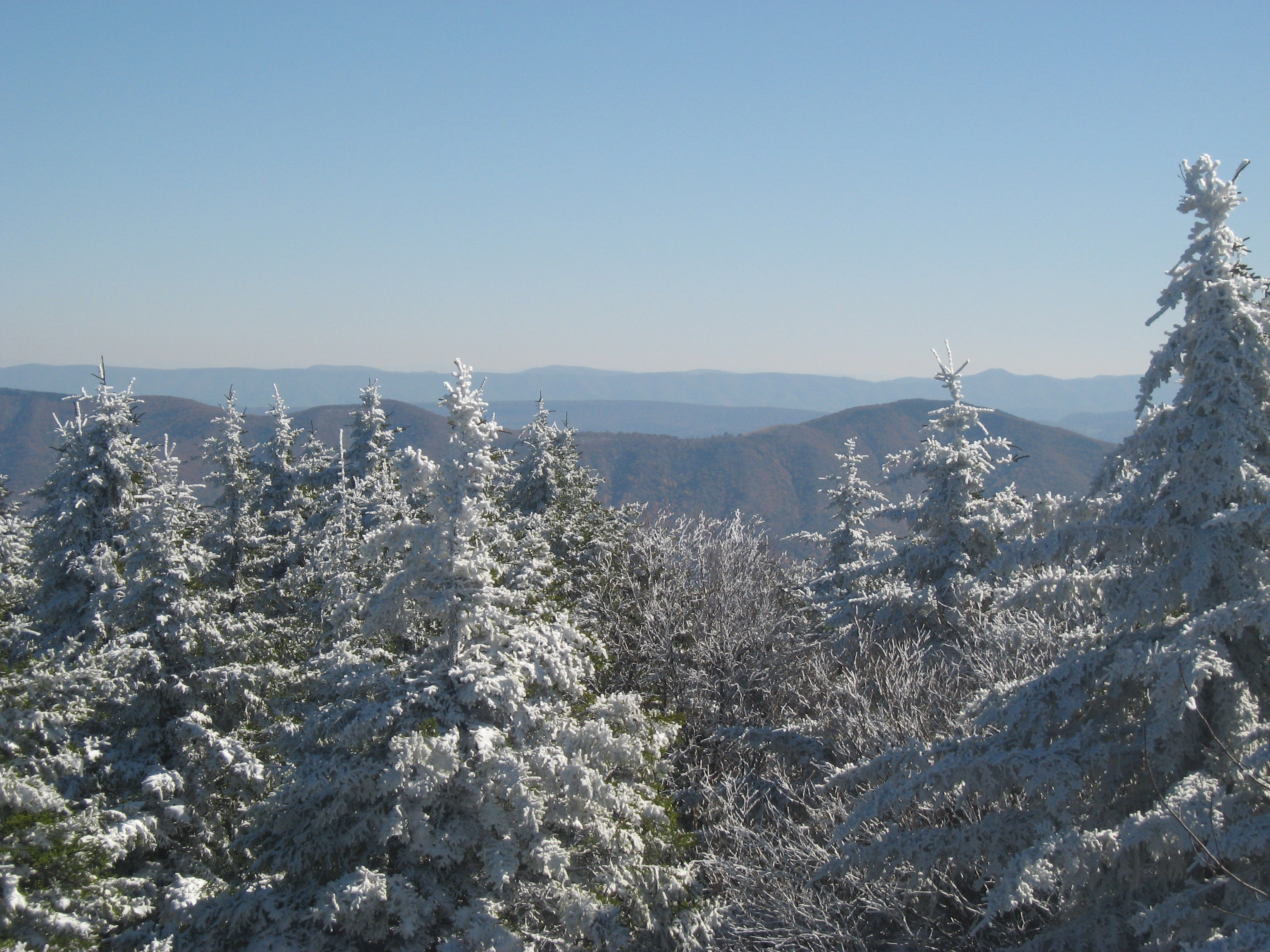
스프루스 노브

- 스프루스 노브, 앨러게니산맥 및 웨스트버지니아주의 최고봉
- 서드 힐산

### 위스콘신주
- 바라부산맥
- 블루 마운드, 오쿠치산맥 최고봉
- 벨몬트 마운드, (오쿠치산맥)
- 피스가산
- 플랫 마운드, (오쿠치산맥)
- 와일드캣산

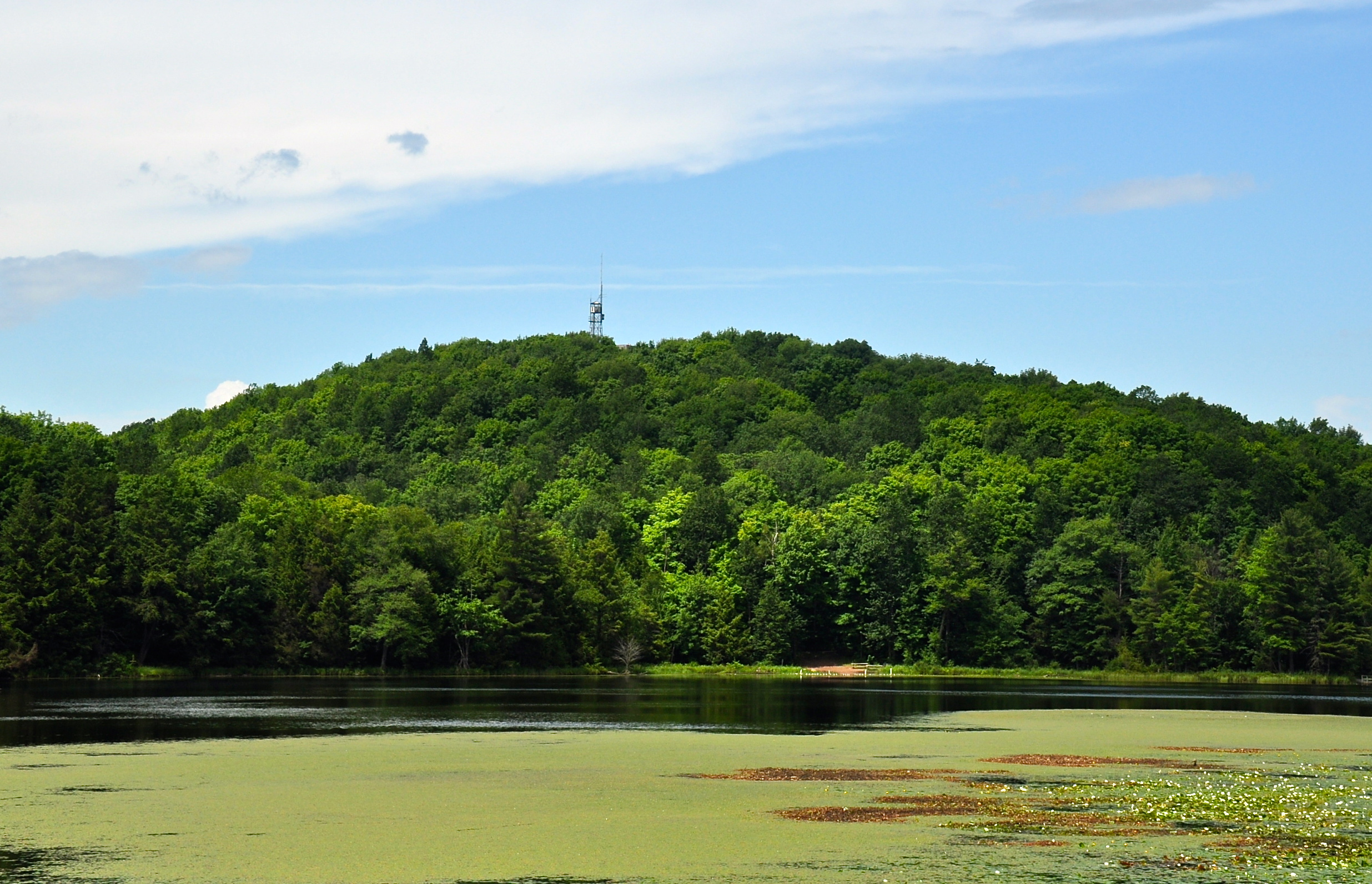
팀스 힐

- 오쿠치산맥, 어퍼 미드웨스트의 드립틀리스 지역에서 가장 높고 험준한 부분.
- 페노키산맥, 위스콘신 북부와 미시간에 걸쳐 있는 고대 침식 산맥
- 립산
- 팀스 힐, 위스콘신주의 최고봉

### 와이오밍주
- 원형극장산 (와이오밍주)
- 애틀랜틱 피크
- 배스천 피크
- 비버산 (와이오밍주)
- 비버크 피크
- 블랙 투스산
- 볼링거 피크
- 밤버산
- 브라운 클리프 노스
- 벅산 (와이오밍주)
- 번슨 피크
- 카터산
- 캐스퍼산
- 시더산 (와이오밍주)

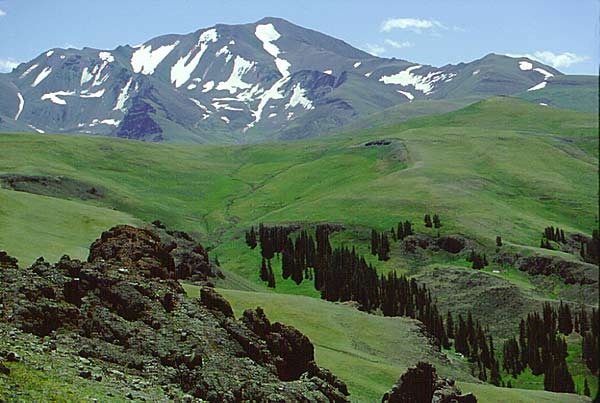
프랑스 피크

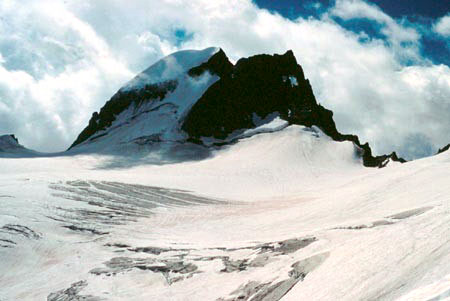
개닛 피크

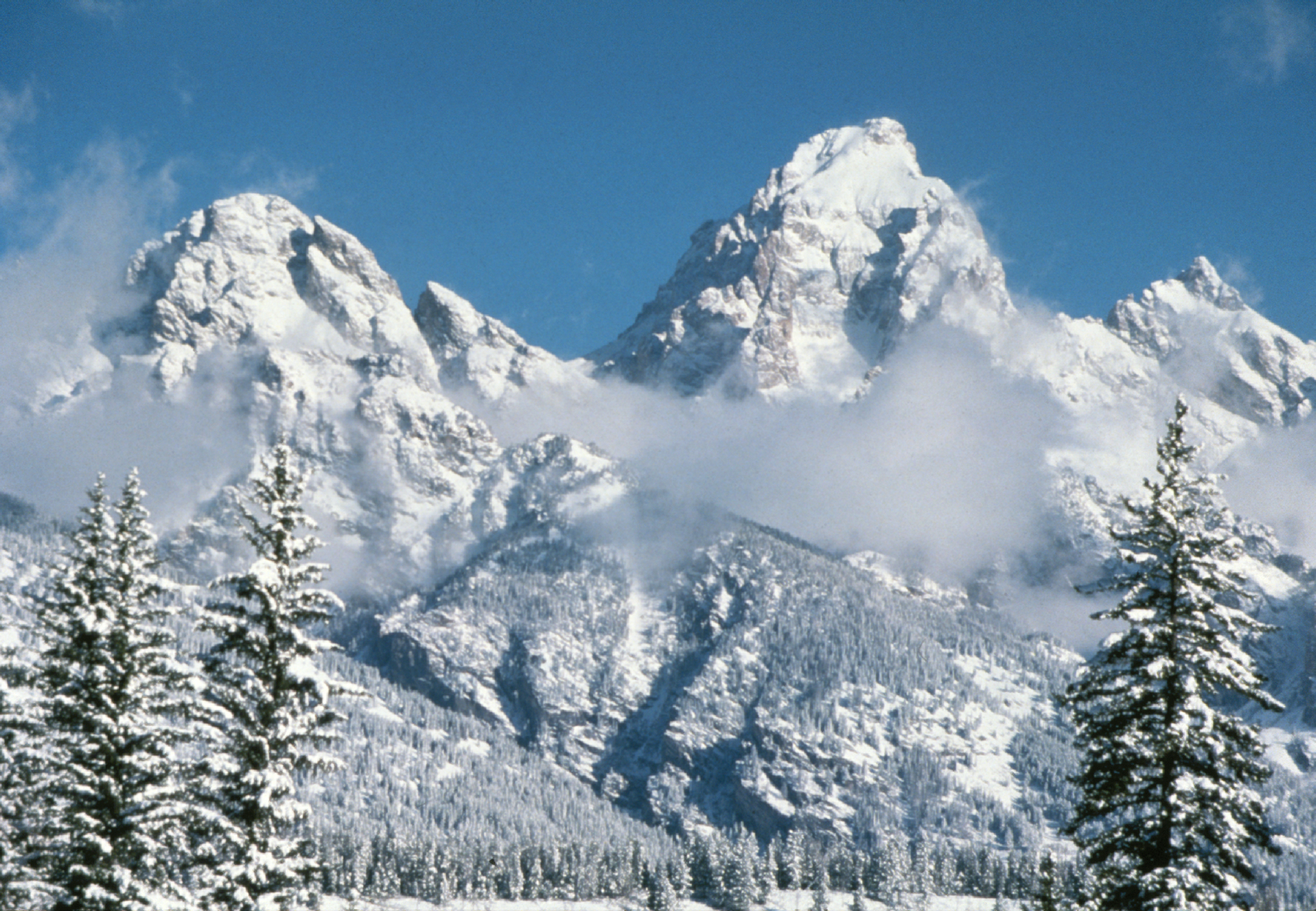
그랜드 티톤

- 클라우드 피크, 빅혼산맥의 최고봉이자 로키산맥의 최북단 4000미터 봉우리
- 클라우드베일 돔
- 다윈 피크
- 디스어포인트먼트 피크 (와이오밍주)
- 도안 피크
- 더블렛 피크
- 더블톱 피크
- 이글 피크 (와이오밍주), 옐로스톤 국립공원 최고봉
- 이글스 레스트 피크
- 엘크산 (카본군, 와이오밍주)
- 엘크산 (티턴군, 와이오밍주)
- 페리스산
- 포렐렌 피크
- 화석산 (와이오밍주)
- 프랑스 피크
- 프리몬트 피크 (와이오밍주)
- 개닛 피크, 윈드리버산맥, 중앙 로키산맥, 와이오밍주의 최고봉
- 가필드 피크 (와이오밍주)
- 그랜드 티톤, 티턴산맥의 최고봉이자 로키산맥의 최서단 4000미터 봉우리
- 그레이 피크 (와이오밍주)
- 해로우어 피크
- 헤이스택산 (와이오밍주)
- 하트산 (와이오밍주)
- 헬로어링산
- 홉스 피크 (와이오밍주)
- 호지스 피크
- 후두 피크 (와이오밍주)
- 허리케인 메사 (와이오밍주)
- 인디언 피크 (와이오밍주)
- 잭슨 피크 (프리몬트군, 와이오밍주)
- 짐산
- 래드 피크
- 래러미 피크
- 리저드 헤드 피크 (와이오밍주)
- 로프산
- 맨 피크
- 메디신 보우 피크
- 미들 티턴
- 미주리 부테스
- 페바스산
- 피츠패트릭산, 솔트리버산맥 최고봉
- 게이키산 (와이오밍주)
- 헬렌산 (와이오밍주)
- 험프리스산 (와이오밍주)
- 레스터산
- 모란산
- 니스톰산
- 오웬산 (와이오밍주)
- 사카자가위아산
- 세인트 존산
- 워런산
- 워시번산
- 위스터산
- 우드링산
- 우드로 윌슨산
- 네즈 퍼스 피크
- 아울 피크
- 펜로즈 피크 (와이오밍주)
- 피너클 부테스
- 폴룩스 피크
- 램스혼 피크
- 레인저 피크 (와이오밍주)
- 레이놀즈 피크
- 랜디부스산
- 리퍼블릭산
- 록척 피크
- 롤링 선더산
- 새들산 (와이오밍주)
- 스키슬러 피크
- 시그널산 (와이오밍주)
- 실버팁 피크 (와이오밍주)
- 사우스 티턴
- 스파이더 피크
- 스퀘어톱산
- 정지 피크
- 스티플 피크
- 서블렛산, 사우스 와이오밍 오버스러스트 벨트 최고봉
- 시메트리 스파이어
- 테이블산 (옐로스톤 국립공원)
- 티피 필라
- 티위노트산
- 토르 피크 (와이오밍주)
- 텅 부테
- 톱 노치 피크
- 트래버스 피크
- 트라우트 피크
- 투 오션산
- 버지니아 피크 (와이오밍주)
- 와피티 리지
- 화이트 록 (와이오밍주)
- 윈드리버 피크
- 와이오밍 피크, 와이오밍산맥 최고봉
- 윤츠 피크

## 정상 동음이의어
다음 목록에는 이름이 같은 미국 지형적 정상에 대한 동음이의 및 세트 색인 문서 링크가 포함되어 있다. 미국 지명위원회는 모든 미국 지명에 대한 공식 기관이다. 미국 지질조사국 지명 정보 시스템은 이러한 지명에 대한 인터넷 접근을 제공한다.
- 볼드 이글산 (동음이의) – 6개 주에 7개 정상
- 볼드 노브 (동음이의) – 30개 주에 142개 정상
- 볼드산 (동음이의) – 31개 주에 303개 정상
- 볼디산 (동음이의) – 17개 주에 56개 정상
- 볼디 피크 (동음이의) – 12개 주에 19개 정상
- 베어산 – 30개 주에 144개 정상
- 블랙 부테 (동음이의) – 14개 주에 113개 정상
- 블랙 메사 – 7개 주에 41개 정상
- 블랙산 – 29개 주에 266개 정상
- 바운더리 피크 (동음이의) – 7개 주에 8개 정상
- 카멜백산 (동음이의) – 6개 주에 9개 정상
- 캠벨 힐 (동음이의) – 15개 주에 20개 정상
- 캐피톨 피크 (동음이의) – 5개 주에 6개 정상
- 캐슬 피크 (동음이의) – 10개 주에 24개 정상
- 클라우드 피크 (동음이의) – 알래스카주, 미시간주, 와이오밍주에 4개 정상
- 크레이터 피크 (동음이의) – 7개 주에 8개 정상
- 크라운산 (동음이의) – 5개 주에 6개 정상 및 1개 영토에 1개 정상
- 다이아몬드 피크 (동음이의) – 11개 주에 22개 정상
- 이글산 (동음이의) – 20개 주에 41개 정상
- 이글 피크 (동음이의) – 15개 주에 44개 정상
- 엘카피탠 (동음이의) – 5개 주에 6개 정상
- 엘크산 (동음이의) – 14개 주에 60개 정상
- 플랫 탑산 (동음이의) – 18개 주에 41개 정상
- 페어뷰 피크 (동음이의) – 콜로라도주, 네바다주, 오리건주에 4개 정상
- 프리몬트 피크 (동음이의) – 5개 주에 7개 정상
- 길버트 피크 (동음이의) – 유타주와 워싱턴주에 2개 정상
- 글래스산 (동음이의) – 캘리포니아주와 오리건주에 3개 정상
- 그래닛산 (동음이의) – 17개 주에 57개 정상
- 그래닛 피크 (동음이의) – 12개 주에 42개 정상
- 그리즐리 피크 (동음이의) – 7개 주에 22개 정상
- 하이 포인트 (동음이의) – 19개 주에 43개 정상
- 훔볼트 피크 (동음이의) – 캘리포니아주, 콜로라도주, 네바다주에 3개 정상
- 킹 피크 (동음이의) – 애리조나주, 캘리포니아주, 네바다주에 3개 정상
- 킹스 피크 (동음이의) – 아이다호주와 유타주에 2개 정상
- 룩아웃산 (동음이의) – 28개 주에 113개 정상
- 마테호른 (동음이의) – 애리조나주, 네바다주, 오리건주에 3개 정상
- 아담스산 (동음이의) – 6개 주에 7개 정상
- 베일리산 (동음이의) – 콜로라도주와 오리건주에 2개 정상
- 볼디산 (동음이의) 13개 주에 22개 정상
- 클리블랜드산 (동음이의) – 알래스카주, 몬태나주, 버몬트주에 4개 정상
- 다나산 (동음이의) – 알래스카주, 캘리포니아주, 워싱턴주에 3개 정상
- 데이비스산 (동음이의) – 5개 주에 7개 정상
- 더글러스산 (동음이의) – 알래스카주에 2개 정상 및 몬태나주에 1개 정상
- 엘렌산 (동음이의) – 유타주와 버몬트주에 2개 정상
- 후드산 (동음이의) – 캘리포니아주, 매사추세츠주, 오리건주에 3개 정상
- 호프킨스산 (동음이의) – 애리조나주와 캘리포니아주에 2개 정상
- 잭슨산 (동음이의) – 7개 주에 10개 정상
- 제퍼슨산 (동음이의) – 10개 주에 10개 정상
- 킴볼산 (동음이의) – 알래스카주, 애리조나주, 콜로라도주에 3개 정상
- 링컨산 – 7개 주에 8개 정상
- 마시산 – 4개 주에 4개 정상
- 미켈슨산 (동음이의) – 알래스카주에 2개 정상
- 미첼산 (동음이의) – 노스캐롤라이나주, 오리건주, 워싱턴주에 3개 정상
- 모건산 (동음이의) – 4개 주에 5개 정상
- 네보산 (동음이의) – 20개 주에 28개 정상
- 오웬산 (동음이의) – 4개 주에 5개 정상
- 파웰산 (동음이의) – 5개 주에 5개 정상
- 러셀산 (동음이의) – 알래스카주에 1개 정상 및 캘리포니아주에 2개 정상
- 샌퍼드산 (동음이의) – 알래스카주와 코네티컷주에 2개 정상
- 스텔러산 (동음이의) – 알래스카주에 2개 정상
- 테일러산 (동음이의) – 네바다주와 뉴멕시코주에 2개 정상
- 톰산 (동음이의) – 18개 주에 44개 정상
- 워런산 (동음이의) – 5개 주에 5개 정상
- 마운트워싱턴 – 10개 주에 14개 정상 및 1개 영토에 1개 정상
- 윌슨산 (동음이의) – 8개 주에 11개 정상
- 미이라산 (동음이의) – 5개 주에 5개 정상
- 노스산 (동음이의) – 16개 주에 25개 정상
- 올림푸스산 – 8개 주에 9개 정상
- 피라미드 피크 (동음이의) – 11개 주에 45개 정상
- 레드산 (동음이의) – 21개 주에 160개 정상
- 록키산 (동음이의) – 22개 주에 46개 정상
- 슬라이드산 (동음이의) – 13개 주에 26개 정상
- 스플릿산 (동음이의) – 8개 주에 12개 정상
- 스톤마운틴 (동음이의) – 15개 주에 31개 정상
- 스톰 킹산 (동음이의) – 콜로라도주, 뉴욕주, 워싱턴주에 5개 정상
- 톰프슨 피크 (동음이의) – 7개 주에 16개 정상
- 쓰리 시스터즈 (동음이의) – 10개 주에 17개 정상
- 트레저산 (동음이의) – 6개 주에 10개 정상
- 트윈 피크 – 4개 주에 6개 정상
- 트윈 피크 (동음이의) – 18개 주에 106개 정상
- 유니버시티 피크 (동음이의) – 알래스카주와 캘리포니아주에 2개 정상
- 휠러 피크 (동음이의) – 4개 주에 6개 정상
- 화이트산 (동음이의) – 19개 주에 44개 정상
- 와일드캣산 (동음이의) – 22개 주에 43개 정상

## 같이 보기
- 미국 주 및 영토별 고도 목록
- 미국 개요
- 미국 관련 문서 색인
- 북아메리카의 산봉우리
  - 미국의 산봉우리
    - 미국 주요 최고봉 목록
    - 미국 초고봉 목록
    - 미국 주요 고립 최고봉 목록
    - 알래스카 산봉우리
    - 캘리포니아 산봉우리
    - 콜로라도 산봉우리
    - 하와이 산봉우리
- 포티너
- 미국의 지리
- 미국의 지질학
- 지역별 산 목록
- 미국 울트라 목록
- Category:Mountains of the United States
  - commons:Category:Mountains of the United States